# Bonheur
Pour les articles homonymes, voir Bonheur (homonymie).

La société de consommation et la publicité qui en est le vecteur ont probablement conduit progressivement à une confusion entre les notions de plaisir et de bonheur, une idée véhiculée étant que le bonheur consisterait à assouvir l'ensemble des plaisirs proposés par l'économie de marché.
Vue d'un fast food à Djakarta.

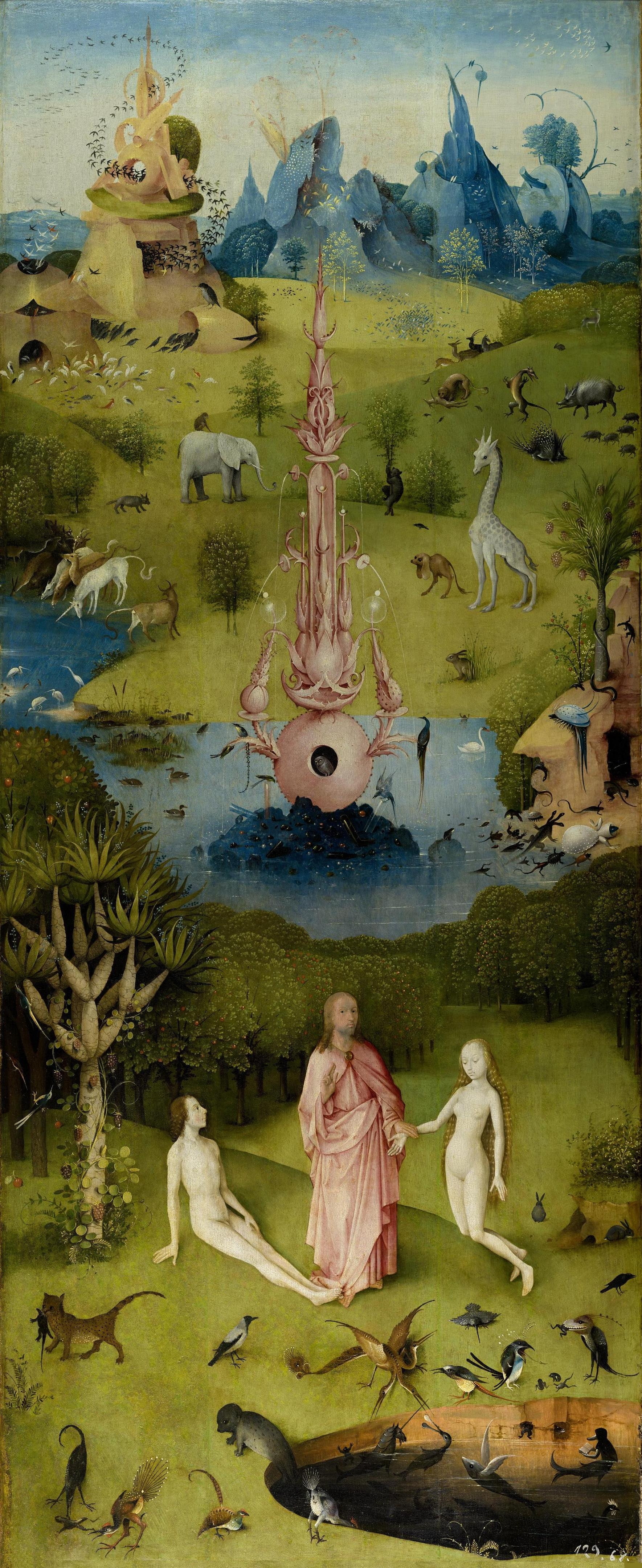
Le judaisme associe le bonheur à l'idée de paradis perdu, depuis qu'Adam et Ève en ont été chassés pour avoir désobéi à Dieu.
Le Paradis, peinture de Jérôme Bosch (vers 1500).

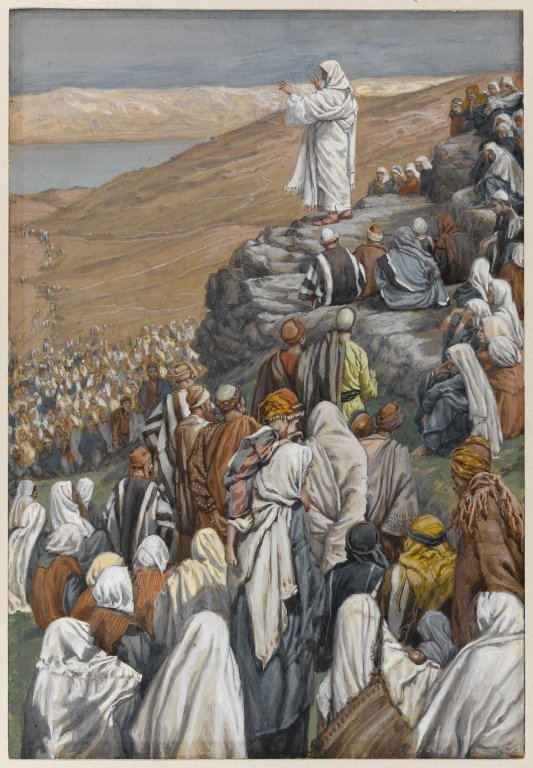
Le christianisme, fondé sur l'idée que Dieu s'incarne en l'homme, répand un message selon lequel le bonheur est possible sur Terre dès lors que l'homme n'oublie pas Dieu.
Le Christ enseignant les béatitudes, peinture de James Tissot (fin XIXe siècle).

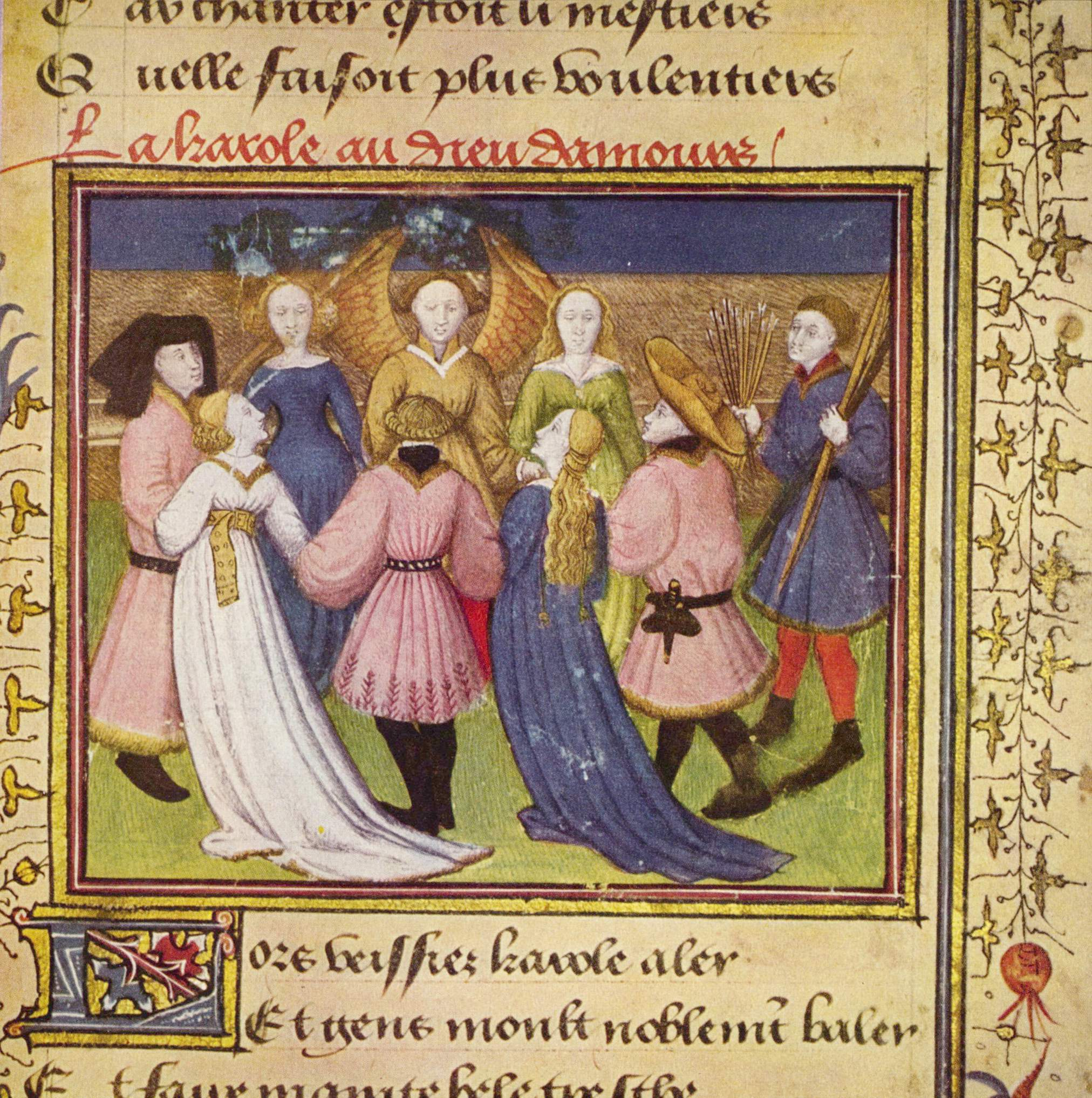
À partir du XIIe siècle se développe l'amour courtois : l'idée de plaisir, longtemps écartée par le christianisme, est peu à peu réintégrée dans la notion de bonheur.
Miniature tirée du récit du Roman de la Rose (v. 1430).

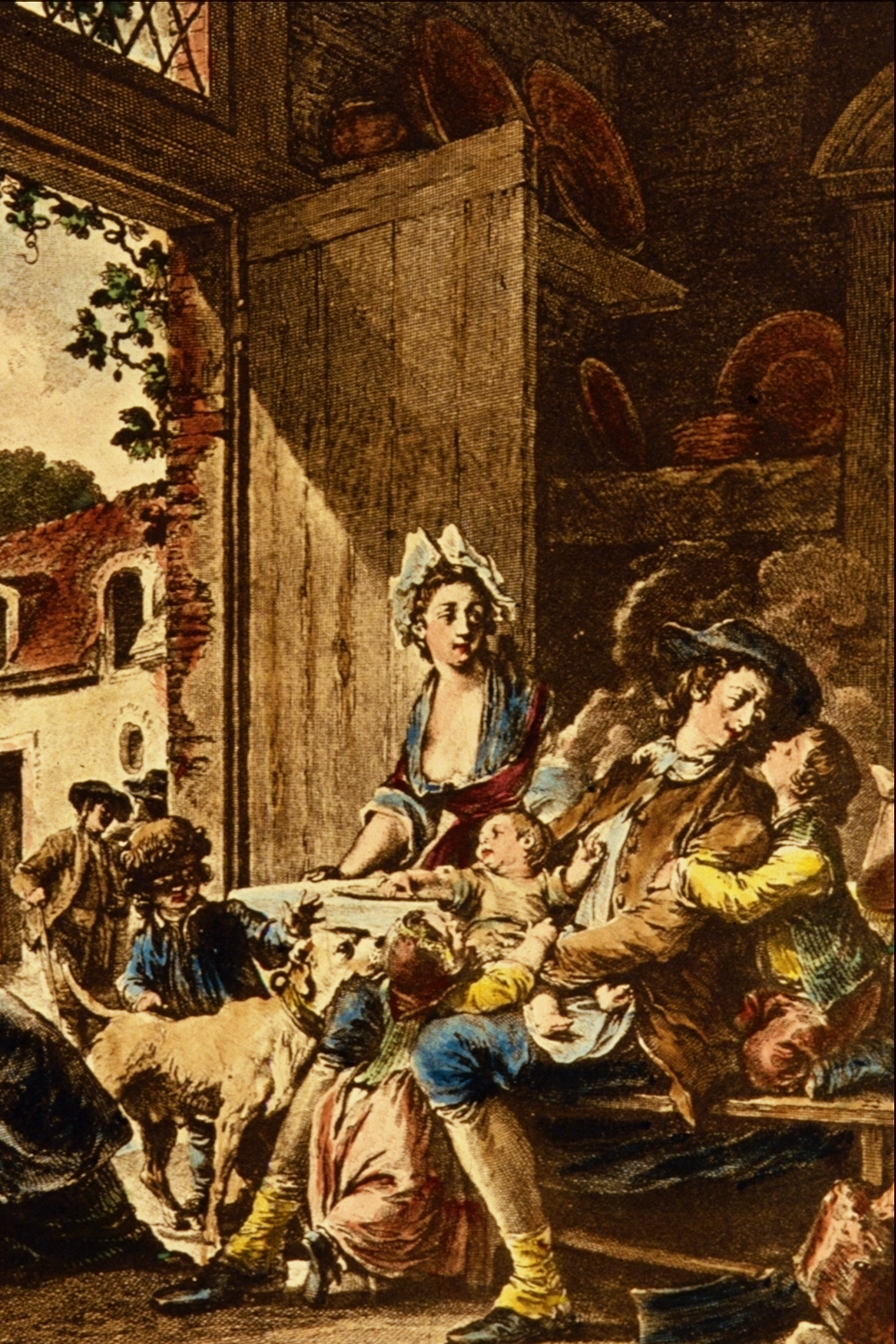
Au XVIIIe siècle, le bonheur devient une « idée neuve », à savoir une valeur bourgeoise.
La famille en est une métaphore parmi beaucoup d'autres.
Le Vrai Bonheur, peinture de Jean-Michel Moreau.

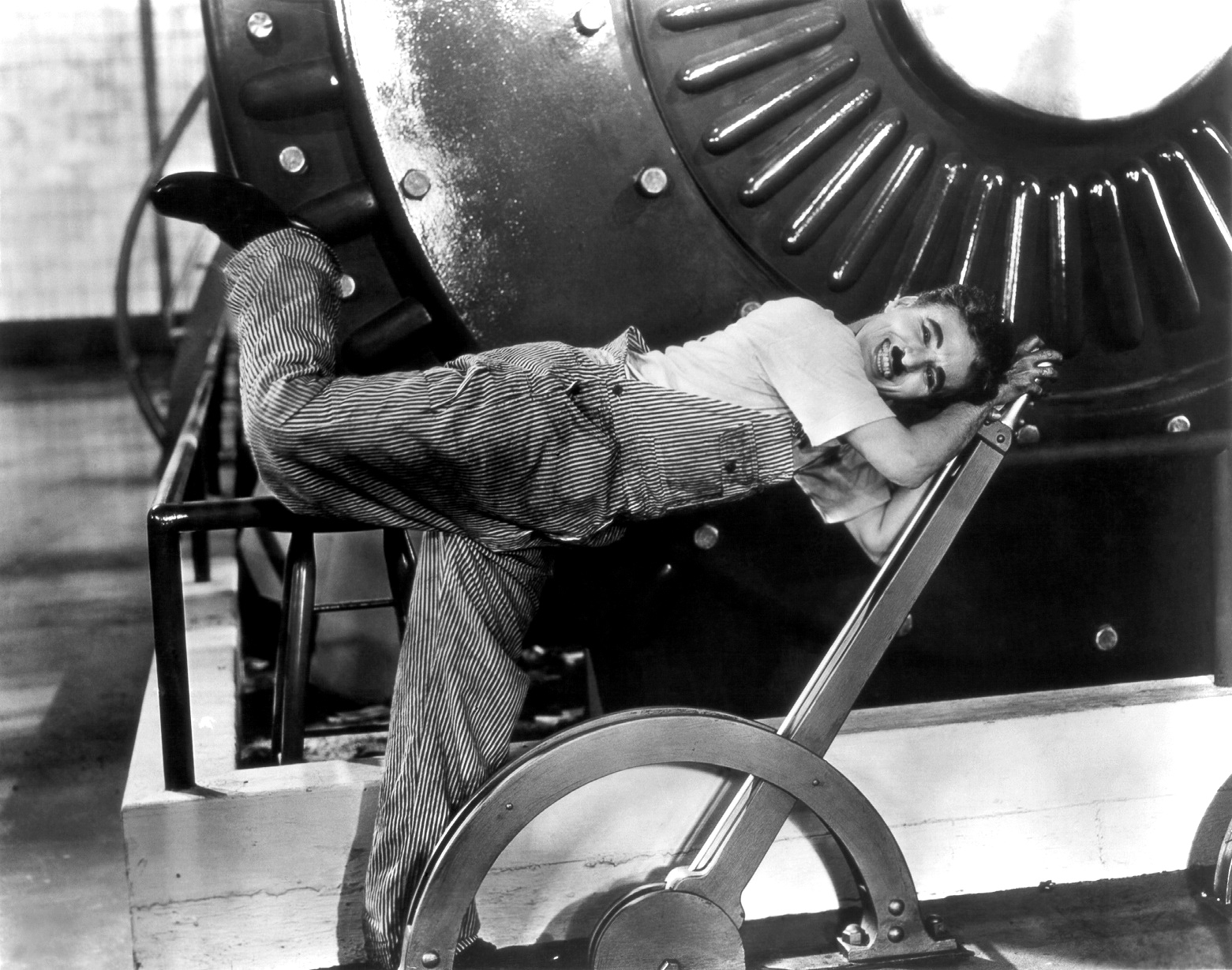
Au XIXe siècle, la révolution industrielle a incité Karl Marx à poser la question : « peut-on être heureux au travail ? »
Charlie Chaplin dans son film Les Temps modernes (1936).

Le bonheur est, au sens courant, un état émotionnel agréable, équilibré et durable dans lequel se trouve quelqu'un qui estime être parvenu à la satisfaction des aspirations et désirs qu'il juge importants. Il perçoit alors sa propre situation de manière positive et ressent un sentiment de plénitude et de sérénité, d'où le stress, l'inquiétude et le trouble sont absents. Cette impression ressentie, indispensable à la survie des mammifères. Le bonheur ne doit pas être confondu avec la sensation passagère de plaisir, mais représente au contraire un état d'équilibre, agréable, qui dure dans le temps.
Le bonheur a été étudié en biologie, en psychologie, en sociologie ainsi qu'en philosophie. La plupart des courants philosophiques occidentaux succédant à Socrate sont des eudémonismes, des doctrines visant à atteindre et à maintenir l'état de bonheur. Cette recherche du bonheur individuel en philosophie se renforce encore de manière significative avec l'apparition de l'épicurisme et du stoïcisme. Ces deux grands mouvements philosophiques s'attardent et s'opposent notamment sur le lien existant entre plaisir et bonheur.

## Histoire
La notion de bonheur traverse toute la pensée occidentale depuis Socrate (Ve siècle av. J.-C.), mais elle évolue sensiblement au fil du temps.
On peut distinguer quatre grandes phases.
Durant l'Antiquité les philosophes grecs (principalement Platon, Aristote et Épicure) puis romains (dont Cicéron et Sénèque), s'interrogent sur les conditions qui relient ou au contraire opposent le bonheur (durable) et le plaisir (passager) ainsi que les circonstances requises pour que le bonheur ne soit pas seulement une expérience individuelle mais aussi collective.
Le judaïsme puis le christianisme promeuvent l'idée qu'il n'est de bonheur absolu qu'au Paradis, duquel ont été chassés Adam et Ève, mais les deux religions stipulent qu'ici-bas, l'homme peut vivre dans l'Alliance en s'entretenant avec Dieu par la prière et en agissant de sorte à le servir. Alors qu'en Grèce le débat sur le bonheur se limitait à quelques philosophes, l'Église s'assigne pendant tout le Moyen Âge la tâche de propager cette idée de béatitude (euangélion, évangile, signifie « bonne nouvelle »).
La fin du Moyen Âge (XIIe au XIVe sièclee) constitue une période de synthèse entre la philosophie grecque et le christianisme : sous l'influence de différents penseurs particulièrement attentifs à la pensée d'Aristote, notamment Thomas d'Aquin et Boèce de Dacie puis Dante Alighieri, la philosophie (qui n'était que la « servante de la théologie ») prend son autonomie. Et à la vita contemplativa, tournée vers Dieu, elle oppose désormais la vita activa, centrée sur les activités matérielles tandis qu'à la même époque se développe l'amour courtois : les béatitudes chrétiennes sont ainsi peu à peu complétées par une nouvelle forme de bonheur, réintégrant la notion de plaisir, que le christianisme avait jusqu'alors délaissée.
Avec les temps modernes, dont la naissance coïncide avec la découverte de l'Amérique et les débuts de la colonisation, le monde cesse d'être associé au mythe de la création divine. Et quand avec Machiavel la philosophie politique prend son essor, que le commerce international et le capitalisme se développent et que la vita activa prend toujours plus de place par rapport à la vita contemplativa, quand enfin, avec les progrès de l'imprimerie, les idées circulent davantage, la question du bonheur n'est plus seulement l'affaire de quelques intellectuels mais s'ancre dans les mentalités.
Dès lors, la question du bonheur à la fois s'étoffe et se diversifie, évoluant le plus souvent dans le sens d'un matérialisme affirmé, parfois même revendiqué.
Au XVIe siècle, les premiers intellectuels humanistes (Érasme, Thomas More, Machiavel, Montaigne...) s'intéressent à la façon dont les humains, sans se référer à la religion, réfléchissent à leur manière d'appréhender le monde (par la raison ou la sensibilité) et d'y évoluer dans les meilleures conditions.
Au XVIIe siècle, notamment avec Pascal et Spinoza, la philosophie morale émerge et prend ses distances avec l'éthique chrétienne. Les penseurs occidentaux s'attachent à élaborer des doctrines visant à définir l'état de bonheur et préconiser les voies pour l'atteindre.
À la fin du XVIIIe siècle, « le bonheur est une idée neuve en Europe » (Saint-Just) au sens où le concept est totalement sécularisé et où se pose la question du « bonheur collectif ». La démocratie est alors pensée comme un moyen de l'atteindre par l'intermédiaire d'hommes politiques, les « élus », et plus globalement l'État, qui occupe dans l'imaginaire collectif une place de plus en plus comparable à celle qu'occupait l'Église jusqu'alors (on parlera plus tard d’État-providence). À la même époque, l’épanchement du sensualisme et la mise en honneur de la sensibilité en général coïncident avec l’élaboration d’une « morale et une politique naturelles fondées sur le bonheur et l'émancipation de l'homme ».
Durant la seconde moitié du XIXe siècle, Marx et Nietzsche désignent chacun « le bonheur » comme un concept occultant des réalités essentielles : d'une part les inégalités sociales (Marx), d'autre part le fait que les humains endossent une lourde responsabilité morale depuis qu'ils affirment que « Dieu est mort » (Nietzsche). Pour le premier, le bonheur est une valeur bourgeoise, qu'il faut transformer en « question politique », plus exactement en facteur d’émancipation politique. Pour le second, le bonheur consiste en « une énergie vitale » qui pousse l'homme à accueillir avec joie tout ce qui advient, même le malheur.
Au XXe siècle, la psychologie et la sociologie prennent le relai de la philosophie mais, après les ravages causés par les deux Guerres mondiales et la découverte des camps d'extermination, elles peinent à conceptualiser la question du bonheur. On parle alors de paix et de droits de l'homme. Selon la psychanalyse, ce qu'on entend généralement par « bonheur » résulte d'une volonté inconsciente et fébrile d'assouvir ses désirs, au point de considérer ceux-ci comme des besoins. Quand les pays industrialisés sont gagnés par le consumérisme et la multiplication des loisirs, la publicité devient un moyen d'attiser ces désirs et de propager l'idée que le bonheur se réduit à une simple question de confort matériel. Émerge alors le courant de la pensée positive : les arguments se multiplient, visant à démontrer que quiconque, à force de volonté, peut trouver en lui-même les ressources nécessaires pour conjurer tous les désagréments. On parle alors d'estime de soi, de développement personnel, de résilience… Pour ceux dont la volonté ne suffit pas, les neurobiologistes étudient les relations chimiques à l'œuvre dans le cerveau de façon à concevoir des traitements médicamenteux leur permettant de lutter contre des pathologies liées à la « vie moderne » : stress, burn out, dépression…
Au début du XXIe siècle, le nombre de livres sur le bonheur explose (voir la bibliographie) : non seulement en philosophie mais dans le domaine du management et chez d'innombrables « marchands de bonheur », au point que certains voient dans ce phénomène l'émergence d'une « industrie » et d'une « économie du bonheur ». Le thème du bonheur est partout : les Nations unies proclament la « Journée mondiale du bonheur », le Bhoutan institue le « Bonheur intérieur brut », les Émirats arabes unis créent un « ministère du bonheur », les grandes entreprises instaurent la fonction de « responsable du bonheur », certains scientifiques entreprennent de « mesurer le bonheur »… et l'on trouve même des militants de la décroissance défendre le principe d'une « sobriété heureuse ». La notion de bonheur est essentiellement mise en relation avec les conditions de travail : en janvier 2020, un sondage révèle que « 82 % des salariés français estiment que l'entreprise est responsable de leur bonheur ».
« Aujourd’hui, les « sciences du bonheur » constituent un champ de recherches regroupant des spécialistes de diverses disciplines humaines, sociales et expérimentales, mêlant psychologues, économistes, sociologues, philosophes, historiens, chercheurs en sciences de l’éducation, ainsi que neurologues et cogniticiens ».

## Définitions du concept

### Étymologie
Le mot bonheur dérive de deux mots latins, bonum et augurum, qui se sont lentement transformés en « bon eür » en ancien français. bonum signifie « bon », « positif », « favorable » ; augurum est celui qui observe et interprète les auspices, qui devient l'« heur » en français, désignant le fait d'un hasard, d'une chance.
Le mot « bonheur » renvoie donc à l'idée d'un état de contentement non seulement durable, permanent, mais pouvant aller croissant. Inversement, le malheur est une carence de chance et donc un manque de contentement.
En anglais, le mot happiness vient du nordique hap qui signifie « la chance ».

Le Centre national de ressources textuelles et lexicales (CNRTL) propose cette définition : 

« État essentiellement moral atteint généralement par l'homme lorsqu'il a obtenu tout ce qui lui paraît bon et qu'il a pu satisfaire pleinement ses désirs, accomplir totalement ses diverses aspirations, trouver l'équilibre dans l'épanouissement harmonieux de sa personnalité. »

### Bonheur et plaisir
Le bonheur et le plaisir sont deux notions qui portent à confusion. Le plaisir est une sensation comprise comme limitée et ponctuelle. Son caractère fugace et éphémère a souvent été souligné par certains philosophes moralistes, comme si sa satisfaction se trouvait obligatoirement limitée par la nature de son objet. Le bonheur, quant à lui, est un état de bien-être caractérisé par sa durabilité, sa stabilité et le fait qu'il relève non seulement du corps mais aussi de l'esprit.
Autre différence : le bonheur est ressenti comme apaisant et source de plénitude quand le plaisir est associé à une forme d'excitation : la satisfaction d'un plaisir génère le désir de son renouvellement ou d'un autre plaisir.
Ces différences sont également notables sur le plan biologique : le plaisir résulte principalement de la production de dopamine et d'opiacés endogènes tandis que le bonheur repose sur la production de sérotonine.

## Évolution du concept
L'idée de bonheur, dès ses origines, repose sur la prise de conscience réfléchie et assumée que l'existence terrestre se clôture par la mort, qu'elle est donc limitée dans le temps. Plus exactement, ce par quoi se manifeste cette idée est une quête sans fin : la recherche d'une forme d'éternité, d'infini, dans une existence qui, elle, par nature, se caractérise par sa finitude. Et ce qui explique la complexité de cette idée de bonheur, c'est la prise de conscience du caractère plus ou moins vain de cette quête puisque, de toute façon, l'existence se solde toujours par la mort. D'après la philosophe Vinciane Despret, c'est même la réminiscence des proches disparus qui conduit en premier lieu au bonheur.

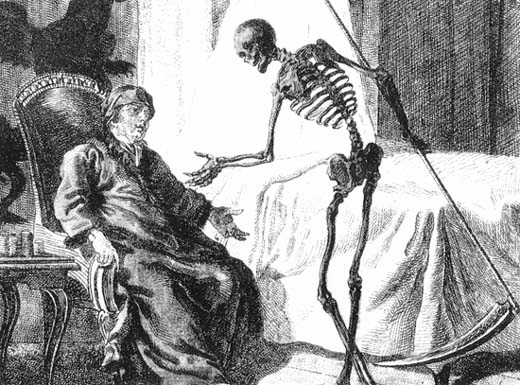
L'idée de bonheur est indissociable du sentiment que toute existence se clôt par la mort.
Dessin du XIXe siècle.

L'idée que l'appel du bonheur s'appuie sur la conscience de sa condition de mortel traverse les siècles. Plus encore que Carpe Diem (« profite pleinement de l'instant présent »), tiré d'un poème d'Horace du Ier siècle av. J.-C., l'adage Memento mori (« souviens-toi que tu vas mourir »), transmis au IIIe siècle par Tertullien, symbolise l'idée que le bonheur réside dans la capacité d'accepter la mort. Au XVIIe siècle, Pascal affirme qu'écarter la mort de sa pensée revient à courir après un bonheur illusoire : « Les hommes n'ayant pu guérir la mort, la misère et l'ignorance, ils se sont avisés, pour se rendre heureux, de n'y point penser. » Au XXe siècle, Martin Heidegger appelle l’Être-vers-la-mort l'idée que l'acceptation de la mort constitue le fondement du bonheur car elle seule permet de vivre chaque instant avec acuité et lucidité : « L’Être se dévoile dans le souci ». Ce faisant, il « ne glorifie pas la mort mais le fait de se confronter à celle-ci en assumant son existence. ». Au XXIe siècle, la plupart des penseurs transhumanistes considèrent que le progrès technique permettra un jour d'atteindre le bonheur ultime : vaincre la mort.

### Antiquité gréco-romaine
Les origines de l'idée de bonheur peuvent être liées aux témoignages sous la forme d'images et surtout d'objets. L'idée de bonheur trouve ses plus lointaines origines dans le fétichisme, voire de l'exorcisme. Dans la civilisation égyptienne, notamment, les amulettes sont des objets que l'on qualifie aujourd'hui de « porte-bonheur » car on leur prête alors des vertus conjuratoires : les vivants les portent sur eux pour « se donner chance », se protéger contre ce qu'ils ressentent comme le « mauvais sort ». Et, dans la mesure où la croyance en la vie après la mort est prégnante, on glisse également ces objets sur les corps des défunts ou dans leurs sépultures.
On peut dire que, dans la culture occidentale, « l'idée de bonheur » à proprement parler remonte à la naissance de la philosophie : c'est dans la Grèce du Ve siècle av. J.-C., chez Socrate et son fameux Connais-toi toi-même que le monde des idées prend corps, c'est-à-dire s'exprime par la voie du discours transmissible, oral ou écrit. Ainsi que l'indique l'universitaire Frédérique Ildefonse, « que le bonheur réside dans le plaisir, la connaissance ou la vertu, il est la caractéristique d'une vie : vie de jouissance, vie philosophique ou politique. Le bonheur nécessite une certaine durée ».

#### Platon (IVesiècleav. J.-C.)
Platon est un des premiers philosophes à traiter la question du bonheur (eudaimonia) dans différents textes, dont le Banquet, le Gorgias, l'Euthydème et le Timée. Selon lui, il existe une hiérarchie dans le bonheur : les biens relatifs aux corps, les biens extérieurs et ceux relatifs à l'âme.
Dans le Timée, il fait dire à Socrate : « Un homme sera suprêmement heureux (eudaimôn) s'il ne cesse de prendre soin de son élément divin et qu'il maintient en bonne forme le démon (daimôn) qui, en lui, partage sa demeure. »

#### Aristote (IVesiècleav. J.-C.)
Dans son Éthique à Nicomaque, Aristote inaugure la philosophie morale. Il souligne que « toute action et tout choix tendent vers quelque bien », le bien ultime, un bien qui n’est pas fourni par l’extérieur mais qu’on doit trouver en soi-même, dans sa propre activité. Atteindre ce bien exige en effet un effort, un travail sur soi : la vertu, et, surtout, un sens aigu de la contemplation.

« Les animaux autres que l'homme n'ont pas de participation au bonheur, du fait qu'ils sont totalement démunis d'une activité de cette sorte. Tandis qu'en effet chez les dieux la vie est tout entière bienheureuse, comme elle l'est aussi chez les hommes dans la mesure où une certaine ressemblance avec l'activité divine est présente en eux, dans le cas des animaux, au contraire, il n'y a pas trace de bonheur, parce que, en aucune manière, l'animal n'a part à la contemplation. Le bonheur est donc coextensif à la contemplation, et plus on possède la faculté de contempler, plus aussi on est heureux, heureux non pas par accident, mais en vertu de la contemplation même car cette dernière est par elle- même d'un grand prix. Il en résulte que le bonheur ne saurait être qu'une forme de contemplation. »

« Le bonheur est […] coextensif à la contemplation, et plus on possède la faculté de contempler, plus aussi on est heureux : heureux non pas par accident, mais en vertu de la contemplation même, car cette dernière est elle-même d’un grand prix. Il en résulte que le bonheur ne saurait être qu’une forme de contemplation. »

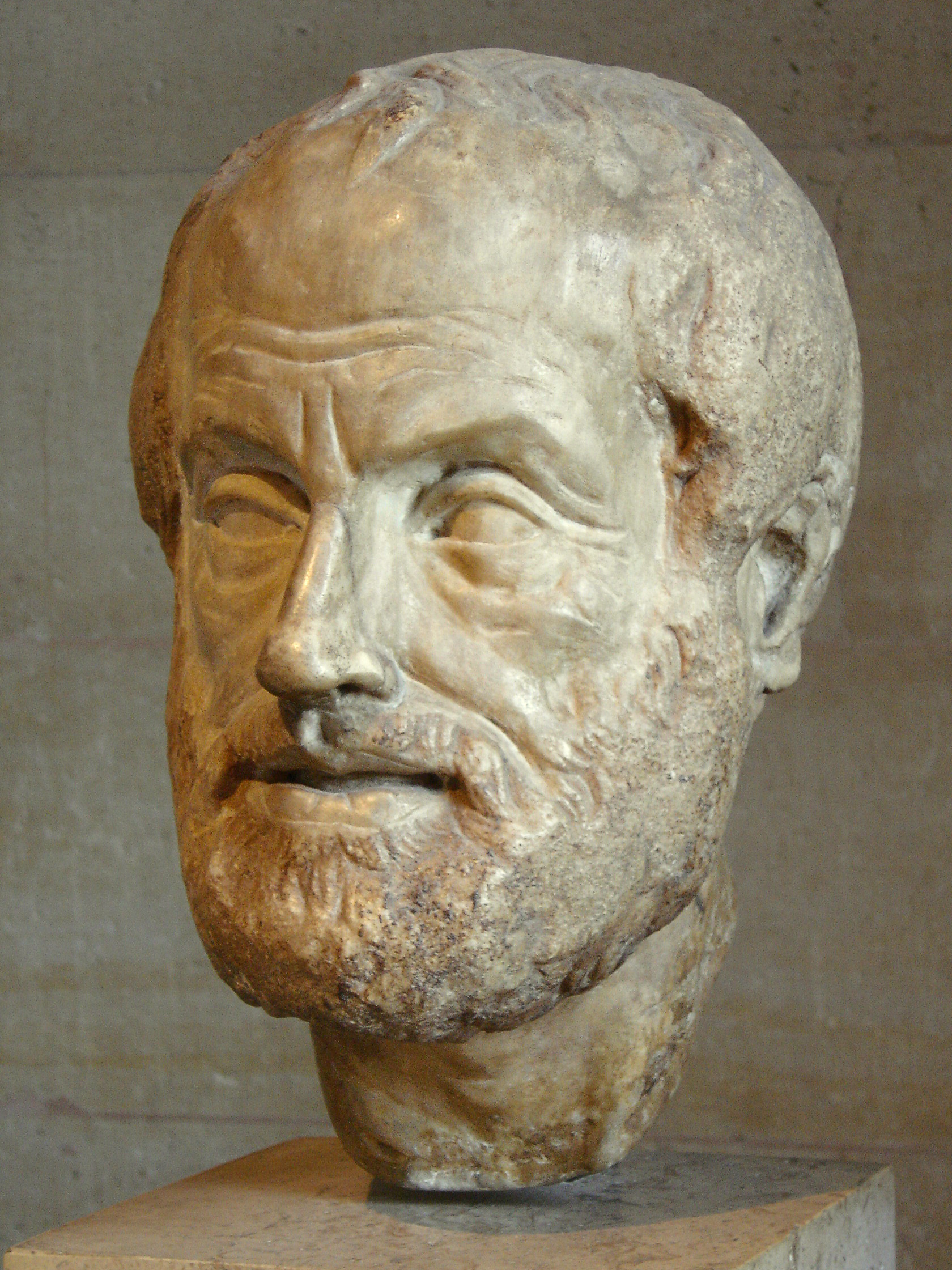
Aristote.

Enfin, à la différence du plaisir, le bonheur s'éprouve dans la durée : « Une hirondelle ne fait pas le printemps pas plus qu'un seul beau jour. Et ainsi la félicité et le bonheur ne sont pas davantage l'œuvre d'une seule journée ni d'un bref espace de temps ».

Aristote donne une autre définition du bonheur dans sa Rhétorique : 

« Posons donc que le bonheur, c'est soit accomplir sa vie dans l'excellence morale, soit vivre de manière indépendante, soit vivre de manière très agréable parce qu'on a la sécurité, soit vivre dans la prospérité matérielle, avec la capacité de conserver ses biens et d'en profiter. Pour tous les hommes, ou presque, c'est l'une de ces possibilités, ou la réunion de plusieurs, qui constitue le bonheur. […]

Pour la communauté, c'est avoir une jeunesse nombreuse et de valeur : cette valeur tient à l'excellence physique, telle la stature, la beauté, la force, les aptitudes sportives ; chez un jeune homme, l'excellence de l'âme, c'est la modération et le courage. Pour un individu, avoir beaucoup d'enfants et d'un bon naturel, c'est avoir à soi beaucoup d'enfants de cette qualité-là, de sexe féminin et de sexe masculin. Pour le féminin, quant au corps, l'excellence, c'est la beauté et la taille ; celle de l'âme, c'est la modération et le goût du travail, sans servilité. Individu et communauté doivent semblablement viser à ce que ces qualités soient présentes chez les filles comme chez les garçons, car dans toutes les cités où les femmes sont mal considérées, comme à Sparte, on est moitié moins heureux. »

— Aristote, Rhétorique, livre I, chapitre 5.

#### Épicure (IIIesiècleav. J.-C.)
Selon Épicure, le bonheur a deux faces : une « négative », qui correspond à l'absence ou la diminution de la souffrance, et une autre « positive », qui concerne la satisfaction des désirs naturels et nécessaires. Il est conditionné par le plaisir mais consiste à vivre une vie vertueuse. L’absence de troubles du corps (l'aponie) et de l'esprit (ataraxie) naît de la satisfaction des désirs naturels et nécessaires, dont les plus importants sont la sûreté, la santé, la sagesse et l'amitié.

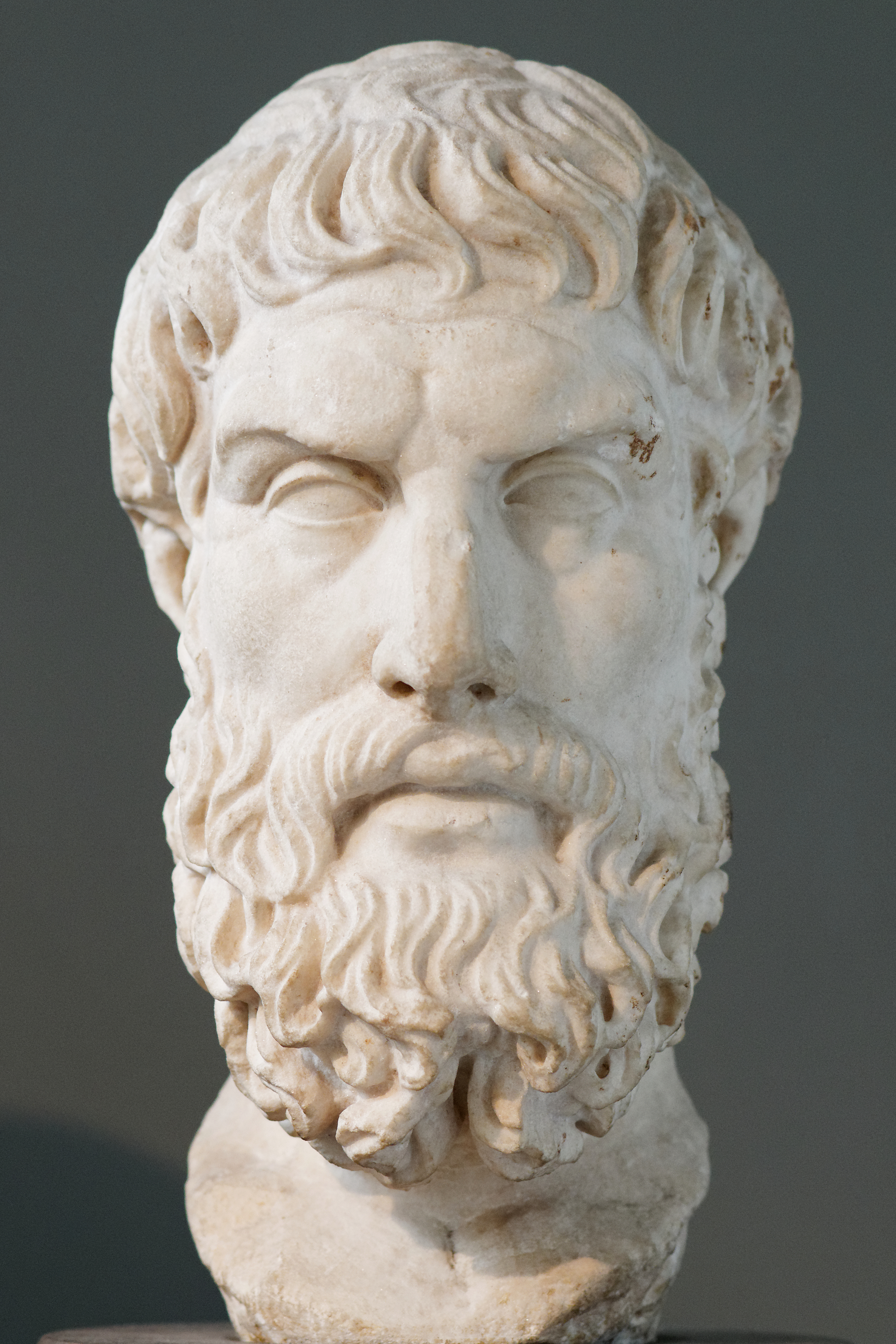
Épicure.

Épicure argumente sa conception du bonheur dans sa Lettre à Ménécée :

« Il faut se rendre compte que parmi nos désirs les uns sont naturels, les autres vains, et que parmi les premiers il y en a qui sont nécessaires et d’autres qui sont seulement naturels. Parmi les nécessaires, il y en a qui le sont pour le bonheur, d’autres pour la tranquillité du corps, d’autres enfin pour la vie même. (…) Quand donc nous disons que le plaisir est notre but ultime, nous n’entendons pas par là les plaisirs des débauchés ni ceux qui se rattachent à la jouissance matérielle, ainsi que le disent les gens qui ignorent notre doctrine ou qui sont en désaccord avec elle, ou qui l’interprètent dans un mauvais sens. Le plaisir que nous avons en vue est caractérisé par l’absence de souffrances corporelles et de troubles de l’âme. (…) La sagesse est le principe et le plus grand des biens, elle est plus précieuse que la philosophie, car elle est la source de toutes les autres vertus puisqu’elle nous enseigne qu’on ne peut pas être heureux sans être sage, honnête et juste sans être heureux. Les vertus, en effet, ne font qu’un avec la vie heureuse et celle-ci est inséparable d’elles. »

#### Cicéron (Iersiècleav. J.-C.)

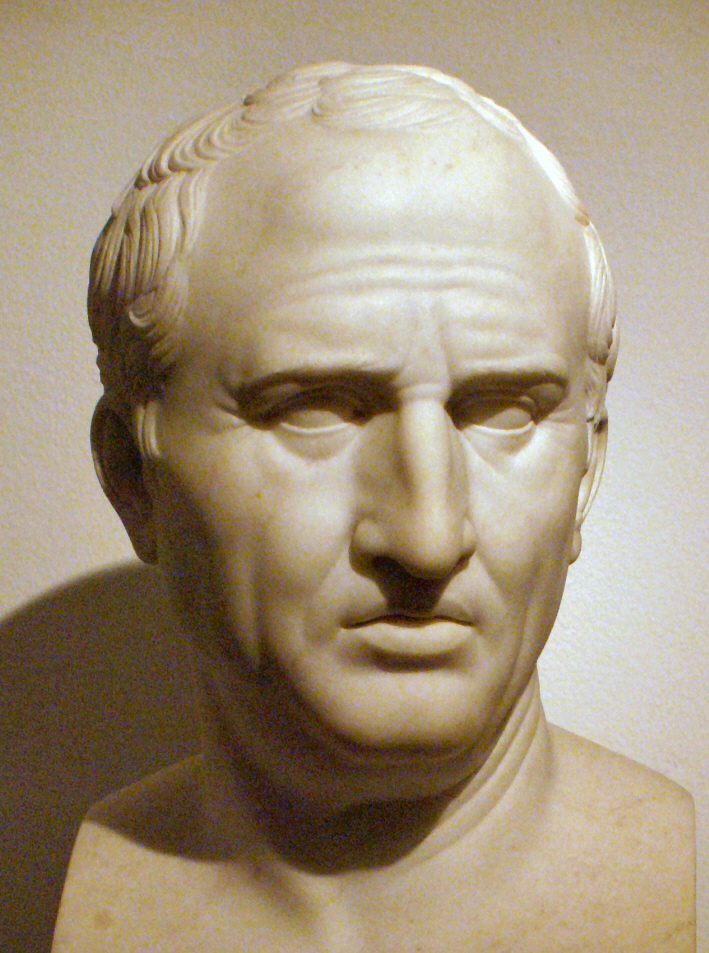
Cicéron.

En latin, deux mots peuvent être traduits par « bonheur » : gaudium et laetitia. En 45 av. J.-C., Cicéron explique leur différence sémantique dans les Tusculanes : « Quand c'est un mouvement de satisfaction raisonnable, calme et durable, nous l'appellerons gaudium. La laetitia est un sentiment plus exubérant, qui ne dure pas forcément. » Dans le De finibus, publié à la même époque, il développe une vision du bonheur qui fait la jonction entre ces deux acceptions, à savoir entre l'approche d'Épicure et celles des premiers stoïciens (Zénon de Kition, Cléanthe d'Assos, Chrysippe de Soles…) :

« Le concept cicéronnien de bonheur se construit dans une relation avec les deux grandes éthiques hellénistiques, l'épicurisme et le stoïcisme (…) les épicuriens identifiant le bonheur au plaisir et les stoïciens à la vertu. (…) L'hédonisme d'Epicure constitue pour Cicéron une négation expresse de ce qui est requis pour le concept de bonheur : l'indépendance. À l'inverse, le vertuisme stoïcien assure cette indépendance, ce qui fausse la symétrie que le De finibus semblait ménager entre les deux écoles. Et l'on voit Cicéron, tout en maintenant en apparence la balance égale entre les deux éthiques, se ranger en fait derrière les stoïciens. »

#### Stoïciens (IeretIIesiècles)
Les philosophes stoïciens considèrent que le bonheur réside d'une part dans l'identification des désirs et l'élimination de certains d'eux, d'autre part dans la capacité de pleinement apprécier l'instant présent, ce que résume la formule Carpe diem du poète latin Horace : « cueille le jour présent sans te soucier du lendemain » (Ier siècle av. J.-C.).

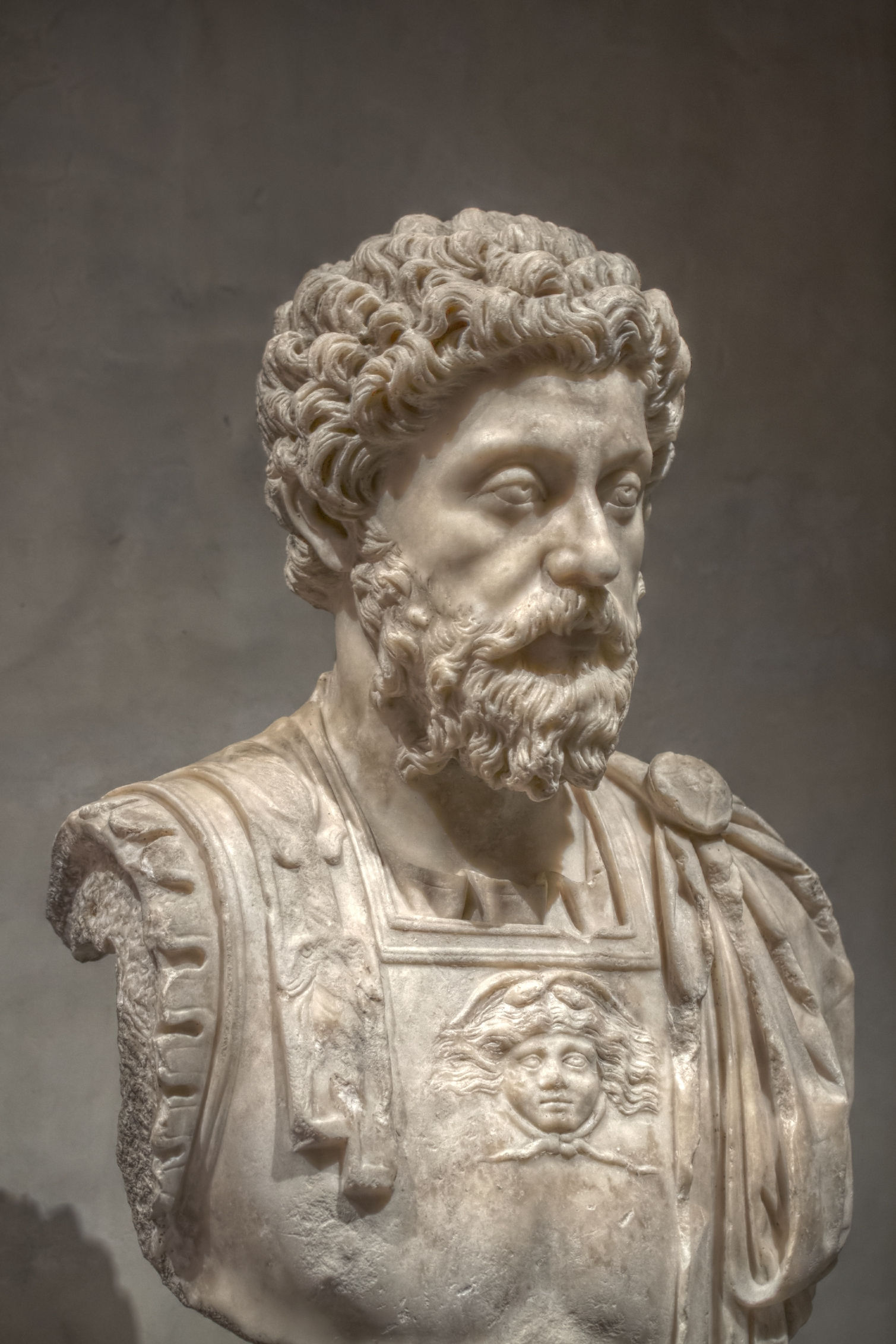
Marc-Aurèle.

Auteur du De Vita beata (La vie heureuse), écrit vers 58 apr. J.-C., le Romain Sénèque avance que « nul ne peut vivre joyeusement sans vivre honorablement » : il valorise les vertus (la patience, le courage, la persévérance…) mais reconnaît qu'elles requièrent un effort, une véritable ascèse. Seule cette ascèse permet de conduire à la lucidité et c'est celle-ci, en définitive, qui constitue la véritable source du bonheur : « Vivre heureux, c'est ce que veulent tous les hommes. (…) mais quand il s'agit de discerner ce qui rend la vie heureuse, ils sont dans les ténèbres. Il est tellement peu facile d'atteindre la vie heureuse que, plus on est pressé de la rejoindre, plus on s'en éloigne si l'on s'est trompé de chemin ».
Pour le Grec Epictète, actif vers l'an 125, une fois qu'un homme sait distinguer ce qui dépend de lui (ses désirs et ses pensées) et ce qui n’en dépend pas (la maladie, l'accident, le destin…), il peut canaliser ses désirs ; en premier lieu supprimer ceux qui portent sur ce qui ne dépend pas de lui. S'il désire des choses qui dépendent de lui, ses désirs peuvent être satisfaits et il accède alors au bonheur.
Selon Marc-Aurèle, à la fois philosophe et empereur romain, et actif à la même époque, la brièveté de vie n’est pas un obstacle au bonheur. Celui-ci tient à l'aptitude des hommes à accepter ce qui ne dépend pas d'eux, à commencer par la mort : sachons pleinement profiter du temps présent en s'en contentant,.

### Judéo-christianisme
En Palestine, les juifs puis les chrétiens développent une approche singulière du bonheur en ce qu'elle ne relève pas de la philosophie et de la raison, comme chez les Grecs et les Romains, mais de la religion et de la foi. Les uns comme les autres se réfèrent au Livre de la Genèse, selon lequel le premier homme et la première femme, à peine créés par Dieu, ont été chassés du Paradis (ou Éden) pour lui avoir désobéi, puis envoyés sur Terre. Ainsi associée au péché, l'existence symbolise l'imperfection, voire la déchéance, tandis que l’Éden renvoie à une perfection dont l'humain a été exclu mais qu'il est capable de retrouver par son travail spirituel et sa foi en Dieu selon la tradition juive.

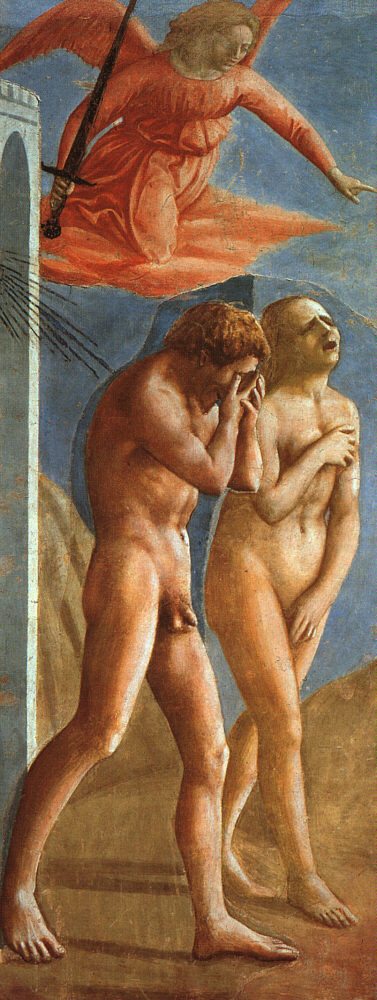
Dans la tradition juive, reprise ensuite par le christianisme, l'expulsion d'Adam et Eve du Paradis symbolise l'idée de l'errance permanente des hommes sur terre, condamnés à méditer le sens de leur péché s'ils veulent accéder en paix à la Terre promise.
Adam et Eve chassés de l'Eden
Masaccio, église Santa Maria del Carmine, Florence, vers 1425.

Dans le judaïsme la question du « bonheur terrestre » serait donc reliée à l'évolution personnelle de chaque personne et sa foi inébranlable en Dieu lui permettrait d'atteindre un niveau de bonheur absolu. Elle est cependant écartée d'emblée dans le christianisme, qui donne une autre interprétation de certains textes bibliques notamment de la formule qui ponctue le Livre de l'Ecclésiaste (rédigé vers 250 av. J.-C.) : « Vanité, tout est vanité. »
Bien que la religion chrétienne soit considérée comme « fille » de la religion juive, la façon dont est considérée l'évolution des hommes (ou plutôt la façon dont ils doivent évoluer) diffère grandement entre le judaïsme, où des prophètes annoncent toutes sortes de catastrophes et la venue d'un messie qui viendrait y mettre fin (mais n'empêchant pas chacun d'atteindre son bonheur personnel par son travail comme dit plus haut) et le christianisme, où des apôtres proclament cette venue, affirment qu'elle a eu lieu et s'en réjouissent (le mot « évangile » signifie « bonne nouvelle »).

#### Judaïsme
« Le bonheur n'est pas de prime abord une valeur cardinale du judaïsme et singulièrement du judaïsme rabbinique. Cette tradition accompagne un peuple dont l'histoire exilique est marquée par de nombreuses persécution et de destruction. L'existence humaine ne saurait être orientée vers la quête d'une quelconque satisfaction personnelle mondaine ou ultra-mondaine, mais consacrée à l'observance de la Loi et au labeur de son étude en vue d'accéder à la sagesse. Le bonheur, entendu comme réalisation complète du projet de la création de l'humanité, se trouve projeté dans l'avenir et vécu sur le mode de l'espérance messianique. C'est ainsi une tension entre la promesse de réussite faite au fidèle et la réalité du monde qui caractérise la conception juive du bonheur ».
Selon Isy Morgensztern, la quête du bonheur chez les juifs s'apparente dans un premier temps à celle de la « Terre promise », « un territoire où il ferait bon vivre » ; ensuite à l'étude des textes religieux : « la question du bonheur s’appréhende selon deux moments, correspondant aux deux judaïsmes. Dans le premier judaïsme, le message qui est donné aux fidèles à partir du deuxième livre de la Bible hébraïque est de bien vivre sur leur terre. Parce que cette religion se perçoit comme accompagnant la Création à laquelle elle a apporté son assentiment, la question du bonheur s’y confond avec celle du moyen de trouver sa juste place dans ce monde. (…) Mais l’installation en Terre promise échoue, comme précédemment l’installation d’Adam et Ève au Paradis, car l’homme n’a pas été à la hauteur des propositions divines. (…) Apparaît alors la seconde source de bonheur, à la fois terrestre et céleste, répondant à l’un des vœux centraux des fidèles juifs, qui est de comprendre l’objet de la Création. L’étude des textes religieux est considérée par le judaïsme comme un bonheur comparable à aucun autre. (…) Un texte traditionnel du judaïsme dit que, lorsque le monde a été créé, la divinité était munie d’un plan. Connaître ce plan, ou du moins tenter de le reconstituer, ferait de chaque fidèle un compagnon du Créateur ».

#### Christianisme
Pour les chrétiens, les choses sont plus complexes ou, plus exactement, plus mystérieuses puisque le christianisme est fondé sur un récit qui s'ouvre sur un mystère (celui de l'incarnation) et se referme sur un autre (celui de la résurrection). Les Évangiles rapportent en effet que, pour éviter que les humains ne se replient dans le sentiment de culpabilité, et par amour pour eux, Dieu aurait temporairement partagé leur condition en se faisant homme en la personne du Christ.
De ce fait, les chrétiens considèrent l'existence terrestre de manière duale, contradictoire : d'une part elle demeure le lieu du péché, comme pour les Juifs, d'autre part — puisque Dieu lui-même y a séjourné et que son passage symbolise son amour pour l'humanité — elle est aussi le lieu où il est non seulement possible mais souhaitable de « se réaliser » (idée contenue dans la parabole des talents), à la condition toutefois de mettre ses actions au service de Dieu et donc des hommes : l'expérience de la vie est une expérience « heureuse » dès lors que les « satisfactions » nées des actions menées résultent du sentiment d'avoir honoré Dieu, ceci en surmontant toutes les vicissitudes de l'existence, y compris les plus éprouvantes, et en se montrant charitables.
Durant son ministère, le Christ lui-même donne un inventaire de ces « satisfactions », appelées béatitudes : « Heureux les pauvres en esprit, car le Royaume des cieux est à eux », « heureux les affamés et assoiffés de la justice, car ils seront rassasiés », « heureux les cœurs purs, car ils verront Dieu ».

### Premiers siècles
« Si le christianisme a marqué dès les premiers siècles une rupture radicale avec le monde païen, les docteurs chrétiens n'en ont pas moins continué, pendant longtemps, à utiliser les catégories héritées de la culture antique, tant sur le plan rhétorique que doctrinal. C'est ainsi que le stoïcisme a nourri la pensée des premiers Pères jusqu'à Clément d'Alexandrie (IIe siècle) et Origène (IIIe siècle). (…) La question du bonheur, qui avait été au centre d'une pensée tendue vers un idéal de sagesse, de maîtrise de soi et d'autonomie, n'est pas sacrifiée à la seule recherche du salut mais reprise et réinterprétée de façon originale, en termes d'amour de Dieu et de renoncement à soi. »

— Alain Caillé (sociologue)

#### Christianisme

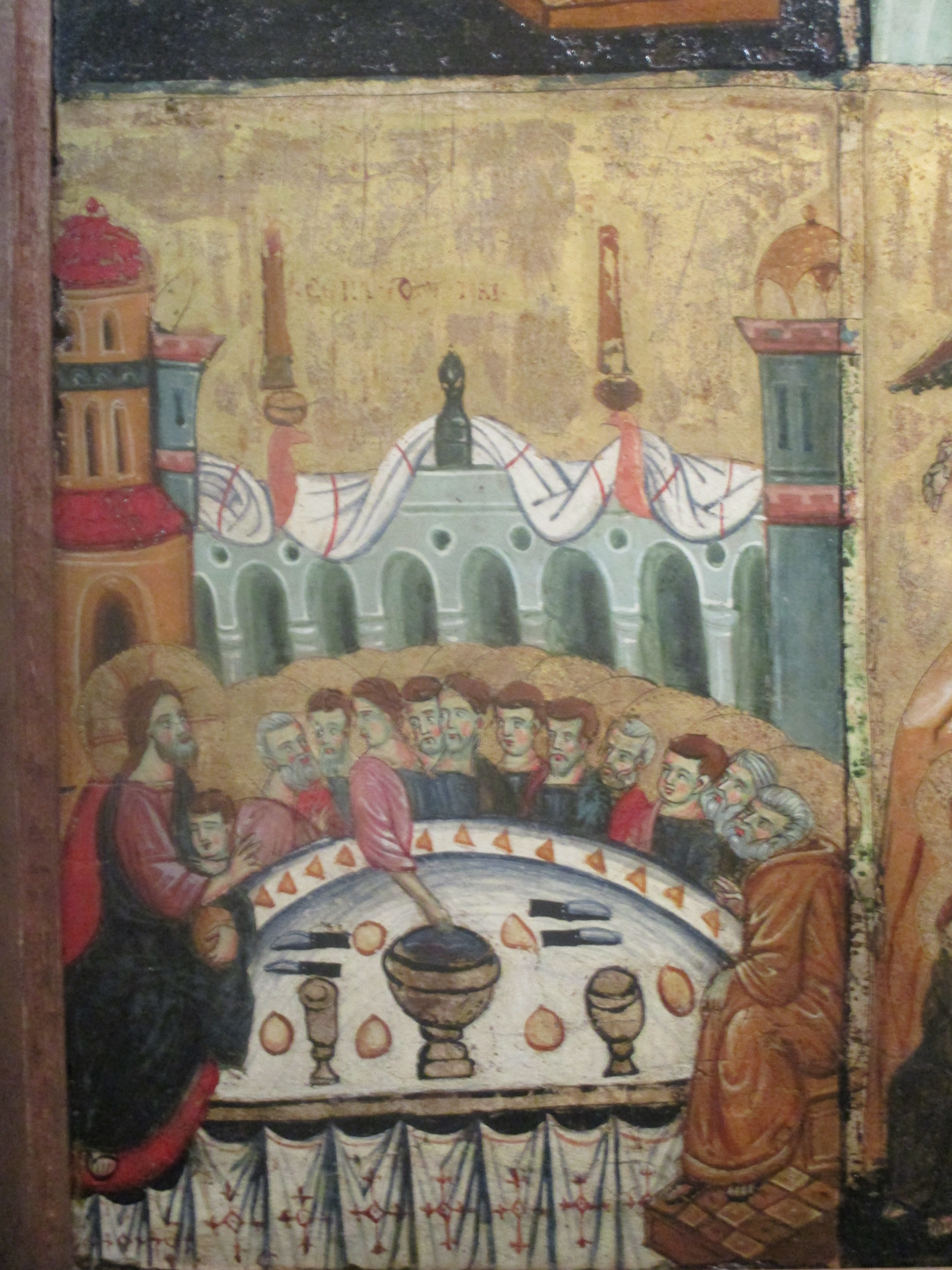
Le partage constitue l'essence du bonheur chez les chrétiens.
Représentation de la Cène (XIIIe siècle).

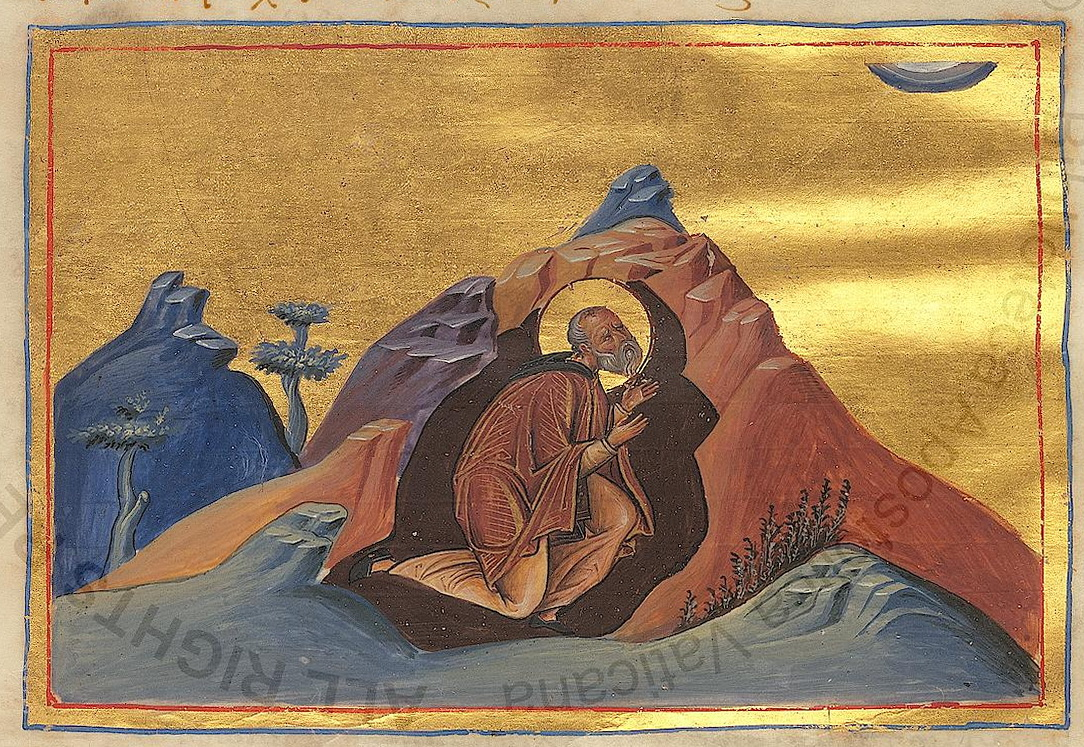
Pour les Pères du désert, il n'est de bonheur accessible que dans l'expérience du retrait du monde : l'ascèse et la vie contemplative.
Représentation médiévale de l'ermite Paul le Simple.

Considéré comme le véritable fondateur de l'Église, c'est-à-dire du christianisme en tant que religion instituée, le Juif Paul de Tarse confère au message évangélique une tournure sociale. Dans ses différents épîtres et tout au long de ses pérégrinations qui le mènent de Palestine jusqu'à Rome, il théorise d'une part la suppression de l'opposition entre Juifs et païens mais aussi ce qui réunit le judaïsme et le christianisme par delà ce qui les oppose (la reconnaissance du Christ en tant que messie). Son impact est déterminant sur toute la patrologie, aussi bien grecque que latine. L'éthique paulinienne est en effet radicale : alors que les territoires des Juifs — comme tous ceux du pourtour méditerranéen — sont sous domination romaine et que le Christ insistait sur l'importance de séparer immanence et transcendance, Paul exhorte, lui, les hommes à « ne pas se conformer au siècle présent. »
La cohésion de pensée entre judaïsme et christianisme est ainsi établie dès la fin du Ier siècle : « l'unité entre l'Ancien et le Nouveau Testament est affirmée dès la Didachè, qui unit dans la même phrase les commandements du Lévitique et la « règle d'or » de Matthieu : Tu aimeras d'abord Dieu qui t'a fait, puis ton prochain comme toi-même ; et ce que tu ne voudras pas qu'on te fasse, toi non plus tu ne le feras pas à autrui. » Ainsi, pour les premiers Pères de l'Église, la constitution de l'Église suppose et exige que chaque chrétien, individuellement, se réfère expressément à une morale « universelle » (le grec καθολικός / katholikós signifie « universel ») et qu'il s'attache continuellement à mettre cette morale en partage ; un partage sous l'égide du Christ, en mémoire de lui. Institué par le Christ lui-même lors de l'épisode de la Cène, le thème de la communion constitue le symbole fort de ce partage.
Dans l'optique chrétienne, donc, le bonheur ne repose pas sur la seule estime de soi, comme dans la philosophie gréco-romaine, mais sur « l'équivalence » de l'estime de soi et de l'amour du prochain : « le prochain » n'est pas considéré comme un être abstrait mais comme toute personne rencontrée sur son chemin à chaque moment de la vie. Chaque instant est donc considéré comme une source de bonheur car il met chacun en contact avec « un autre que lui-même ». Le prochain est celui protège quiconque va vers lui contre le risque d'un repli sur soi. Mais ce contact ne peut s'opérer que dans le souvenir du Christ, car c'est de lui qu'est venu le « commandement d'aimer ». Le Christ est considéré comme ressuscité car son message perdure au-delà de sa mort. La valeur de chaque instant, ainsi mise en relation avec le sentiment d'éternité et dissociée de toute espèce de désir, participe d'un service désintéressé et c'est précisément l'absence d'intérêt personnel (on aime son prochain sans attendre quoi que ce soit de lui en retour) qui constitue la quintessence du bonheur chez les premiers chrétiens.
Au IIIe siècle, plusieurs esprits lettrés, dont Clément d'Alexandrie et son disciple Origène, sont les premiers penseurs à apparenter le christianisme à une philosophie, cherchant à réconcilier les prophètes bibliques et les philosophes grecs. On ne retrouve rien dans leurs écrits qui puissent s'apparenter à une réflexion sur le bonheur. Sur le plan métaphysique, les premiers Pères de l'Église s'accordent avec le néoplatonisme pour lutter contre l'idée d'un mal en soi.
Au début du IVe siècle l'empereur Constantin érige le christianisme en religion d'État : l'opposition entre la foi et l'ordre politique prend fin, ce qui, au fil des siècles — progressivement mais profondément — va subvertir le message évangélique et en même temps renforcer le pouvoir de l'État dans les mentalités.
« Ceux qui exercent le pouvoir doivent reconnaître en principe qu'ils le tiennent d'en haut et qu'ils en usent conformément à la volonté divine. (…) (Toutefois), au moment même où le christianisme obtient sa reconnaissance politique dans l'Empire, il en ressort une forme plus radicale, qui rejette la vie politique établie et propose un contre-modèle : le retrait hors du monde (anachorèse). Au moment où la possibilité du martyre s'estompe, le combat spirituel se concentre dans l'ascèse. (…) Chez les Pères du désert, inventeurs de la vie monastique, l'idéal ascétique se propose tantôt comme la présence anticipée du Royaume de Dieu, tantôt comme un retour à l'état originel d'avant la Chute ».
La notion de bonheur s'exprime donc chez les premiers chrétiens par la pratique de l'ascèse (dont l'érémitisme, l'anachorétisme et le cénobitisme sont les premières expressions) et plus généralement la pratique de la vie contemplative (méditation et prière).

#### Augustin d'Hippone
En 386 près de Milan, âgé de 32 ans Augustin d'Hippone se convertit au christianisme. C'est alors qu'il rédige son traité De la Vie heureuse. Il y écrit notamment ces mots :

« Si les hommes désirent tous être heureux, ils sont divisés sur la nature du bonheur. Ni la profession des armes, ni celle d’avocat ou de juge, ni celle d’agriculteur ou de marin, ni aucune autre n’est désirable au point de s’identifier avec la vie heureuse. La vie n’est vraiment heureuse qu’autant qu’elle est éternelle. Le bonheur ne veut rien moins que l’éternité. »

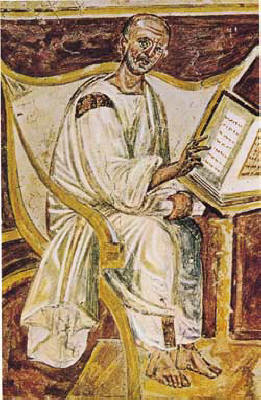
Saint Augustin (fresque du VIe siècle, Rome).

L'originalité d'Augustin est d'opérer une jonction entre le christianisme et la pensée gréco-latine :

« Si dans ses premières œuvres, Augustin souscrit à la thèse stoïcienne selon laquelle la vertu est suffisante au bonheur, il s'en détache ensuite en soulignant que ni la raison ni la volonté ne sauraient nous permettre d'atteindre le bonheur sans le secours de la grâce nécessaire pour vouloir les bonnes choses qui nous rendent heureux (La Cité de Dieu XIX, 4). Car la seule voie qui nous conduise vers une voie bonne et heureuse est la foi dans le vrai Dieu. Ainsi, si la nature du bonheur chez Augustin s'apparente à celle de ses prédecesseurs, le moyen d'y parvenir est déterminé par la foi. (…) Parallèlement, Augustin redéfinit les conditions du bonheur dans la vie terrestre : la philosophie eudémoniste devient, au contact des fidèles, une pédagogie du bonheur. On y apprend que le vrai bonheur n'a rien de commun avec le plaisir de la satisfaction (Sermons, 150) et qu'il est une récompense de la vertu : « Le véritable bien n'est pas ce que tu voudrais posséder mais ce que tu ne consens pas à être » (Sermons, 72).
Aussi Augustin distingue t-il fréquemment les biens que l'on utilise de ceux dont on jouit, biens supérieurs auxquels les premiers sont subordonnés. Être heureux relève de l'être et non de l'avoir, ce n'est pas accumuler les richesses, c'est se réjouir en Dieu. « Le bonheur est la joie qui vient de la vérité » (Les Confessions, X, XXXIII, 33), il consiste à atteindre ce qu'il convient d'aimer de manière absolue. Car le bonheur, c'est d'aimer, d'un amour nourri par la foi et âme désir de cet Autre. En effet, personne n'aime son prochain sans aimer Dieu et nul amour ne saurait davantage nous combler que celui que l'on porte à l'Être éternel. Ainsi, « rien de vient plus de Dieu que le bonheur » (De la vie heureuse, I, 5) »

### Moyen Âge

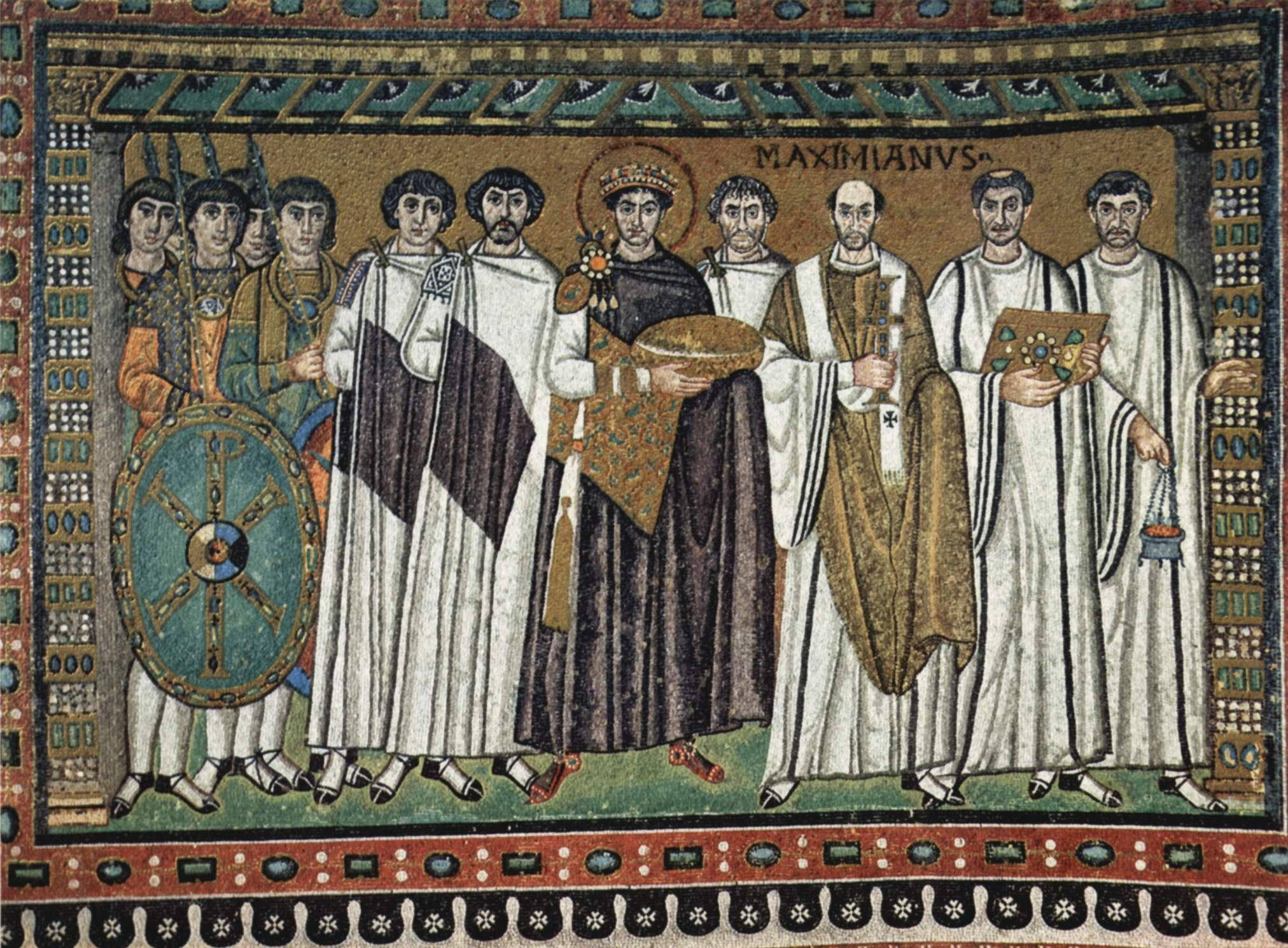
Le Moyen Âge est marqué par une consolidation croissante des pouvoirs de l'Église et de l'État. Cette co-gouvernance façonne l'histoire des idées, notamment la philosophie du bonheur.
Mosaïque du VIe siècle montrant l'empereur Justinien et l'évêque de Ravenne entourés de gardes du corps et de courtisans.

S'étendant sur mille ans, entre le déclin de l'Empire romain d'Occident (fin du Ve siècle) et les premières grandes découvertes (fin du XVe siècle), le Moyen Âge est une période dont la philosophie est souvent méconnue (voir Philosophie médiévale). Pour comprendre comment l'idée de bonheur va y évoluer, il convient de rappeler le contexte.
Durant ces dix siècles, la chrétienté œuvre à structurer toute la partie occidentale de l'Europe. Depuis qu'elle a passé un accord avec l'Empire romain, au IVe siècle, l'Église catholique contribue en effet à légitimer le concept d'État. La plupart des royaumes incorporent de nombreuses institutions romaines, tandis que, enrichie par des impôts que les souverains lui concèdent, la papauté fait construire de nombreuses églises et cathédrales, où le message évangélique est diffusé aux populations. En cela, l'Église contribue à élever « l'Occident » au rang de civilisation.
D'autant que, dans les monastères, le legs de la philosophie gréco-latine, loin d'être rejeté, est soigneusement cultivé par les moines : on leur doit en grande partie le fait que les textes de Platon, Aristote et bien d'autres sont aujourd'hui connus. Comme le souligne l'universitaire canadienne Brenda Dunn-Lardeau, « quoiqu'on en dise parfois, la notion de bonheur n'apparait pas à la Renaissance, elle existe au Moyen-Âge et sous ses deux modalités : céleste et terrestre ».
Cette notion évolue sensiblement au fil des trois grandes étapes de l'ère médiévale.

#### Haut Moyen Âge (VeetXesiècles)
Dans les premiers temps de l'Église, les plus rigoristes des clercs ont voulu imposer l'abandon de la culture profane. Pour eux, « il n'y avait pas compromis possible entre la culture classique et la culture chrétienne. Si l'on voulait mettre son intelligence au service de Dieu, il fallait commencer à rejeter les lettres classiques, car on ne pouvait en même temps sacrifier au culte des Muses et à celui de Dieu ». Aux Ve et VIe siècles, toutefois, le clergé cultivé ne peut se résoudre à rompre avec la culture classique. C'est alors que sont construits les premiers monastères en Europe, hors des villes. Benoît de Nursie fonde l'ordre qui portera son nom et qui aura un impact considérable sur l'ensemble de l'Europe. Sous sa règle, les auteurs antiques sont traduits et retranscrits.
Au VIIe siècle, Bède le Vénérable pose les fondements des arts libéraux (Septem artes liberales), étudiant la rhétorique et la dialectique à partir des philosophes grecs. À la cour de Charlemagne, on lit Platon et les philosophes néoplatoniciens.
Venu d'Irlande et actif en France au IXe siècle, Jean Scot Érigène est un penseur original, connaissant le grec, l'arabe et l'hébreu et d'une culture exceptionnelle pour son temps, marqué notamment par le néoplatonisme. Selon lui, toutes les aspirations humaines au savoir ont pour origine la foi mais c'est à la raison, en tant que miroir du Verbe, qu'incombe le devoir d'éclairer le sens de la révélation. Accusé par plusieurs conciles locaux de promouvoir une forme de pandéisme (mélange de panthéisme et de déisme), Scot Érigène ne sera réhabilité par l'Église qu'au XXIe siècle mais il aura entre-temps (au XIIIe siècle) une grande influence sur Thomas d'Aquin. « En intellectualiste néoplatonicien, Érigène ne peut pas se figurer le bonheur éternel autrement que dans une transformation de la nature humaine en esprit, en raison. Il découle de la nature même de ce bonheur que seuls (certains) pourront y participer ».

#### Moyen Âge central (XIeetXIIIesiècles)

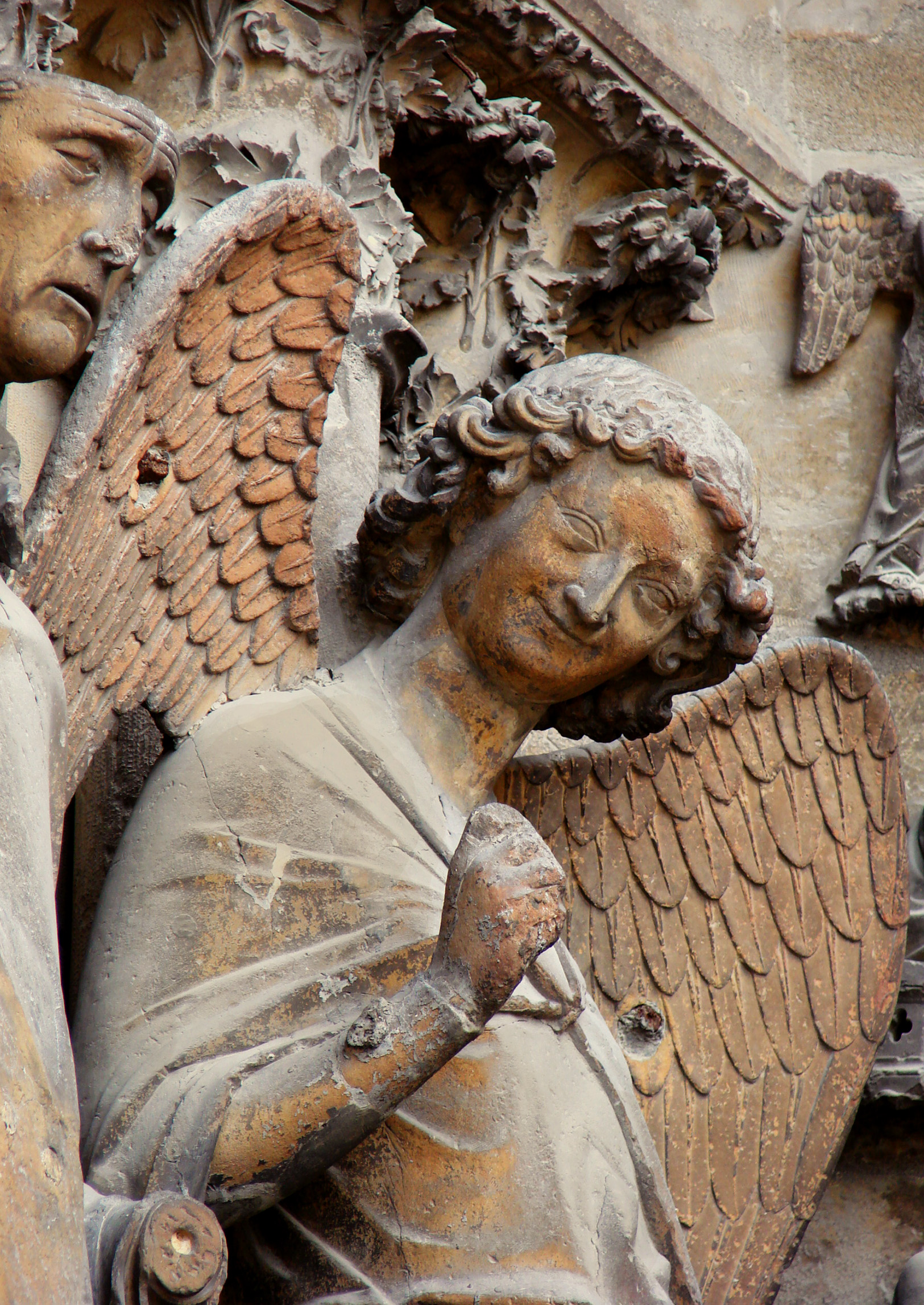
Réalisée à Reims vers 1240, la sculpture de L'Ange au Sourire symbolise l'évolution de la conception du bonheur au XIIIe siècle.

Le Moyen Âge central se caractérise par une augmentation extrêmement rapide de la population européenne (de 35 à 80 millions entre 1000 et 1350) qui, elle-même, entraîne des bouleversements sociaux, politiques, économiques et culturels considérables, dont les grandes cathédrales gothiques constituent les symboles les plus voyants. La vie intellectuelle est essentiellement marquée par la scolastique, méthode cherchant à concilier la foi et la raison et par l'apparition d'universités dans les grandes villes.
Dans ce contexte, le thème du bonheur semble totalement absent. En réalité, quelques clercs l'abordent au XIIe siècle sous la forme de questions éthiques, confrontant la morale chrétienne aux doctrines païennes. Parmi eux : Guillaume de Conches, Jean de Salisbury et Pierre Abélard. Selon ce dernier, seule l'intention de l'homme peut être qualifiée de morale, non ses actes, lesquels résultent le plus souvent de circonstances externes indépendantes de sa volonté. Ce faisant, Abélard met en avant les notions de connaissance de soi et d'intériorité.
Au XIIIe siècle, « un profond événement pousse au remaniement de la pensée morale médiévale : la naissance de l'ordre franciscain. Par la pauvreté volontaire et radicale, François d'Assise renoue avec l'érémitisme des Pères du désert : il interdit solennellement aux frères de ne rien posséder. (…) Les franciscains devant vivre, manger, habiter des monastères… comment réconcilier ces deux aspects ? Une fiction juridique sert de solution : c'est l'Église, non le moine, qui possède ce qu'il utilise ». Cette contradiction est aussitôt l'objet de nombreuses polémiques au sein du franciscanisme. Il n'en reste pas moins que, chez François d'Assise, « l'espérance de la béatitude fait passer le réel âpre et réceptif sous le régime de la joie » :

« Si grand est le bonheur que j'attends, que toute peine m'est plaisir. »

À partir du XIIIe siècle, les « modèles du bonheur terrestre »[source insuffisante] se répandent, en premier lieu le thème de l'amour courtois et l'idée d'aimer sa ou son partenaire avec respect et honnêteté dans le but d'atteindre une joie commune. Un nouvel art de vivre se propage ainsi peu à peu dans toute l'Europe dont Dante sera bientôt l'un des principaux interprètes.
Autour de 1270, parallèlement à cet éveil de la sensibilité, Thomas d'Aquin confère à la raison une certaine autonomie (Somme théologique) dans la mesure où il intègre la pensée d'Aristote dans l'éthique chrétienne. Il importe de se rappeler que la traduction et la diffusion des œuvres d'Aristote, amorcée dès la fin du XIIe siècle et achevées autour de 1260 représentent pour la chrétienté médiévale une secousse intellectuelle sans précédent. Thomas d'Aquin s'interroge sur la notion de personne : qu'est-ce qui fait la singularité d'un homme par rapport à un autre, ? Mais à l'opposé de son contemporain Boèce de Dacie, selon qui une certaine réalisation du bonheur est possible ici-bas grâce à l'activité philosophique, considérée comme une activité autonome, Thomas estime que la raison a ses limites et qu'un bonheur parfait n'est envisageable que dans l'au-delà,.

#### Moyen Âge tardif (XIVeetXVesiècles)
Le Moyen Âge tardif est une période sombre, marquée par des famines, la peste noire et des guerres, qui réduisent la population de moitié ; en particulier la guerre de Cent Ans qui oppose la France et l'Angleterre et qui est également à l'origine de graves révoltes paysannes. Collectivement, ces événements sont ce que l'on appelle parfois la « crise de la fin du Moyen Âge ».

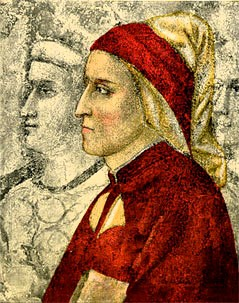
Dante Alighieri.

Au tout début du XIVe siècle, dans son traité Il convivio, le Florentin Dante Alighieri « pense le bonheur en étroite corrélation avec l'ordre politique, ce qui le conduit à distinguer différentes sortes de félicités pour l'homme. Ainsi que l'enseignent les aristotéliciens, l'homme cherche à atteindre le bien et obtient la béatitude lorsqu'il y parvient, en tant que terme de son désir. Cependant, si la béatitude céleste obtenue au paradis dans la contemplation de Dieu est la plus élevée en dignité, l'homme ne la désire pas en cette vie car elle ne peut être qu'espérée et non atteinte.
À la différence de Thomas d'Aquin, Dante cherche à penser une perfection du bonheur terrestre, qu'il subdivise en deux. La plus haute félicité est celle de la vie contemplative à laquelle s'adonnent les sages. Mais celle de la vie active assure néanmoins un bonheur véritable, pour ceux qui n'ont pas le loisir de se consacrer à la contemplation. Si ces félicités sont en soi hiérarchisables, chacun peut être heureux en cette vie, car le désir humain est mesuré en fonction de ce que nous pouvons atteindre. C'est pourquoi ceux qui vivent selon la vie active ne désirent pas la vie contemplative et parviennent au terme de leur désir dans leur activité. Citant l'Éthique à Nicomaque, Dante définit la félicité comme une opération conforme à la vertu dans une vie parfaite, qui est la fin que vise la noblesse. »
Pour Dante, ce qui procure le plus de bonheur à l'homme est la philosophie : « Je comprenais bien que la philosophie (…) devait être une chose de plus haut intérêt (…). Je commençais à tellement sentir sa douceur que son amour chassait toute autre pensée ».

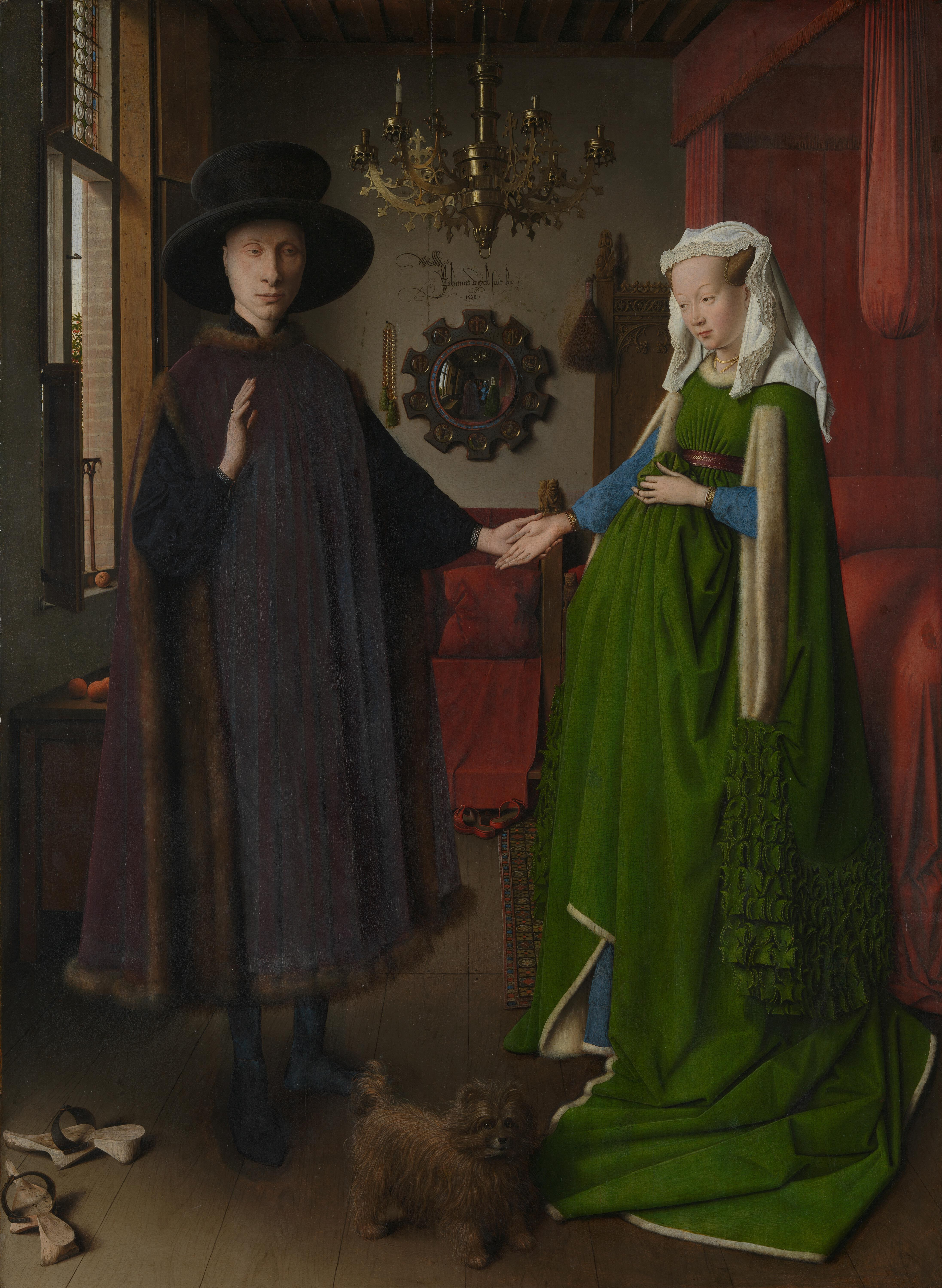
Riche marchand toscan établi à Bruges, Giovanni Arnolfini, incarne une nouvelle approche du bonheur, axée sur la chance en affaires et la fortune.
Les Époux Arnolfini, par Jan Van Eyck, huile sur bois, 1434.

Au début du XVe siècle, qui marque le début de la Renaissance, la société se transforme considérablement dans les Flandres et en Italie. Tirant parti de son sens des affaires mais aussi de la crise théologique qui affecte l'Église catholique, une nouvelle classe sociale émerge, la bourgeoisie. Celle-ci prend en main les rênes de l'économie mais aussi de la culture, puisqu'elle mécène une nouvelle génération d'artistes peintres, qui inaugurent un art particulièrement réaliste, symbolique de son propre pragmatisme. Ce déplacement de l'autorité spirituelle (incarnée par l'Église) vers l'autorité laïque (symbolisée par les Princes puis l'État) participe de ce que l'on appellera plus tard l'humanisme.

« L'idée de bonheur, à la Renaissance, connait plusieurs transformations décisives par rapport à son usage médiéval : elle se noue plus étroitement au temps vécu ; elle s'émancipe du cadre religieux traditionnel ; elle inspire des réformes, pragmatiques ou radicales, de la politique existante ; elle tend à se resserrer dans l'espace privé de la vie individuelle.
Ces évolutions, bien sûr, ne sont nullement synchroniques. Elles n'ont pas les mêmes causes et obéissant parfois à des processus contradictoires : politisation et dépolitisation, esprit utopique et réalisme politique, laïcisation et réforme religieuse se succèdent, s'affrontent, s'entrecroisent selon les moments et les lieux, pour dessiner le champ complexe d'une problématique nouvelle de la vie heureuse. (…)
La figure de la fortune joue un rôle important dans la redéfinition de la vie heureuse. Être heureux, c'est d'abord avoir fortune prospère, bon heur, autrement dit bonne chance, mais aussi rencontrer le succès dans ses actions. Le bonheur n'est plus cet état durable, paisible, assuré de la possession de son objet, que définissent les philosophes, mais l'effet ponctuel d'une conjonction aléatoire. ».

### XVIesiècle

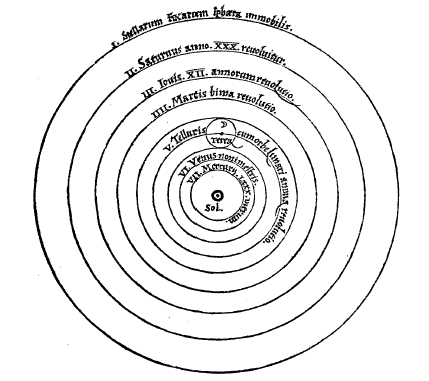
Découvert par Copernic au début du siècle et formulé à sa mort dans son De revolutionibus orbium coelestium (que l'Église ne reconnaîtra qu'en 1741), le système héliocentrique symbolise le changement de conception du monde qui s'opère avec l'humanisme et, plus généralement, avec la modernité.

Un tournant décisif s'opère à la charnière du XVe siècle et du XVIe siècle, qui marque l'éclosion de ce que l'on appelle « les temps modernes » et qui est symbolisé principalement par deux événements : la découverte de l'Amérique en 1492 par le Génois Christophe Colomb et les premières recherches du Polonais Copernic sur l'héliocentrisme, en 1511-1513. Ce qui est précisément « moderne » dans ces découvertes, c'est qu'elles inaugurent une nouvelle conception du monde, dans tous les sens du terme : monde physique et monde mental. On donne à ce virage dans l'histoire de l'Occident puis de toute l'humanité le nom d'humanisme.
Progressivement, la philosophie va tourner le dos à la conception religieuse du monde qui fut celle du Moyen Âge : dans l'imaginaire des quelques intellectuels instruits de ces découvertes, le monde cesse petit à petit d'être associé exclusivement au mythe de la création divine. Leur intérêt se porte également sur ses caractéristiques physiques. En témoignent notamment les dessins du Florentin Léonard de Vinci, qui portent aussi bien sur l'anatomie du corps humain, le développement des plantes, le vol des oiseaux ou la mécanique des fluides. Ce que l'on appelle communément « la science » prend son envol du fait que, clairement et collectivement (avec l'imprimerie, inventée puis perfectionnée au siècle précédent), s'opère la différentiation entre la foi et la raison ; différenciation qui, durant la chrétienté médiévale, n'était conscientisée que par de rares personnes, férues de philosophie grecque (par exemple Augustin d'Hippone, au Ve siècle et Thomas d'Aquin, au XIIIe siècle).
Si la science se focalise alors sur l'étude du monde physique, quelques intellectuels s'intéressent également à l'« âme », à la façon dont les humains méditent leur condition et leur manière d'appréhender le monde, non plus seulement sous le seul angle de la raison mais aussi par le biais de la sensibilité. Une nouvelle conception du bonheur émerge alors, que formulent les premiers penseurs humanistes — lointains ancêtres des psychologues et des sociologues — en particulier quatre Européens : le hollandais Érasme, à la fois fervent chrétien et fin lecteur de Platon, son ami anglais Thomas More, qui tente d'imaginer le bonheur sous un angle politique, ainsi que les Français Pierre de Ronsard et Michel de Montaigne, qui s'efforcent de comprendre la nature humaine dans sa double dimension corporelle et spirituelle et qui méditent sur le caractère fugace de la vie.
Chacun traite du bonheur selon un mode littéraire particulier : les dialogues et les adages chez Érasme, la fiction chez More, la poésie chez Ronsard, l'essai chez Montaigne.

#### Érasme

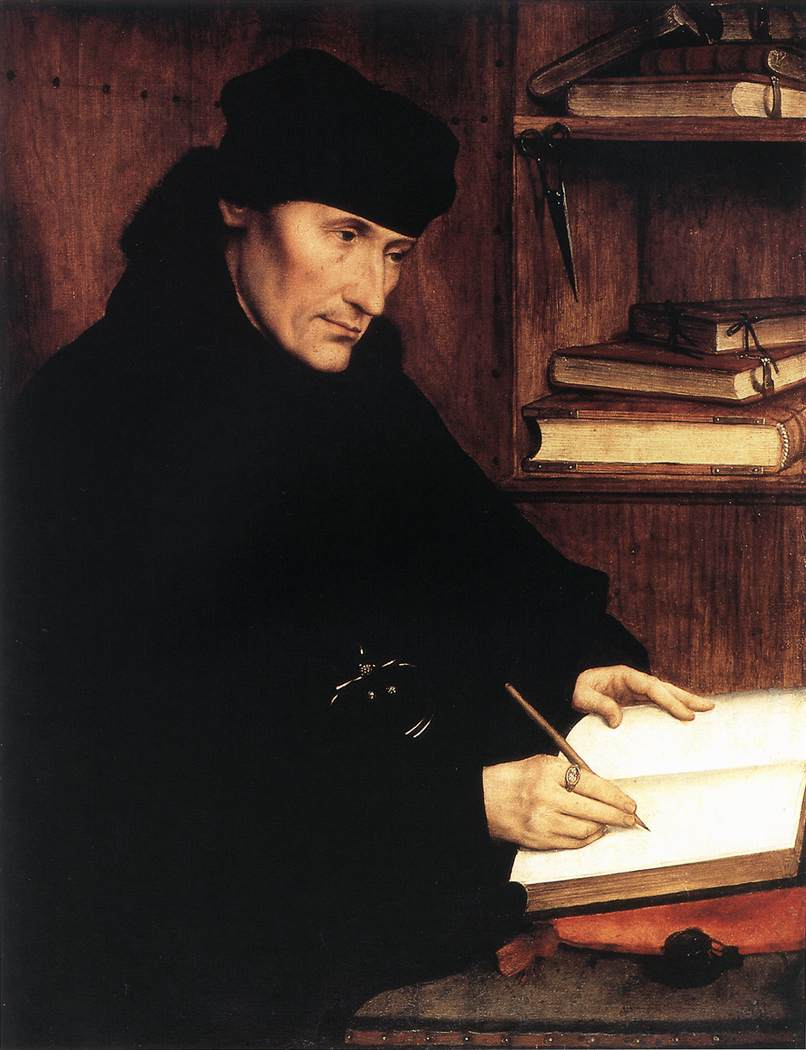
Érasme.

Pour Érasme, « l’état heureux qui découle de la communauté des biens chez Platon annonce celui préconisé par le Christ grâce à la charité. (...) (Or si) le bonheur ne réside pas dans l’expérience mystique, comme le conçoit le christianisme d’alors, mais dans la vie de l’homme pieux, (...) pour parvenir à cet état heureux se trouve la philosophia Christi, déclarée supérieure aux autres philosophies, nonobstant les emprunts répétés d’Érasme à ces dernières ». Érasme lui-même écrit ces mots : 

« La philosophie que le Christ a choisie de préférence à toutes est celle qui est la plus éloignée, la plus différente des principes des philosophies, de la manière de voir du monde, mais qui seule peut procurer ce que les hommes, chacun par son chemin propre, s’efforcent d’obtenir, c’est-à-dire la félicité. »

Dans l’adage 595 « Connais-toi toi-même », Érasme réunit plusieurs exemples qui soulignent l’importance de la modération et de la mesure dans la recherche de la connaissance de soi[source insuffisante]. Posant que « la seule mesure du bonheur, c’est le Christ », il rappelle que Platon, dans le Timée, fait valoir que le bonheur dans la vie repose sur la victoire par la raison de perturbations de l’âme, « dont la première est la volupté » : 

« Telle est la seule voie qui mène à la béatitude : d’abord, connais-toi toi-même ; ensuite ne fais rien selon les passions, tout selon le jugement de la raison. Et que la raison soit saine, qu’elle ait du discernement, c’est-à-dire qu’elle ait pour seul but ce qui est moral. »

#### Thomas More

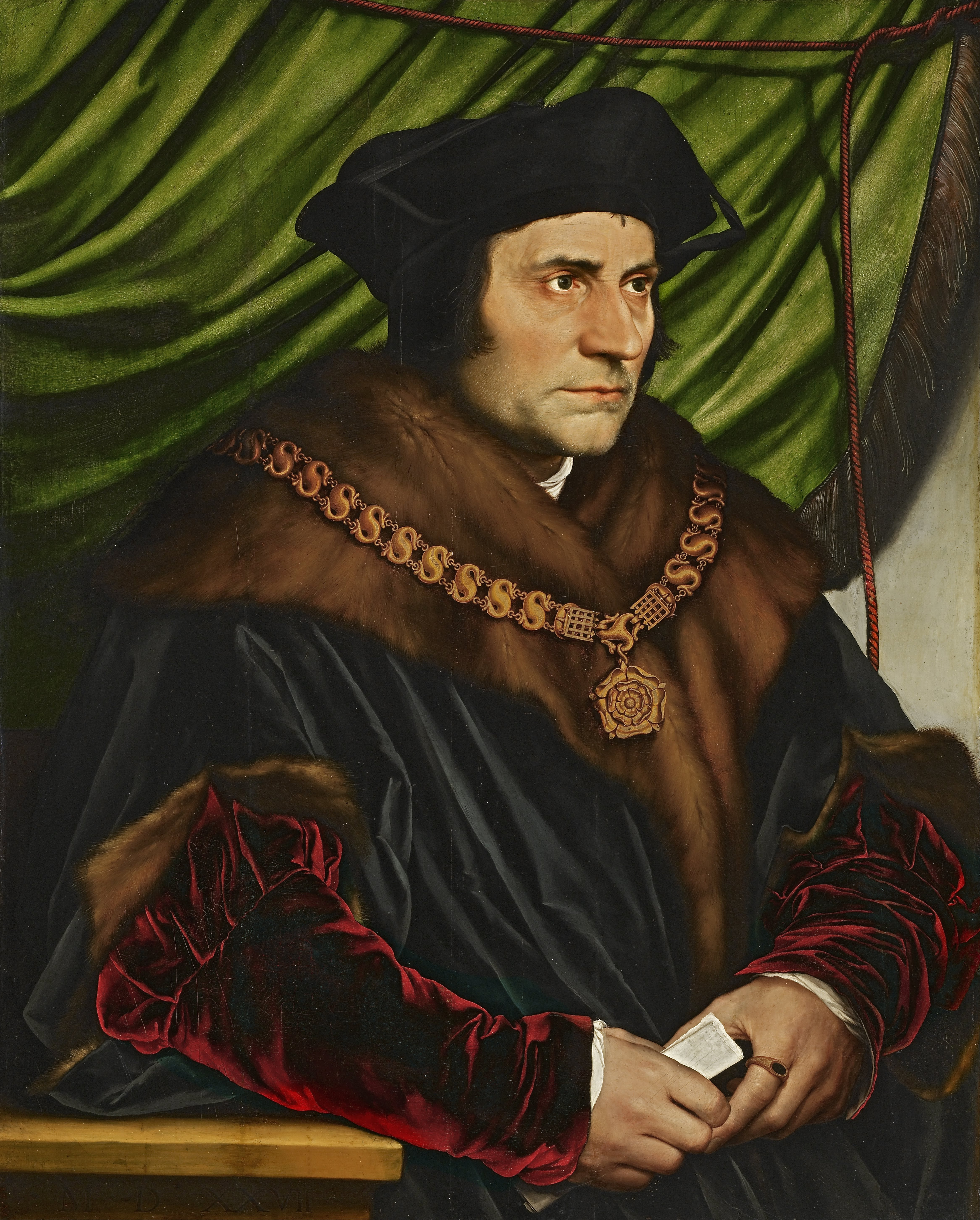
Thomas More.

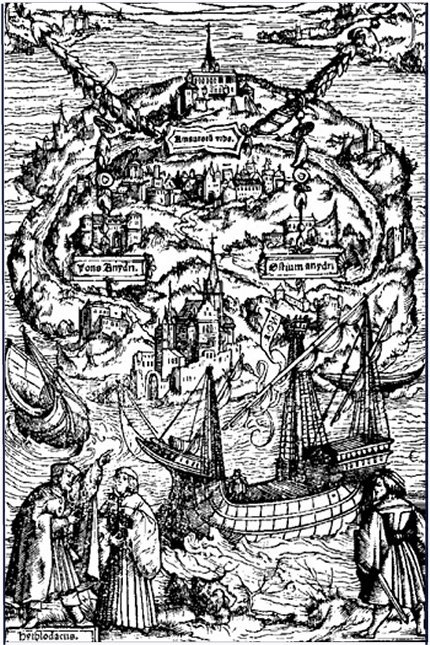
Couverture d'Utopia (édition de 1518).

Témoin des ravages sociaux qu'engendre dans son pays le premier mouvement des enclosures, et ami d'Erasme, le philosophe et théologien Thomas More s'efforce en 1516 d'en analyser les causes et les conséquences dans son récit Utopia.
Sur le mode du dialogue avec un narrateur, il brosse le portrait d'un monde idéalisé (une île imaginaire), où l'argent n'existe pas et où règne la tolérance et l'autodiscipline au service de la liberté. L'économie repose sur la propriété collective des moyens de production et l'absence d'échanges marchands.
Composée d'une cinquantaine de villes gérées de manière semblable, la société vit sans monnaie, et les échanges collectifs y prennent la place de l’accumulation privée qui cause en Angleterre les malheurs du peuple. More écrit notamment :

« Le seul moyen d’organiser le bonheur public, c’est l’application du principe de l’égalité. L’égalité est impossible dans un État où la possession est solitaire et absolue ; car chacun s’y autorise de divers titres et droits pour attirer à soi autant qu’il peut, et la richesse nationale (…) finit par tomber en la possession d’un petit nombre d’individus qui ne laissent aux autres qu’indigence et misère. »

Et aussi : 

« Chercher le bonheur sans violer les lois est sagesse ; travailler au bien général est religion ; fouler au pied la félicité d’autrui en courant après la sienne est une action injuste. Au contraire, se priver de quelque jouissance, pour en faire part aux autres, c’est le signe d’un coeur noble et humain, qui, du reste, retrouve bien au-delà du plaisir dont il a fait le sacrifice. »

#### Machiavel
Comme Thomas More, mais sous un angle très différent, le Florentin Nicolas Machiavel questionne la notion de bonheur du point de vue de la philosophie politique. Ses principaux ouvrages sont Discours sur la première décade de Tite-Live (1531) et Le Prince (1532).

Dans Le Prince, en employant le mot felicita, il rapproche l'idée de bonheur de celle d'opportunisme. Il écrit notamment : 

« Est heureux (le Prince) dont la façon de procéder rencontre la qualité des temps et (...) malheureux celui dont les façons de procéder ne s'accordent pas avec les temps. »

« Cette réduction du bonheur au succès marque un certain retour à la notion grecque d'eutuchia (bonne fortune) qu'Aristote, déjà, opposait à l'idée de Providence. Elle suppose que le monde n'est pas régi par la volonté de Dieu mais obéit à des causes naturelles. Mais elle ne livre pas pour autant l'action humaine au caprice du hasard. (...) L'attitude machiavelienne rompt avec la tradition philosophico-théologique sur deux points essentiels : elle dissocie le bonheur de toute vie contemplative  pour l'inscrire dans la sphère de l'action politique ; elle le subordonne à une fin plus haute, qui est celle de la puissance, sans laquelle nulle liberté ne saurait se concevoir. C'est cette critique du bonheur comme souverain bien qui justifie le double procès qu'intente Machiavel à la religion chrétienne et à la philosophie, coupables l'une et l'autre, à ses yeux, d'avoir exalté l'oisiveté, les vertus iréniques et l'esprit de soumission. »

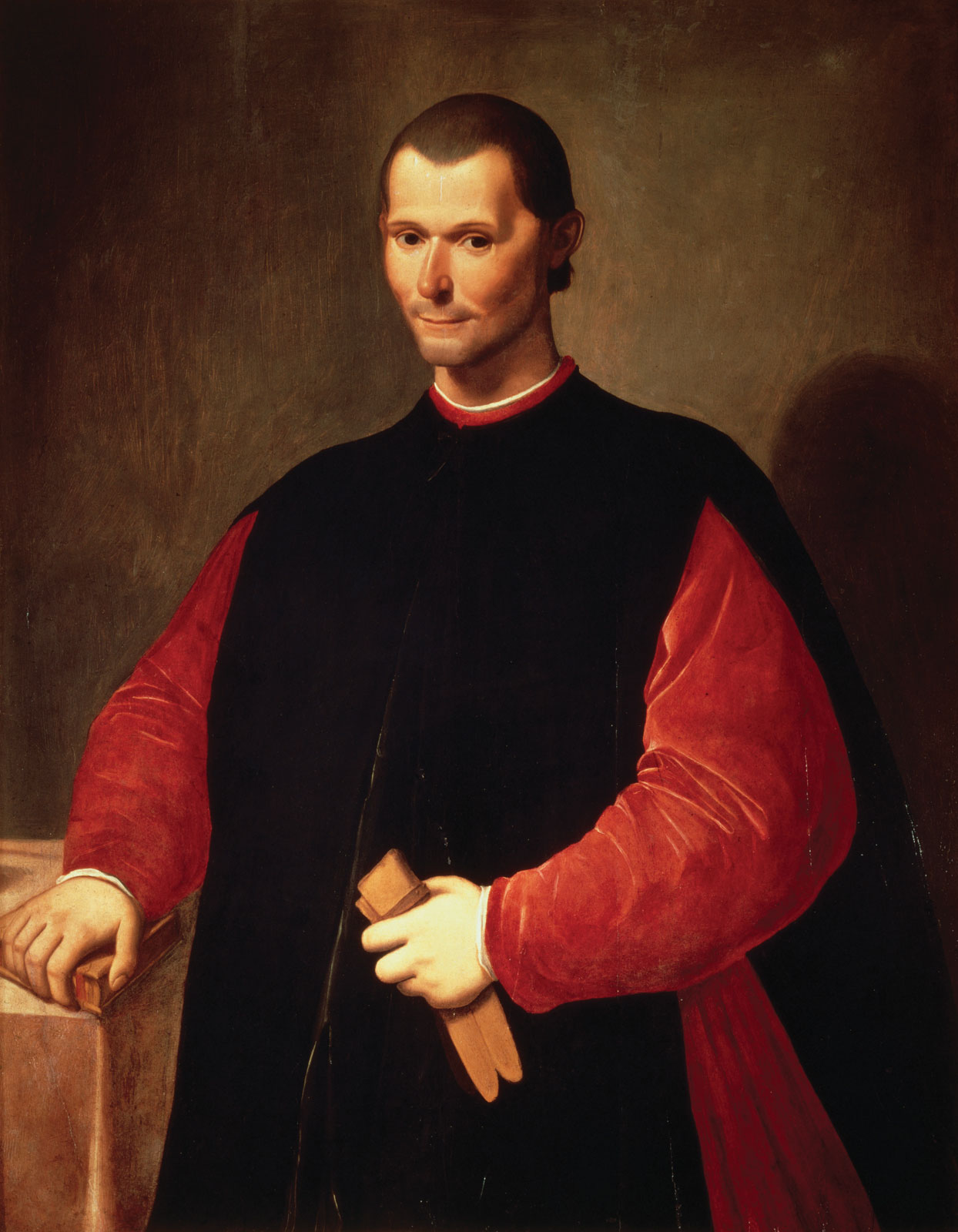
Nicolas Machiavel.

Dans le Discours sur la première décade de Tite-Live, Machiavel écrit : « Notre religion glorifie plutôt les hommes humbles et contemplatifs que les hommes actifs. Elle place le bonheur suprême (il sommo bene) dans l'humilité et le mépris des choses humaines »... sous entendu : au détriment de 

« la grandeur d'âme, de la force corporelle et de toutes les qualités qui rendent les hommes redoutables. »

« L'idéal du bien-vivre, qui n 'excluait pas la considération de l'utile propre transmis depuis l'Antiquité vient ici se briser contre une conception héroïque des intérêts supérieurs de la cité. Celle-ci n'est plus l'espace autarcique de la vie heureuse mais le foyer d'une dynamique de puissance indéfinie. »

#### Ronsard
Au milieu du siècle, inspiré notamment par les poètes latins (dont Horace, auteur du célèbre Carpe Diem, et Ausone) et par les premiers auteurs modernes (dont Pétrarque), Ronsard s'attache à démontrer la fragilité du bonheur, liée aux incertitudes de l'amour et aux frustrations qu'il peut générer et ainsi qu'au caractère éphémère de l'existence et la hantise de la mort, comme en 1524, dans l'un de ses poèmes les plus célèbres, Mignonne, allons voir si la rose.

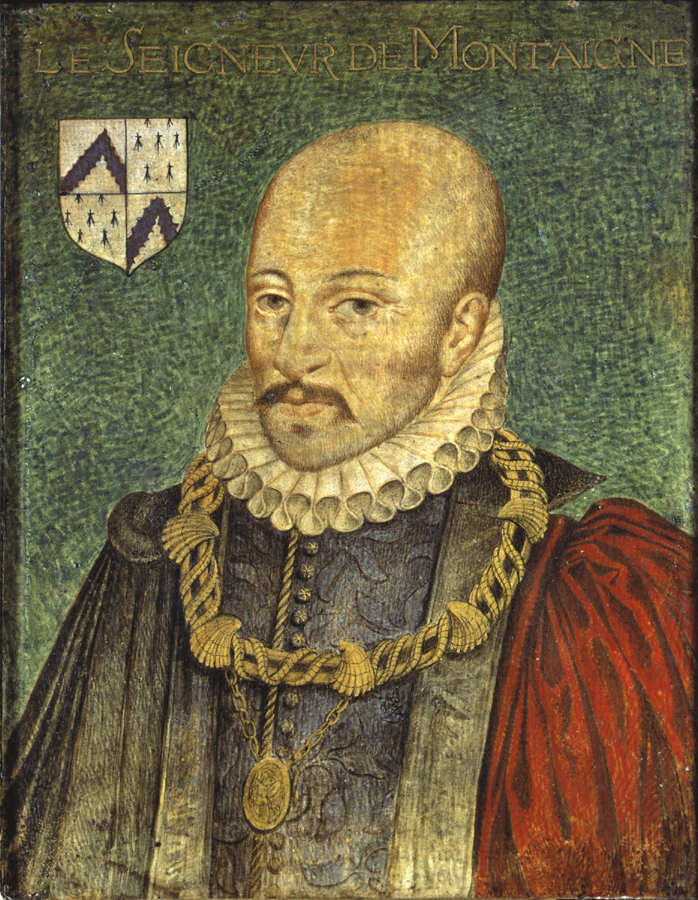
Portrait présumé de Montaigne.

Dans le contexte de ces considérations, la poésie constitue selon lui avant tout un message de joie. L'étude des lettres, écrit il en 1550, est « l'heureuse félicité de la vie, sans laquelle on doit désespérer de pouvoir jamais atteindre au comble du parfait contentement ».

#### Montaigne
La pensée de Montaigne s'inscrit dans la filiation épicurienne,. Ainsi, dans ses Essais, parus dans les années 1580, il écrit notamment : « j'aime la vie et la cultive telle qu'il a plu à Dieu de nous l'octroyer. Je ne vais pas désirant que soit supprimée la nécessité de boire et de manger. »
Comme l'écrit André Comte-Sponville, « en visant la volupté  et en dédaignant la tristesse, Montaigne prône une philosophie en action, à l’opposé des utopies transcendantes : la recherche du bonheur consiste avant tout à se réconcilier avec le réel et à cultiver activement le vivre à propos. »

### XVIIesiècle
Surtout connu pour le développement des sciences (diffusion de théorie copernicienne de l'héliocentrisme, travaux de Galilée et Newton...) le XVIIe siècle voit également fleurir la philosophie morale, c'est-à-dire les premières tentatives de théoriser le comportement humain. Et ce n'est pas un hasard si certains penseurs, comme Descartes, Pascal ou Newton) sont à la fois connus pour leurs recherches en mathématiques ou en astronomie et pour leurs spéculations sur la « nature humaine », véritables préfigurations de ce que sera plus tard la psychologie.

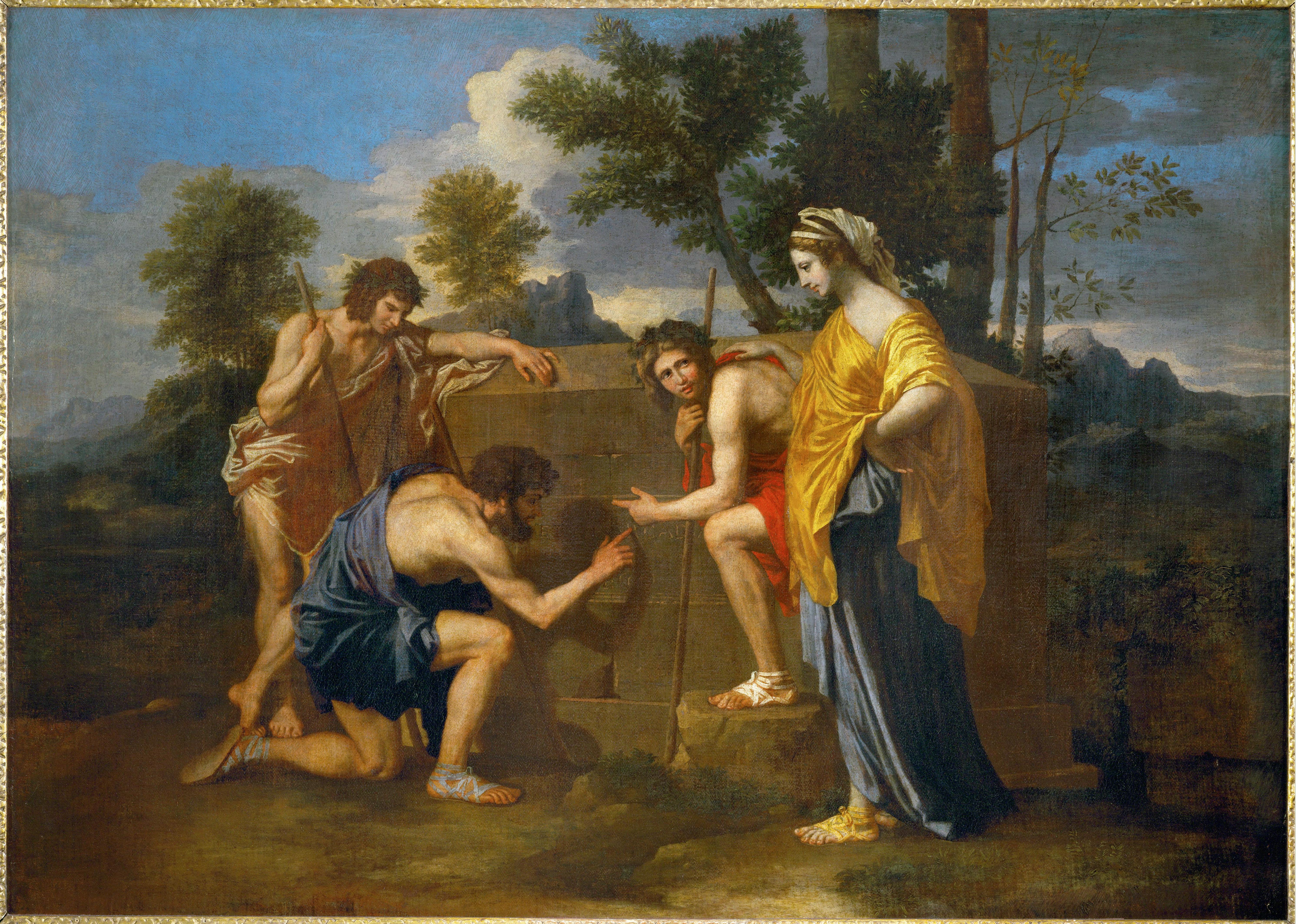
Et in Arcadia ego, tableau de Nicolas Poussin (1638-1640).

De manière générale, l'exercice de la raison et celui de la sensibilité s'alimentent mutuellement. Cela est perceptible dans le domaine des beaux-arts, notamment dans les œuvres du Français Nicolas Poussin, comme le montre en particulier son tableau Et in Arcadia ego (traduction littérale du latin : « Souviens-toi que tu es mortel ») plus connu sous le nom Les Bergers d'Arcadie. À l'origine, l'Arcadie est une région de la Grèce mais, depuis la Renaissance, elle est un thème poétique confinant à l'utopie et symbolisant un rapport idyllique de l'homme à la nature et, par extension, une « société idéale vivant la paix et le bonheur », comme le précisera plus tard (à la fin du XIXe siècle), de façon désabusée, le philosophe Arthur Schopenhauer : 

« Nous sommes tous nés en Arcadie, autrement dit nous entrons dans la vie pleins d’exigences de bonheur et de jouissance, et nous avons l’espoir fou de les réaliser jusqu’à ce que le destin nous tombe dessus sans ménagement et nous montre que rien n’est à nous. »

Depuis le Discours de la méthode de Descartes (1637), la pensée philosophique s'est structurée au point que le siècle est souvent associé au rationalisme cartésien. Descartes lui-même, en 1649, évacue la question du bonheur et plus généralement celle des sentiments, qu'il considère comme une source d'égarement : 

« il arrive bien souvent qu’on admire trop, et qu’on s’étonne en apercevant des choses qui ne méritent que peu ou point d’être considérées […]. Et cela peut entièrement ôter ou pervertir l’usage de la raison. C’est pourquoi, encore qu’il soit bon d’être né avec quelque inclination à cette passion, parce que cela nous dispose à l’acquisition des sciences, nous devons toutefois tâcher de nous en délivrer le plus possible. »

Trois décennies plus tard, cependant, émergent les premières véritables méditations sur le bonheur : les Pensées de Pascal (1669) et L'Éthique de Spinoza (1677). Fait significatif : basés sur la question des rapports entre foi et raison — qui, à l'époque, est encore épineuse et taboue — ces ouvrages paraissent après la mort de leurs auteurs respectifs. Le siècle s'achève avec l'émergence de l'idée qu'il est moralement inconvenant de penser « son » bonheur sans interroger celui d'autrui : « Il y a une espèce de honte d'être heureux à la vue de certaines misères » et « le bonheur des uns fait le malheur des autres », résume La Bruyère... Les philosophes du siècle suivant s'assigneront la tâche délicate de penser conjointement l'individuel et le collectif.

#### Pascal
Selon l'universitaire Christian Lazzeri, « l'intérêt de Pascal pour la question du bonheur présente la caractéristique particulière de se situer à contre-courant de ce qui allait devenir la tendance dominante dans le développement de la philosophie morale et politique. Et cela doublement. En premier lieu, Pascal ne pouvait pas ne pas observer qu’avait émergé, dès la première moitié du XVIIe siècle, une tentative qui, sans séparer la morale religieuse de la morale naturelle, entendait permettre à la seconde de s’affirmer dans sa liaison avec la recherche d’un bonheur mondain. En second lieu, cet objectif d’une morale du bonheur naturel se fondait sur un usage spécifique de la raison pour entreprendre d’en définir la possibilité et la mise en œuvre. (...) L’originalité de la position de Pascal consiste à refuser (de se positionner sous l'un ou l'autre de ces) deux versants ».

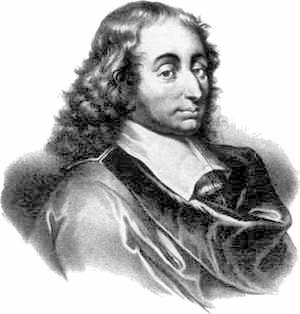
Blaise Pascal.

Or, poursuit Lazzeri, Pascal soutient « la thèse selon laquelle le bonheur s’enracine dans la nature de l’homme ne peut faire l’économie d’une interrogation sur la « nature » de cette nature ». De plus, il met en cause « la capacité de la raison à concevoir l’idée même du bonheur ». Selon lui, « le comportement des hommes ne peut être compris si on fait abstraction des vérités de la religion chrétienne et tout particulièrement de celles qui concernent la « double nature » de l’homme, définie par la considération de celui-ci avant et après le péché originel ». Pour autant qu'il active sa raison, Pascal entend donc rester fidèle au message chrétien : 

« Tous les hommes recherchent d'être heureux. Cela est sans exception, quelques différents moyens qu’ils y emploient. (...) C'est le motif de toutes les actions de tous les hommes. Et cependant, depuis un si grand nombre d'années, jamais personne, sans la foi, n'est arrivé à ce point où tous visent continuellement. (...) Qu’est-ce donc que nous crie cette avidité et cette impuissance, sinon qu’il y a eu autrefois dans l’homme un véritable bonheur, dont il ne lui reste maintenant que la marque et la trace toute vide, et qu’il essaie inutilement de remplir de tout ce qui l’environne, recherchant dans les choses absentes le secours qu’il n’obtient pas des présentes, mais qui en sont toutes incapables, parce que ce gouffre infini ne peut être rempli que par un objet infini et immuable, c’est-à-dire que par Dieu même »

Selon Pascal, « il y a une véritable misère de l’homme sans Dieu ». Et le bonheur, conclut-il, c'est précisément de « ne jamais oublier Dieu » : 

« Le bonheur n’est ni hors de nous, ni dans nous ; il est en Dieu, et hors et dans nous »

#### Spinoza
Le cas du Hollandais Baruch Spinoza est très différent de celui de Pascal puisqu'il participe activement au mouvement rationaliste initié par Descartes et qu'il a même été longtemps inquiété et dénoncé comme athée. Pour comprendre son approche du bonheur, il importe de saisir le rapport qu'il entretient avec la religion.

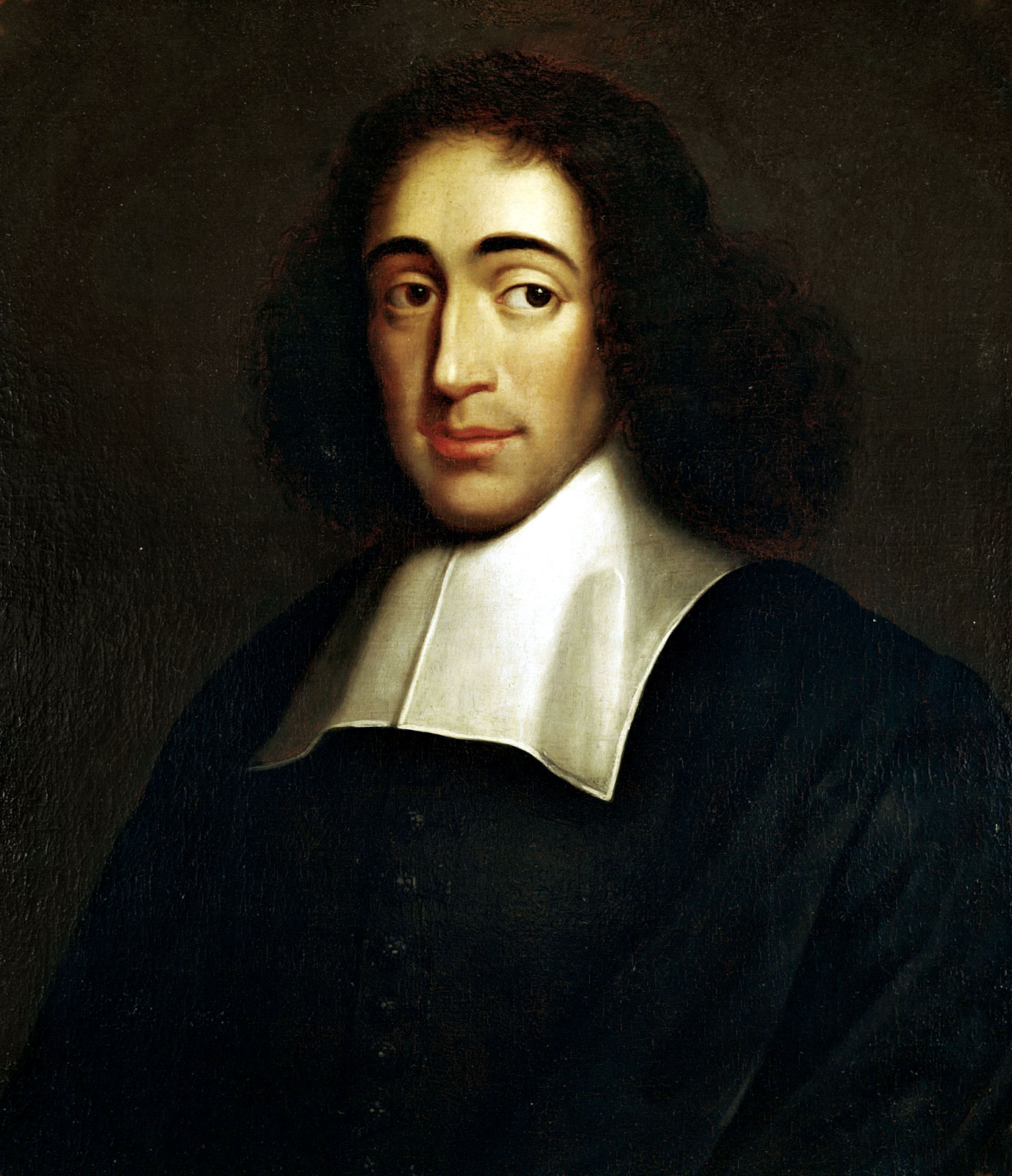
Spinoza.

Spinoza est en rupture totale avec les religions en tant qu'institutions : le judaïsme — d'où il est issu mais dont il est officiellement exclu quand il a 23 ans, alors qu'il n'a encore rien publié — le catholicisme et le protestantisme. Pour autant, il se défend d'être athée car il déporte un véritable sentiment religieux sur la nature, qu'il identifie à Dieu : « tout ce qui est dans la nature, considéré dans son essence et dans sa perfection, enveloppe et exprime le concept de Dieu », écrit-il dans son Traité théologico-politique, publié en 1670. Qualifiant la nature de « nature naturante » (par opposition à la « nature naturée ») et souvent apparenté au panthéisme, il considère que l'essence de chaque chose est un « effort » (conatus = désir) de « persévérer dans son être ».

Et selon lui, ce qui fait la grandeur de l'homme, c'est la recherche de la béatitude, qu'il désigne comme un « amour intellectuel de Dieu » (c'est-à-dire de la nature). Dans son ouvrage maître, l'Éthique (qui ne sera publié par ses amis qu'après sa mort) n'utilisent pas le mot « bonheur », Spinoza emploie indifféremment les mots felicitas (« félicité ») et beatitudo (« béatitude ») : 

« Notre suprême félicité ou béatitude, consiste dans la seule connaissance de Dieu »

 Il écrit par ailleurs : « Il est dans la vie utile au premier chef de parfaire l'intellect, autrement dit la raison, autant que nous pouvons, et c'est en cela que consiste pour l'homme la suprême félicité, autrement dit la béatitude » et « si la joie (laetitia) consiste dans le passage à une plus grande perfection, la béatitude, à coup sûr, doit consister en ce que l'esprit est doté de la perfection même. »
Bon nombre de contemporains se réclameront de la philosophie spinozienne du bonheur, dont Gilles Deleuze, Robert Misrahi (qui voit en lui « le philosophe du bonheur » par excellence), Michel Henry et, plus récemment, Bruno Giuliani.

### XVIIIesiècle
Pour les philosophes des Lumières, « le bonheur », c'est d'abord un désir de découvertes en tous genres : aussi bien les lois du mouvement (Newton, 1687), l'histoire en tant que « science nouvelle » (Vico, 1725) et les fouilles archéologiques (Pompéi, 1748) que la diffusion du savoir (l'Encyclopédie (1751-1772)) et le moteur à vapeur (Watt, années 1770).
Les textes sur le bonheur brillent par leur nombre et leur diversité : poèmes, fictions, correspondances, traités… même les journaux intimes s'y intéressent, tel le Discours sur le bonheur d’Émilie du Châtelet. Mais les philosophes ne font pas seulement état de leur sensibilité, ils sont également attirés par la politique et le désir d'écrire l'histoire, tel Voltaire qui, en 1734 dans ses Lettres philosophiques, magnifie la culture et l’économie anglaises contre l’intolérance et l’absolutisme français. Fait nouveau, donc, le bonheur est un objectif à la fois personnel et collectif.

L'embarquement pour Cythère, tableau d'Antoine Watteau (1718).

Le Pèlerinage à l'île de Cythère d'Antoine Watteau illustre ce double aspect du bonheur, tel qu'il est vécu par l'aristocratie. Cythère est une petite île grecque, connue pour la présence d’un temple dédié à la déesse Aphrodite tandis que, depuis la Renaissance, l'antiquité gréco-romaine est un objet de fantasme. Ici, les personnages ne sont plus empruntés à la mythologie, ce sont des contemporains du peintre, vêtus des costumes de l'époque. Watteau inaugure le genre de la fête galante, qui renvoie lui-même aux rassemblements ludiques organisés sous l'ancien régime. Son tableau symbolise une élite qui, collectivement, se met en marche : « Les couples quittent la statue après lui avoir apporté leurs offrandes : l'hommage a été rendu, la statue restera seule. La mélancolie de Watteau est dans cette coexistence d'un recueillement et d'un éloignement, d'une intimité et d'un appel du lointain. C'est la mélancolie d'un bonheur de peindre qui a conscience de se substituer au bonheur de vivre. »
Au fil du siècle, « le bonheur » se manifeste sous la forme d'une survalorisation des sentiments individuels, confinant parfois avec le sentimentalisme, notamment avec le mouvement (à la fois littéraire et politique) allemand Sturm und Drang, puis, à partir des années 1760, la philosophie de Jean-Jacques Rousseau.
Durant le dernier quart du siècle émerge l'idée d'un bonheur collectif ; ceci principalement sous trois formulations :
- les spéculations du Prussien Emmanuel Kant ;
- le souhait de l'Anglais Jeremy Bentham de conférer au bonheur une forme juridique ;
- l'inscription effective du bonheur dans les constitutions américaine (1776) et française (1793).

Le Serment du Jeu de paume dessin de Jacques-Louis David (1791).

De façon symbolique, ce n'est qu'après que la Révolution ait physiquement éliminé le Roi, dernière figure d'autorité après l'Église, que les individus (« l'homme et le citoyen ») proclament, par la voix de Saint-Just, que « le bonheur est une idée neuve en Europe ». En réalité, la « nouveauté » ne tient pas dans le bonheur en soi mais dans le fait qu'il sert désormais de ciment à toutes les autres valeurs. Comme l'écrit la même année Condorcet, « la nature lie, par une chaîne indissoluble, la vérité, le bonheur et la vertu. »
L'idée de bonheur est alors complètement sécularisée : de la même façon que, sous la chrétienté, le bonheur n'était concevable qu'à travers la relation à Dieu et à l'Église, l'idée s'implante dans les mentalités que l'État est désormais à-même de garantir, voire d'assurer le bonheur. Comme l'illustre le peintre Jacques-Louis David en 1791, l'homme politique devient alors une véritable figure messianique, celui qui fait au peuple le serment solennel de le servir. Mais une vingtaine d'années plus tard, dans son tableau Le Sacre de Napoléon, l'artiste fera de l'ancien officier de la Première République « l'homme providentiel » par excellence, celui qui se sacre lui-même ainsi que son épouse et au côté duquel le pape n'est presque plus qu'un simple figurant.

#### Rousseau
Jean-Jacques Rousseau est l'un des penseurs les plus influents du siècle et en même temps l'un de ceux qui se sont le plus penchés sur la question du bonheur : « antiphilosophe parmi les philosophes, il est tout à la fois le chantre passionné du bonheur intime, un penseur puissant des conditions du bonheur collectif et le dénonciateur systématique de ce qui fait obstacle à l'un et l'autre ».
Dès son Discours sur les sciences et les arts, en 1750, Rousseau dissocie la notion de bonheur de celle de progrès : « le progrès des sciences et des arts n'a rien ajouté à notre véritable lucidité ». Cette question est donc d'autant plus énigmatique : « l'objet de la vie humaine est la félicité mais qui de nous sait comment on y parvient ? » s'interroge t-il au début de la deuxième des Lettres morales qu'il adresse en 1757 à la comtesse d’Houdetot, une femme mariée dont il est éperdument amoureux.

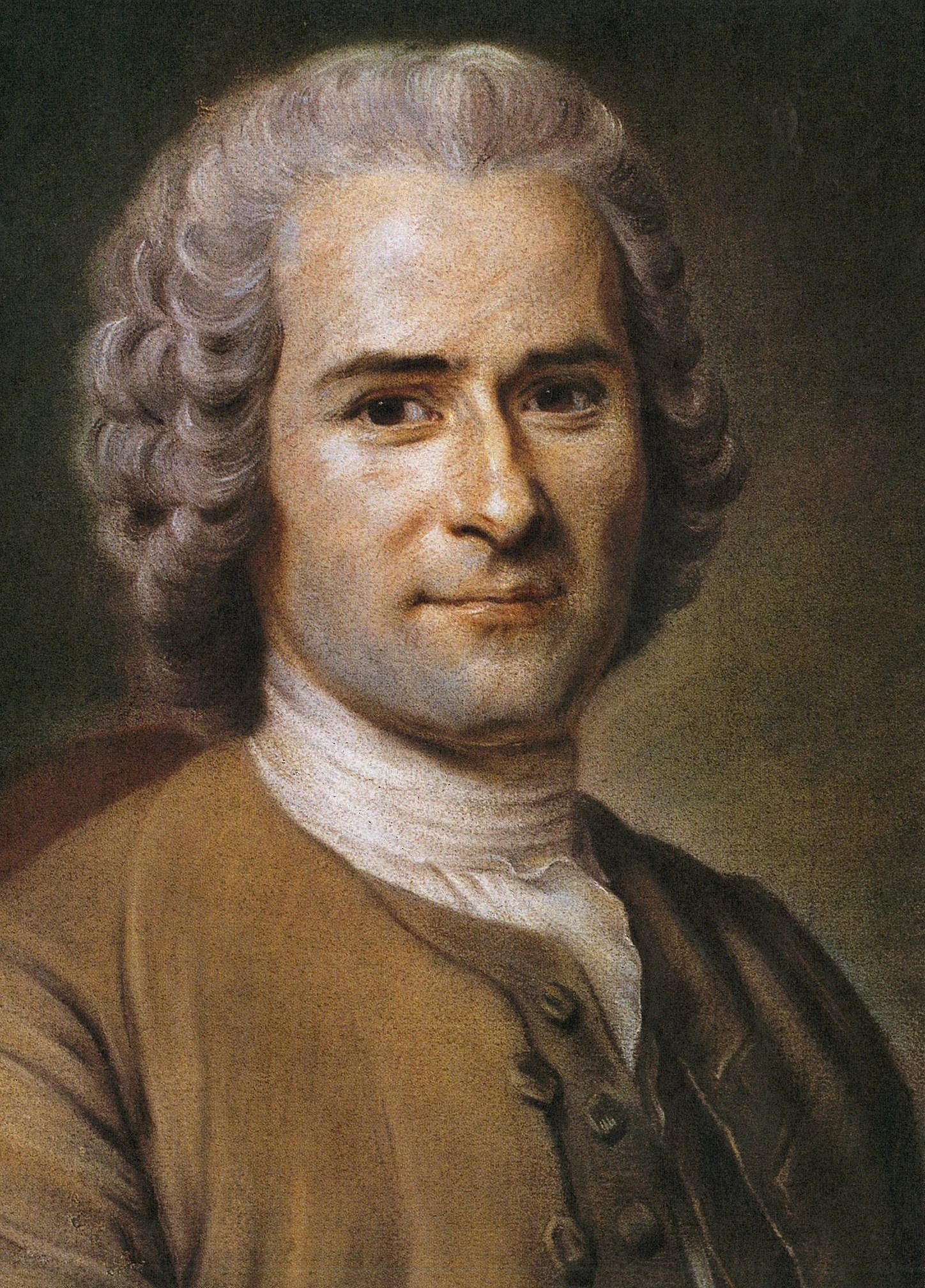
Jean-Jacques Rousseau.

L'historien Bernard Gagnebin estime que, pour Rousseau, « le plus grand obstacle pour accéder au bonheur est l'imagination, qui étend indéfiniment l'étendue des possibles et qui, par conséquent, excite et nourrit les désirs par l'espoir de les satisfaire : il pense qu'à l'exception des douleurs du corps et des remords de la conscience, tous les maux sont imaginaires. »
De fait, au livre V d'Émile, en 1762, Rousseau fait tenir au précepteur un petit discours destiné à faire prendre conscience à son élève, qui lui semble exagérément pressé de conquérir une jeune fille : « Veux-tu donc vivre heureux et sage ? N'attache ton coeur qu'à la beauté qui ne périt point : que ta condition borne tes désirs, que tes devoirs aillent devant tes penchants. Tu n'auras point l'illusion des plaisirs imaginaires, ni les douleurs qui en sont le fruit. » Cette précaution prise, Rousseau précise : « il faut être heureux, cher Émile, c'est la fin de tout être sensible; c'est le premier désir que nous imprima la nature et le seul qui ne nous quitte pas. »
Du bonheur, Rousseau exprime dans le livre VI de ses Confessions (rédigées entre 1765 et 1770) une vision pour le moins nostalgique et subjective, puisqu'il y raconte l'histoire de sa propre vie. Décrivant la nature comme un havre de paix propice à l'épanouissement de l'homme, il dit souhaiter un retour à l'Eden perdu et à l'Age d'or. Plus concrètement, il indique que son bonheur réside dans le souvenir des moments passés aux Charmettes avec Madame de Warens vers 1740, quand il avait une trentaine d'années. Le bonheur lui semble précieux avant tout parce qu'il est fugitif.

#### Kant

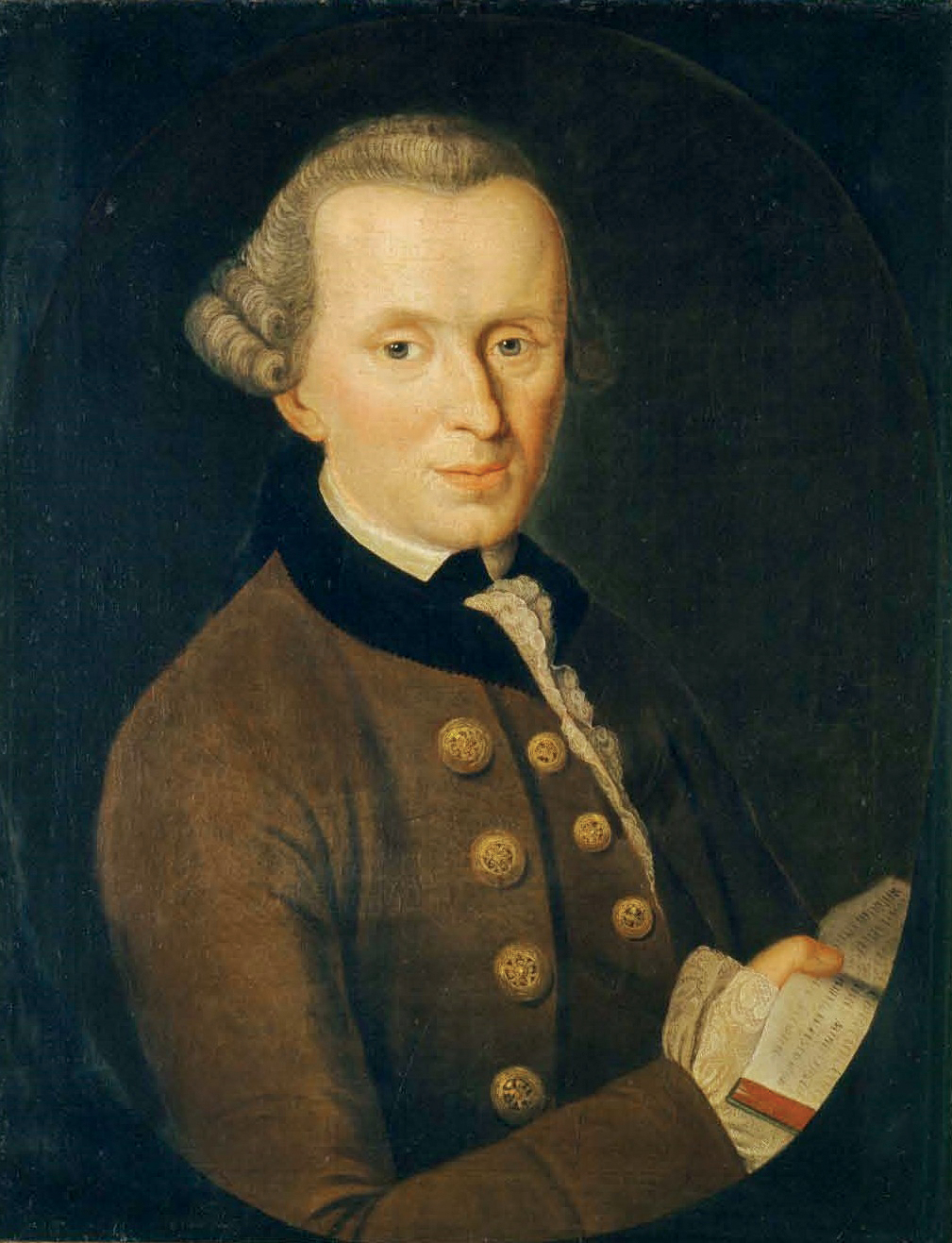
Emmanuel Kant.

Emmanuel Kant constitue une figure majeure dans toute l'histoire de la philosophie de par l'importance de ses contributions, tant en théorie de la connaissance, qu'en éthique, en esthétique, en métaphysique et en philosophie politique. Un des piliers de l'Aufklärung (Lumières allemandes), il est considéré comme le fondateur du criticisme (ou « philosophie critique »), qui promeut l'idée que toute véritable recherche philosophique « consiste à commencer par analyser les fondements, l'étendue légitime et les limites de notre connaissance ».
Son approche du bonheur n'en est que plus complexe et l'objet de bon nombre de commentaires :

« La pensée de Kant ne trouve pas aisément sa place dans une histoire de la philosophie morale et politique centrée sur les concepts de bonheur, d’utilité, de mesurabilité ; ces concepts font en effet, chez Kant, l’objet d’une critique vigoureuse et sont dénoncés comme impropres à fonder la morale aussi bien que la politique. Par suite, la séquence classique qui mène de la morale à la politique, de la recherche du bonheur privé à sa nécessaire inscription dans le champ collectif, ne va plus de soi chez Kant. »

L'approche kantienne du bonheur s'inscrit en tout cas dans le contexte d'une montée en puissance du moralisme amorcé au XVIIe siècle dans le champ de la philosophie, ainsi que Kant lui-même le laisse penser en 1788 dans sa Critique de la raison pratique : 

« La morale est une science qui enseigne non pas comment nous devons nous rendre heureux mais dignes du bonheur. »

##### Désirs et besoins
Selon Kant, la notion de bonheur est problématique car le contenu concret (empirique) est difficile à cerner : « le concept de bonheur n’est pas un concept que l’homme abstrait de ses instincts et qu’il extrait en lui-même de son animalité, mais une simple idée d’un état, à laquelle il veut rendre adéquat cet état sous des conditions simplement empiriques (ce qui est impossible) ».

Kant balaie l'idée que le bonheur est « la satisfaction de toutes nos inclinations (tant extensive, quant à leur variété, qu’intensive, quant au degré, et aussi protensive, quant à la durée) » : ceci est irréalisable. Le bonheur ne demande en réalité que de satisfaire nos besoins. Chacun est porté à rechercher son propre bonheur. Mais quiconque se consacre à cette recherche est inévitablement embarrassé : 

« le concept de bonheur est un concept si indéterminé, que, malgré le désir qu’a tout homme d’arriver à être heureux, personne ne peut jamais dire précisément ce qu'il désire. Car tous les éléments qui font partie du concept de bonheur sont d'ordre empirique et que cependant pour l’idée du bonheur, un tout absolu, un maximum de bien-être est nécessaire. Or il est impossible qu’un être fini (…) se fasse une idée précise de ce qu’il veut véritablement. Richesse, connaissances, longue vie, santé ?… Il n’y a pas à cet égard d’impératif qui puisse commander - au sens strict du mot - de faire ce qui rend heureux car le bonheur est un idéal non de la raison mais de l’imagination. »

. Kant, pour autant, n'est pas un moraliste condamnant la recherche du bonheur au profit de la suprématie du devoir, il indique simplement qu'il n'est pas possible de suivre la loi morale tout en recherchant son bonheur.

##### Le bonheur comme fin
Le devoir découle de l’impératif catégorique : « agis uniquement d’après la maxime qui fait que tu puisses vouloir en même temps qu’elle devienne une loi universelle. » Chaque homme recherche son propre bonheur mais cela ne correspond pas à l’essence du devoir moral : 

« le devoir doit être une nécessité pratique inconditionnée de l'action : il doit valoir pour tous les êtres raisonnables (les seuls auxquels peut s'appliquer absolument un impératif) et c'est seulement à ce titre qu'il est aussi une loi pour toute volonté humaine. Au contraire, ce qui est dérivé de la nature propre de l'humanité, ce qui est dérivé de certains sentiments et de certains penchants et même, si c'était possible, d'une direction qui serait particulière à la raison humaine et ne devrait pas nécessairement valoir pour la volonté de tout être raisonnable, tout cela peut bien nous fournir une maxime à notre usage mais non une loi… non un principe objectif d'après lequel nous aurions l'ordre d'agir, alors même que tous nos penchants, nos inclinations et les dispositions de notre nature y seraient contraires. »

Poursuivre son propre bonheur n’est donc pas un devoir, c’est un point sur lequel Kant revient souvent. La dissociation rigoureuse entre devoir et recherche du bonheur repose d’abord sur un argument purement logique : 

« le bonheur personnel est une fin qu'ont certes tous les hommes mais elle ne peut jamais être envisagée comme un devoir sans que l'on se contredise. Ce que chacun inévitablement veut déjà de soi-même, cela n'appartient pas au concept de devoir.. Il est contradictoire de dire qu'on est obligé de concourir de toutes ses forces à son propre bonheur. »

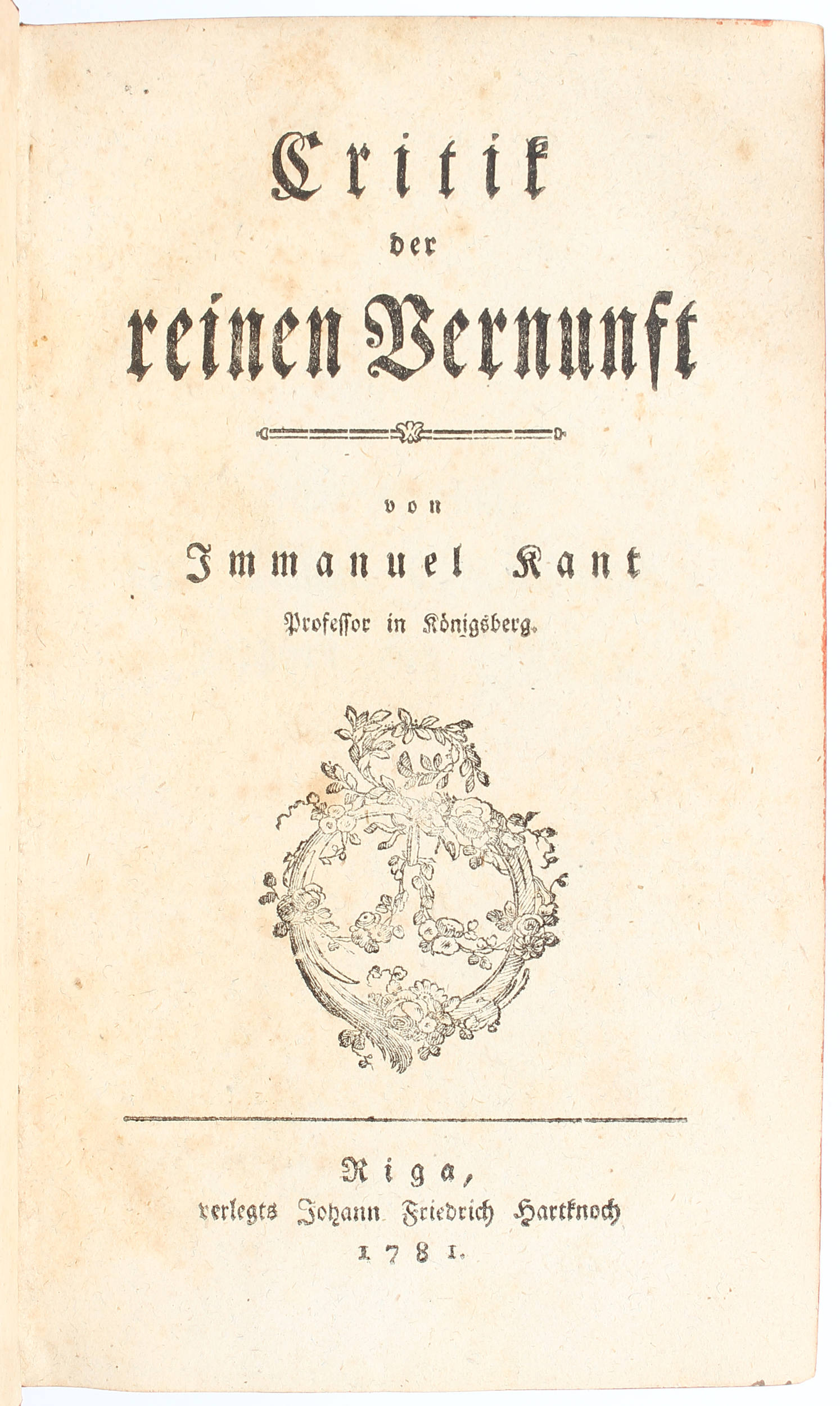
Couverture de l'édition originale de la Critique de la raison pure (1781).

À cela s’ajoute un obstacle pratique, c’est que les attentes et les désirs des uns et des autres étant contradictoires, si chacun ne recherchait que son propre bonheur, il en résulterait des conflits permanents, ce qui anéantirait toute chance de bonheur : 

« il est donc étrange, alors que le désir du bonheur est universel et par suite aussi la maxime en vertu de laquelle chacun pose ce désir comme principe déterminant de sa volonté, qu’il ait pu venir à l’esprit d’hommes sensés d’en faire pour cela une loi pratique universelle. En effet, alors que d’ordinaire une loi universelle de la nature fait que tout concorde, en ce cas, si l’on voulait attribuer à la maxime la généralité d’une loi, il s’ensuivrait exactement le contraire même de l’accord, le pire des conflits et le complet anéantissement de la maxime elle-même et de sa fin…. Découvrir une loi régissant l’ensemble des inclinations tout en satisfaisant à la condition de les accorder complètement, voilà qui est parfaitement impossible. »

.

Malgré ces difficultés, Kant ne rejette pas l'idée de bonheur. Au contraire, le devoir envers autrui consiste à contribuer à son bonheur : 

« que sont les fins qui sont en même temps des devoirs ? Ce sont : ma perfection propre et le bonheur d'autrui. On ne peut pas intervertir les termes... Quand il est question d'un bonheur auquel ce doit être pour moi un devoir de travailler comme à ma fin, il s'agit nécessairement du bonheur d'autres hommes, de la fin (légitime) desquels je fais par là aussi ma propre fin. »

Kant démontre que le devoir de travailler au bonheur d’autrui correspond bien au critère de l’impératif catégorique par le raisonnement suivant :

« comme notre amour de nous-mêmes ne peut être séparé du besoin d’être aussi aimé par d’autres (et d’en être aidé en cas de danger), comme nous faisons ainsi de nous-mêmes une fin pour les autres et que cette maxime ne peut jamais obliger autrement que parce qu’elle est qualifiée pour former une loi universelle, par suite, par le biais de la volonté de faire aussi des autres une fin pour nous, le bonheur d’autrui est une fin qui est aussi un devoir. »

Si donc le devoir envers soi-même consiste à travailler à sa perfection morale personnelle et non à rechercher son propre bonheur, ladite recherche n’est pas pour autant contraire à la morale, car elle peut contribuer à entretenir la moralité : 

« l'adversité, la douleur, l'indigence sont de grandes tentations d'enfreindre son devoir ; l'aisance, la force, la santé et la prospérité en général, qui s'opposent à cette influence, peuvent donc aussi semble-t-il être regardées comme des fins qui sont en même temps des devoirs, à savoir celui de travailler à son propre bonheur et non pas seulement à celui d'autrui. Mais alors ce n'est pas le bonheur qui est la fin mais la moralité du sujet. »

Se pose alors une question : si je dois travailler au bonheur d’autrui, mais que je peux aussi travailler au mien propre, comment répartir mes efforts entre ceux qui ont un but égoïste et ceux qui ont un but altruiste ? Kant répond : 

« je dois faire aux autres le sacrifice d’une partie de mon bien-être sans espérer de compensation, parce que c’est un devoir, mais il est impossible de déterminer avec précision jusqu’à quelles limites cela peut aller. Il importe de savoir ce qui est vraiment un besoin pour chacun suivant sa manière de sentir, et il faut laisser à chacun le soin de le déterminer par lui-même. En effet, exiger le sacrifice de son propre bonheur, de ses vrais besoins, deviendrait une maxime contradictoire en soi si on l’érigeait en loi universelle. Ainsi ce devoir n’est qu’un devoir large, il offre la latitude de faire plus ou moins sans qu’il soit possible d’en indiquer précisément les limites. La loi vaut seulement pour les maximes, non pour les actions déterminées. »

Cependant il ne peut pas tout à fait abandonner l'exigence du bonheur…

##### Le bonheur comme conséquence
Faire son devoir est la source d’un certain contentement : 

« l’homme pensant, lorsqu'il a triomphé de l’incitation au vice et qu’il est conscient d’avoir accompli son devoir souvent amer, se trouve dans un état de paix intérieure et de contentement que l’on peut très bien appeler bonheur, où la vertu est à elle-même sa propre gratification. Cependant il est clair que, puisqu’il ne peut se promettre cette gratification de la vertu que de la conscience d’avoir fait son devoir, celle qu’on nomme en dernier doit pourtant venir en premier ; c’est-à-dire qu’il doit se trouver obligé de faire son devoir avant même et sans même qu’il pense que le bonheur sera la conséquence de l’observation du devoir. »

Mais le contentement dont il est ici question ne constitue pas un bonheur complet et on ne peut espérer que le bonheur de chacun soit proportionné à sa vertu : 

« le bonheur est l’état dans le monde d’un être raisonnable, pour qui, dans toute son existence, tout va selon son désir et sa volonté, et il repose par conséquent sur l’accord de la nature avec le but tout entier poursuivi par cet être, de même qu’avec le principe déterminant essentiel de sa volonté. Or la loi morale, comme loi de la liberté, ordonne par des principes déterminants qui doivent être tout à fait indépendants de la nature et de l’accord de celle-ci avec notre faculté de désirer (comme mobiles) ; d’un autre côté, l’être raisonnable qui agit dans le monde n’est assurément pas en même temps cause du monde et de la nature elle-même. Donc, dans la loi morale, il n’y a pas le moindre principe pour une connexion nécessaire entre la moralité et le bonheur proportionné d’un être qui, faisant partie du monde, en dépend, et qui justement pour cela ne peut, par sa volonté, être cause de cette nature et, pour ce qui est de son bonheur, la mettre par ses propres forces complètement d’accord avec ses principes pratiques. »

Pourtant, c’est la vertu qui rend digne d’être heureux, et « pour que le bien soit complet, il faut que celui qui ne s’est pas conduit de façon à se rendre indigne du bonheur puisse espérer y participer. » On rencontre ici l’antinomie de la raison pratique : seule la pratique de la vertu fait mériter le bonheur, mais en fait, selon les mécanismes de la nature, rien ne garantit qu’elle l’obtienne effectivement. Pour résoudre cette antinomie, la raison pratique est conduite à postuler l’immortalité de l’âme et l’existence de Dieu. Celui-ci, dans l’au-delà de la mort, récompense la vertu par le bonheur.

#### «Maximisation» du bonheur
On doit à l'Écossais Francis Hutcheson, en 1725, la paternité d'une formule qui va connaître par la suite un succès retentissant : 

« le plus grand bonheur du plus grand nombre. »

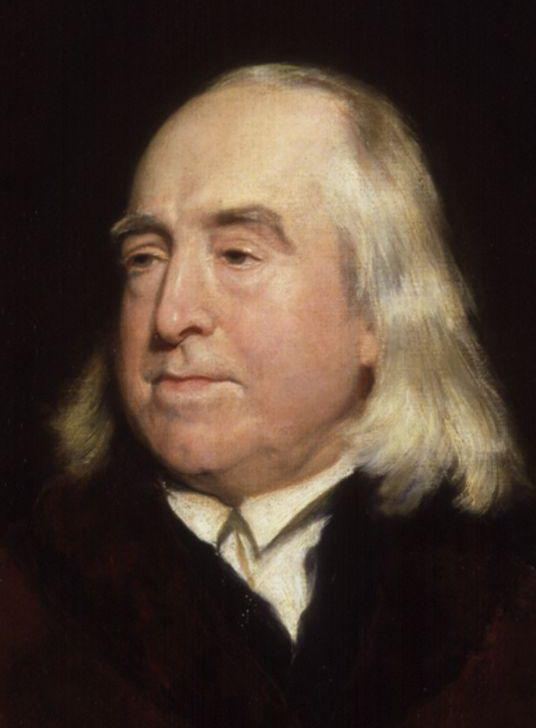
Jeremy Bentham.

Relayés entre autres par Joseph Priestley, un théologien converti à la philosophie naturelle, et par l'Italien Cesare Beccaria, ces mots servent en 1768 de base conceptuelle à Jeremy Bentham, qui s'en sert pour développer en 1789 une véritable doctrine. Selon lui, l’État est nécessaire afin d’assurer le bonheur de la population dans sa globalité ; lui seul est légitime pour garantir le respect des libertés individuelles. Il se doit de prendre les mesures législatives et sociales permettant de maximiser le bonheur. Ainsi une loi ne doit être jugée « bonne » ou « mauvaise » que sous le rapport de sa capacité à augmenter le bonheur de tous.
Les analyses de Bentham se fondent sur les hypothèses suivantes :
- une situation économique se caractérise par la façon dont les ressources et les revenus sont répartis ;
- les individus sont les mieux placés pour juger leur propre bien-être (rationalité) ;
- les individus cherchent à améliorer leur bien-être en fonction de critères d'utilité ;
- l'utilité est mesurable directement en termes monétaires (utilité cardinale) ;
- le bien-être de la société est la somme des bien-être particuliers.

Au XIXe siècle, John Stuart Mill reprendra les principes de Bentham, la doctrine prendra alors le nom d'utilitarisme (lire la section « Maximisation » du bonheur).

#### Droit au bonheur
L'idée de bonheur en tant que ferment de la conscience politique se structure non seulement en Grande-Bretagne mais en France. En 1779, le naturaliste Buffon écrit ces mots : 

« Y a t-il une seule nation qui puisse se vanter d'être arrivée au meilleur gouvernement possible, qui serait de rendre tous les hommes non pas également heureux mais moins inégalement malheureux, en veillant à leur conservation, à l'épargne de leurs sueurs et de leur sang par la paix, par l'abondance des subsistances et les aisances de la vie, et les aisances de leur propagation. Voila le but moral de toute société qui cherche à s'améliorer. (…) L'homme a enfin reconnu que sa vraie gloire est la science et la paix son vrai bonheur. »

L'idée de bonheur trouve un débouché institutionnel dans les démocraties modernes, à la suite des révolutions menées aux États-Unis puis en France,.

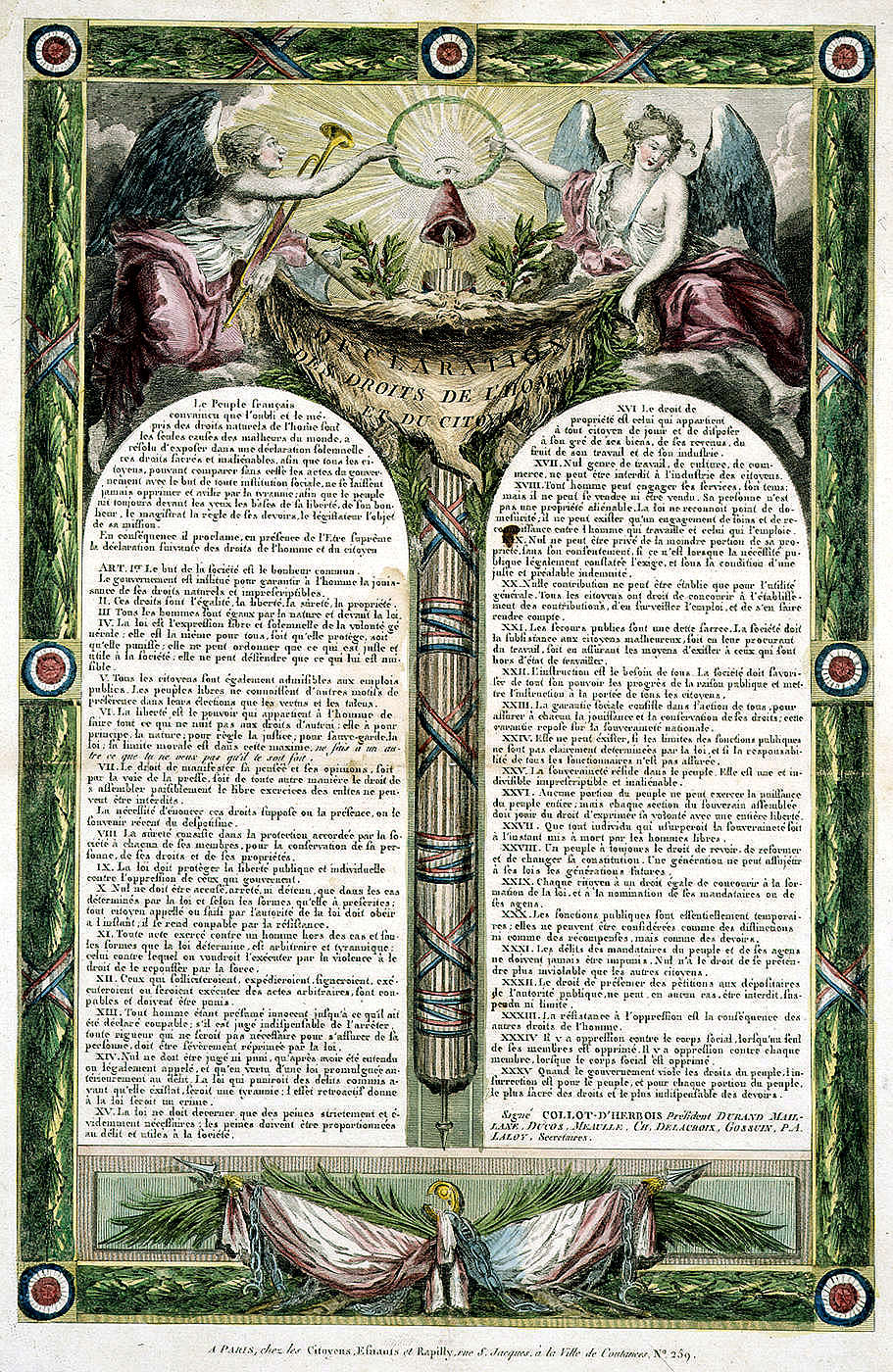
Déclaration des Droits de l'Homme et du Citoyen de 1793.

- La question du bonheur est au cœur de la naissance des États-Unis[131]. En juin 1776, l'article 1er de la Déclaration des droits de l'État de Virginie stipule que « tous les hommes sont nés également libres et indépendants et ils ont certains droits inhérents dont ils ne peuvent, lorsqu'ils entrent dans l'état de société, priver ni dépouiller par aucun contrat leur postérité : à savoir la vie, la liberté et la recherche du bonheur[132] ». La formule est reprise peu après, le 4 juillet, dans la Déclaration d'indépendance des États-Unis d'Amérique qui pose : « Nous tenons pour évidentes pour elles-mêmes les vérités suivantes : tous les hommes sont créés égaux ; ils sont dotés par le Créateur de certains droits inaliénables ; parmi ces droits se trouvent la vie, la liberté et la recherche du bonheur. Les gouvernements sont établis parmi les hommes pour garantir ces droits, et leur juste pouvoir émane du consentement des gouvernés. Toutes les fois qu'une forme de gouvernement devient destructive de ce but, le peuple a le droit de la changer ou de l'abolir et d'établir un nouveau gouvernement, en le fondant sur les principes et en l'organisant en la forme qui lui paraîtront les plus propres à lui donner la sûreté et le bonheur. »
- En France, la notion de bonheur prend un sens politique une vingtaine d'années plus tard, sous la Révolution française[133], quand l'article 1er de la constitution de 1793 postule que « le but de la société est le bonheur commun » et que Robespierre proclame : « l'homme est né pour le bonheur et pour la liberté (…). La société a pour but la conservation de ses droits et la perfection de son être. (...) C'est à vous de faire votre métier : rendre les hommes heureux et libres par les lois[134]. » Peu à peu, les révolutionnaires français assignent à l'État un rôle comparable à celui qu'occupait précédemment l'Église. Ainsi, au fil du temps se développera le concept d'État-providence, le « bonheur ici-bas » (bien-être) occupant la place jusqu'ici détenue par « le salut dans l'au-delà ». [réf. nécessaire]

L'idée que le droit institutionnalise le bonheur suscite un certain nombre de réactions chez les juristes, dont Marie-Anne Frison-Roche.

### XIXesiècle

Le Tres de Mayo, tableau exécuté par Goya en 1815, décrit les souffrances endurées par les populations civiles au nom du nationalisme.

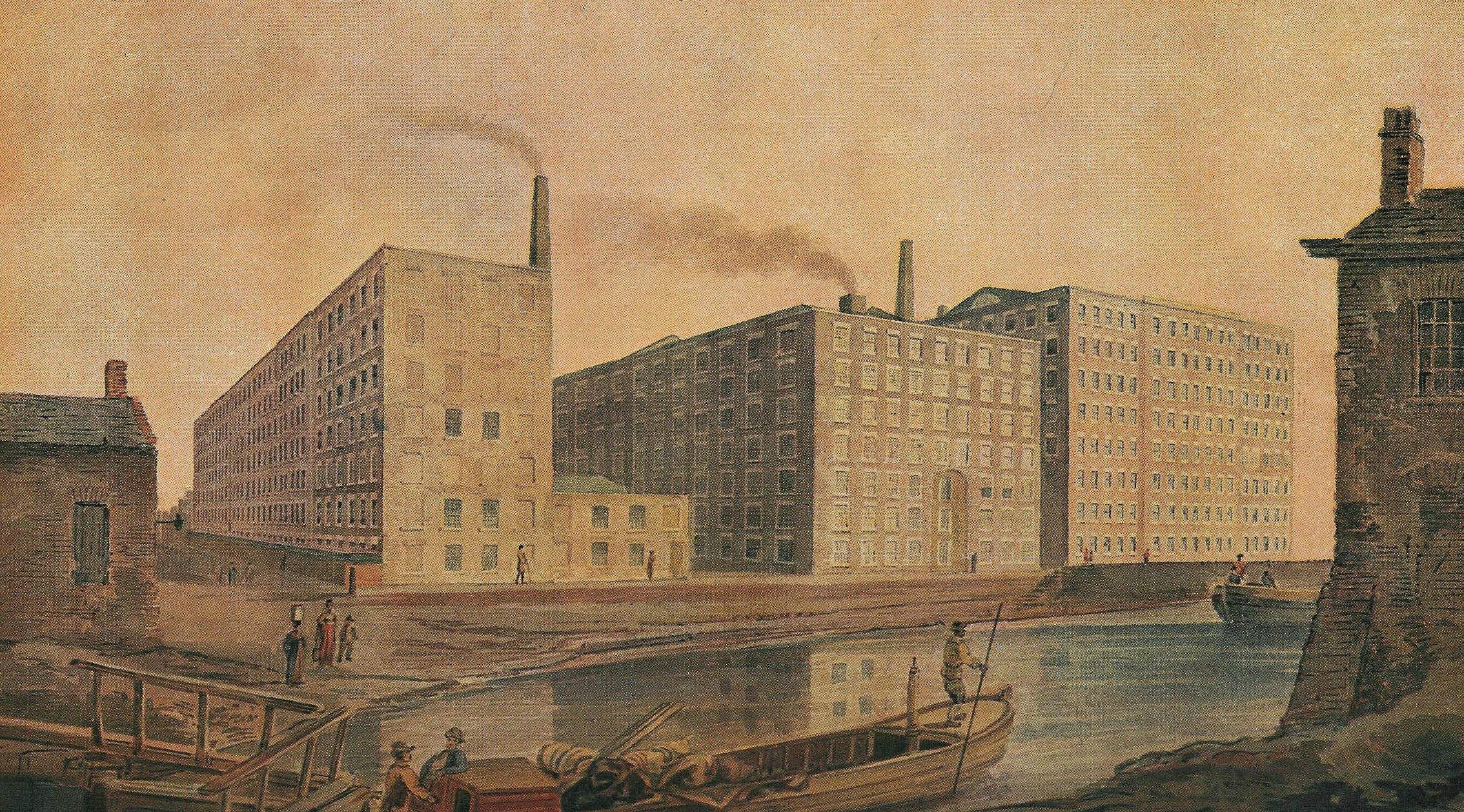
Usines de filage à Manchester, 1820.

Les grandes théories sur le bonheur, du type de celles de Kant, peinent à cacher les réalités. Ainsi, celui-là même qui déclarait que « le bonheur est une idée neuve en Europe », Saint-Just, meurt décapité cinq mois plus tard : la Terreur constitue la face sombre de la Révolution mais en fait partie intégrante, de même que les guerres napoléoniennes en sont l'aboutissement. Fermé à toute idéalisation du bonheur, le peintre espagnol Francisco Goya décrit les atrocités commises par les armées françaises sur les populations civiles de son pays à travers une série de 82 gravures ainsi qu'un tableau emblématique : le Tres de Mayo. Alors qu'Hegel voit dans l'État une incarnation de la raison, se répand non pas « une idée neuve » mais un « sentiment nouveau », le nationalisme : les Européens encensent non pas « l'État », en tant qu'idéalité abstraite, mais l'État-nation, c'est-à-dire leurs nations, à l'exclusion de celles de leurs voisins. Ainsi le siècle sera ponctué de conflits meurtriers qui, les uns après les autres, réduiront l'idée neuve à une chimère.
Autre facteur décisif, l'industrialisation, qui « désenchante » le monde — comme dira plus tard Max Weber — sans que nul n'ait pu l'anticiper. En grand nombre, les machines maltraitent la nature jusque dans ses entrailles, pour en tirer l'énergie qui leur procurera un nouveau type de bonheur, le confort matériel. Zola décrit l'industrie minière comme l'un des symboles les plus forts de ce que les hommes appelleront plus tard la « révolution industrielle », comme s'ils en étaient les instigateurs, comme s'ils n'étaient pas dépassés par le processus ; alors que seul Rousseau avait osé l'envisager dès la fin du siècle précédent : le mineur « fouille les entrailles de la terre, va chercher dans son centre, aux risques de sa vie et aux dépens de sa santé, des biens imaginaires, à la place des biens réels qu'elle lui offrait d'elle-même quand il savait en jouir. »
L'usine constitue le deuxième symbole fort du siècle, témoin elle aussi d'une toute nouvelle façon de travailler, quand l'ouvrier salarié prend l'ascendant sur l'artisan. Les philosophes dissertent de moins en moins sur le bonheur car ils sont les témoins des malheurs endurés par cette nouvelle « classe sociale » qu'est le prolétariat. Karl Marx ne traite du bonheur qu'en creux : seule la révolution peut apporter le bonheur car seule elle peut leur permettre de se libérer de la domination bourgeoise.
Troisième grand symbole de l'époque : le commerce de grande distribution, les « grands magasins ». Et c'est encore Zola qui en donne la meilleure description en 1883, dans un roman au titre particulièrement inspiré : Au Bonheur des Dames.

#### Socialisme utopique
Au début du siècle, les premiers théoriciens socialistes font de la question du bonheur un enjeu politique, principalement Robert Owen en Grande-Bretagne, Saint-Simon, Charles Fourier, Étienne Cabet et Philippe Buchez en France. Bien qu'énonçant des analyses différentes et ne se connaissant pas, ces hommes partagent la volonté de mettre en place des communautés, certaines d'inspiration libertaire, d'autres régies par des règlements contraignants peuvant être inspirés aussi bien par la Loi universelle de la gravitation de Newton (Fourier) que par le déploiement d'ingéniosité à l'œuvre dans le progrès technique (Saint-Simon). Tous partagent une conception de la vie scientiste et progressiste ainsi qu'une vision optimiste de l'homme : celui-ci est déclaré bon par nature, et l'on peut faire confiance à sa raison pour faire évoluer la société de sorte à faire émerger une civilisation où règne le bien-être.

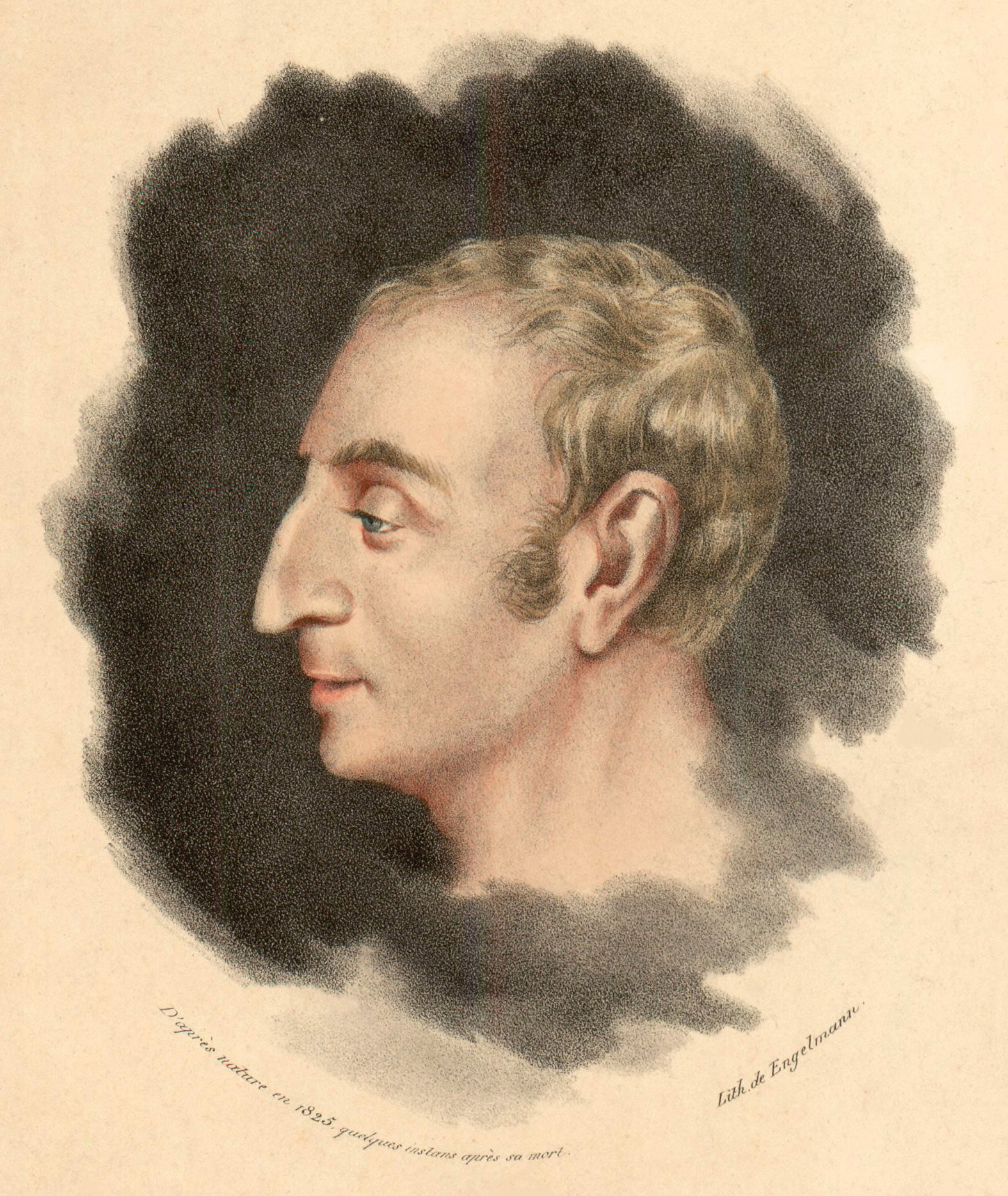
Saint-Simon.

Leur projet est donc de transformer la société non pas par le biais d'un soulèvement insurrectionnel de type « révolution » ou d'une action réformiste impulsée par l'État, mais sur la base d'initiatives locales. Ils espèrent que, portées par cet idéal, des communautés se multiplient en grand nombre et que, par effet de capillarité, la société se transforme progressivement. Ils sont en effet convaincus que « le libre développement de chacun devient le moyen du bonheur de tous » et que « c'est en devenant entièrement lui-même que l’individu se relie à tous les autres. » Quelques tentatives se concrétisent, telle le familistère de Guise, créé en 1854 par l'industriel Godin, mais globalement l'entreprise échoue, raison pour laquelle ces tentatives seront par la suite désignées sous l'appellation « socialisme utopique », notamment en 1880 par Engels.
En revanche, Jacques Julliard voit dans le communisme une concrétisation à grande échelle des idéaux de ces premiers socialistes et il avance que « depuis la chute du communisme soviétique, le doute n'est plus permis chez nos contemporains : l'idée du bonheur ne chemine plus avec le socialisme, mais bien avec le capitalisme de consommation. (…) Le bonheur n'est plus une idée de gauche et la gauche a bien du mal à proposer aux hommes une idée un peu plus attirante du bonheur. »

#### Karl Marx
Karl Marx considère comme « révolue » la question de l'aspiration au bonheur, dès lors qu'émerge le prolétariat, « il laisse le concept de bonheur au philanthropes qui feignent de croire que, plus les riches seront riches, moins les pauvres seront pauvres et plus ils seront heureux. Marx ne parle pas du bonheur parce que, fondamentalement, il n'est pas philanthrope. »

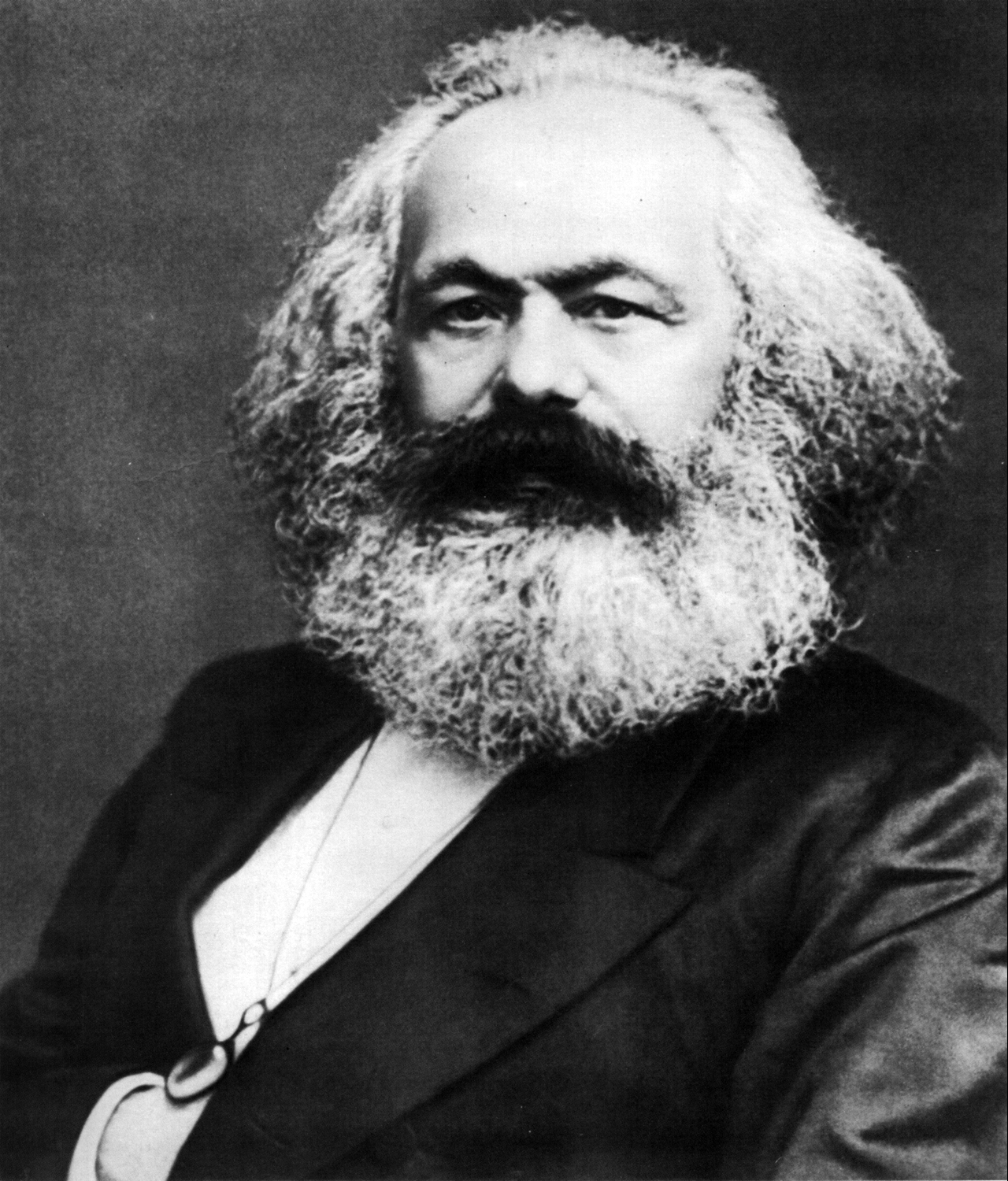
Karl Marx.

Pour autant, comme l'explique Francis Combes, la question du bonheur n'est jamais absente chez lui : « Au premier abord, il peut sembler que Marx parle peu du bonheur de l’individu ; mais, en fait, il ne parle que de ça. Ce qui l’intéresse, c’est de déterminer les conditions qui permettront à l’homme de se réapproprier son essence, ou, dit en langage moins philosophique, à l’humanité de réaliser ses potentialités d’humanité et donc aux individus concrets de vivre une vie pleinement humaine et libre. »
En réalité, Marx tourne ostensiblement le dos à la conception bourgeoise du bonheur, qu'il qualifie d'« illusoire », du fait que la bourgeoisie a selon lui instrumentalisé la religion chrétienne en morale dans le but de servir ses intérêts propres (en particulier le passage des Béatitudes consacré aux pauvres) :

« Nier la religion, ce bonheur illusoire du peuple, c'est exiger son bonheur réel. Exiger qu'il abandonne toute illusion sur son état, c'est exiger qu'il renonce à un état qui a besoin d'illusions. »

Une vingtaine d'années plus tard, dans Le Capital, Marx désigne le bonheur illusoire sous l'appellation « fétichisme de la marchandise » : selon lui, une majorité d'individus confèrent aux marchandises une telle valeur qu'ils sont persuadés qu'elles peuvent leur procurer toujours plus de bonheur. Par ce concept, Marx entend démontrer que l'impression de la marchandise dans l'imaginaire collectif est si importante qu'elle rend particulièrement difficile l'analyse du processus qui préside à leur fabrication, autrement dit le capitalisme dans son ensemble. La marchandise, par la puissance de l'effet de séduction qu'elle suscite, anesthésie en quelque sorte l'esprit critique.
À l'inverse, Marx entend par bonheur réel l'énergie déployée pour analyser le capitalisme et surtout le renverser. En 2016, le philosophe Paul B. Preciado estime que, « pour Marx, le bonheur est émancipation politique ».

#### Tolstoï
En 1859, l'écrivain russe Léon Tolstoï fait de la vie simple le comble du bonheur :

« J’ai vécu bien des choses, je crois maintenant avoir trouvé ce que requiert le bonheur, une vie tranquille et retirée à la campagne, la possibilité d’être utile à des gens à qui l’on peut faire du bien et qui n’ont pas l’habitude qu’on leur en fasse, un travail que l’on espère de quelque utilité et puis le repos, la nature, les livres, la musique, l’amour du prochain, telle est mon idée du bonheur. Et puis, pour couronner le tout, toi pour compagne et des enfants peut-être. Que peut désirer de plus le cœur d’un homme ? »

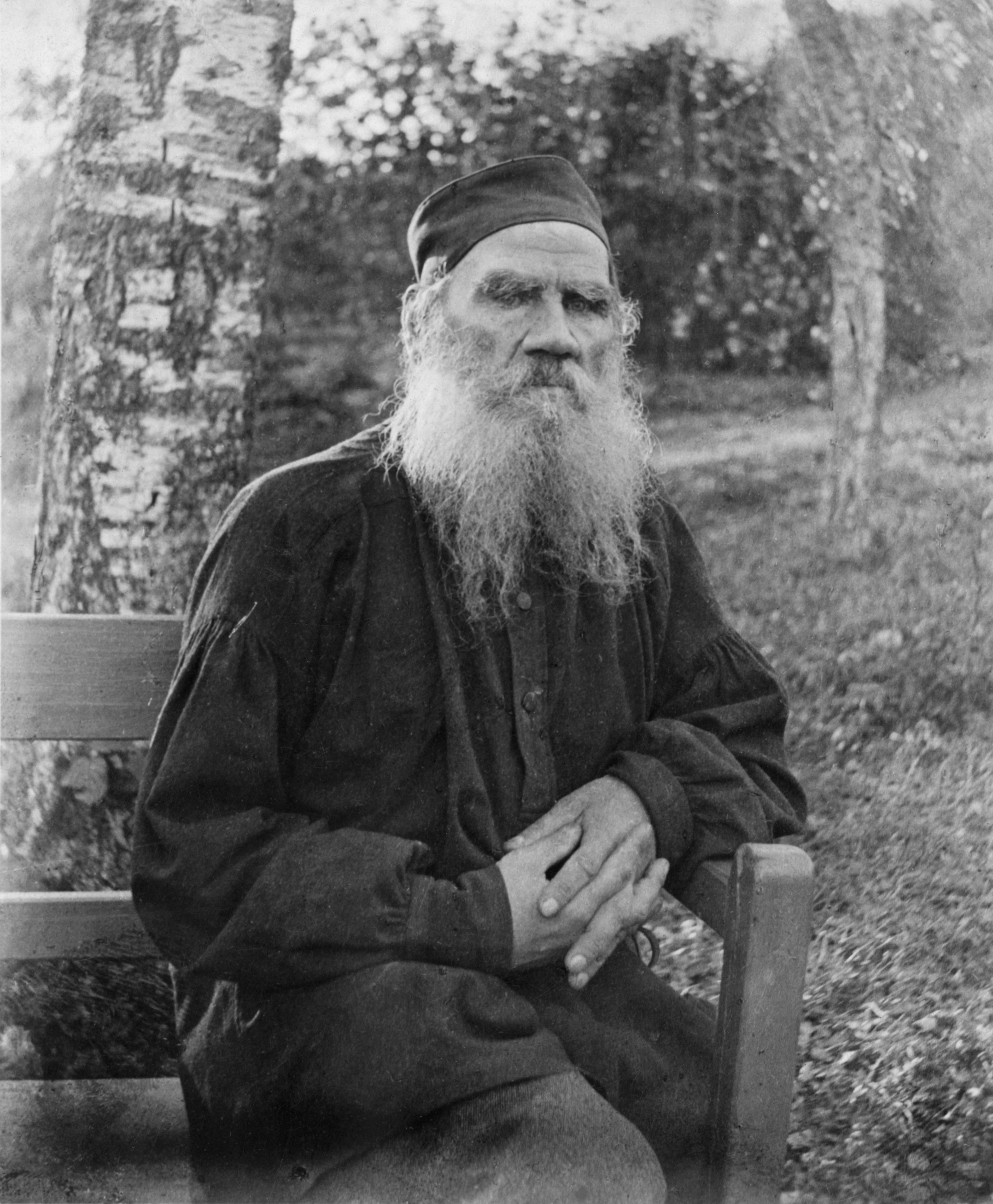
Léon Tolstoï.

Six ans plus tard, dans Guerre et Paix, son approche du bonheur est plus subtile car elle déborde le cadre de la vie privée et préfigure une analyse sociologique du travail et de la place qu'il occupe dans les mentalités de son époque :

« La tradition biblique prétend que la félicité du premier homme avant sa chute consistait dans l'absence de travail, c'est-à-dire dans l'oisiveté. L'homme déchu a conservé le goût de l'oisiveté mais la malédiction divine pèse toujours sur lui, non seulement parce qu'il doit gagner son pain à la sueur de son front mais aussi parce que sa nature morale lui interdit de se complaire dans l'inaction. Une voix secrète nous dit que nous serions coupables en nous abandonnant à la paresse. si l'homme pouvait rencontrer un état où, tout en restant oisif, il sentait qu'il était utile, et qu'il accomplissait son devoir, il trouverait dans cet état une des conditions du bonheur. »

Par cette critique de la valorisation du travail, Tolstoï annonce Le Droit à la paresse de Paul Laffargue (gendre de Marx), paru en 1880, et surtout, au XXe siècle, le mouvement de la Décroissance. Plus globalement, il inaugure la problématique du « bonheur au travail ».

#### Nietzsche
Comme Marx, Friedrich Nietzsche, fustige la notion de bonheur au motif que la bourgeoisie en fait l'apologie en instrumentalisant la religion. Mais à la différence de Marx, il ne se situe pas sur le terrain de la philosophie politique mais sur celui de la philosophie morale. Et de la même manière que Marx distingue le bonheur illusoire du bonheur réel au motif que le premier est transmis par l'idéologie bourgeoise quand le second résulte d'une prise de conscience de sa condition sociale et de l'effort visant à la transformer, Nietzsche valorise l'ascétisme en distinguant celui qui est préconisé par la bourgeoisie, quand elle instrumentalise le discours chrétien des Béatitudes, de celui qui résulte d'un travail sur soi visant à acquérir la force permettant de ne pas se laisser influencer par les discours ambiants (qu'il appelle « le troupeau ») et parvenir ainsi à une certaine autonomie spirituelle et morale. Selon lui, on acquiert cette autonomie non pas en réfrénant ses passions ou en les refoulant mais au contraire en les prenant à bras-le-corps sans se laisser dominer par elles, par la force de sa volonté :

« L’Eglise combat les passions par l’extirpation radicale : sa pratique, son traitement, c’est le castratisme. Elle ne demande jamais : « Comment spiritualise-t-on, embellit-on et divinise-t-on un désir ? » De tous temps elle a mis le poids de la discipline sur l’extermination (de la sensualité, de la fierté, du désir de dominer, de posséder et de se venger). Mais attaquer la passion à sa racine, c’est attaquer la vie à sa racine : la pratique de l’Eglise est nuisible à la vie. »

 Continuellement, Nietzsche se réfère à « la vie », qu'il qualifie de « volonté de puissance » et qu'il considère comme ambivalente, « par-delà le bien et le mal ». Selon lui, le vrai bonheur résulte d'un raccordement à l'énergie vitale, à l'encontre des positions moralisatrices véhiculées par la bourgeoisie : sa position repose sur le « sentiment que la puissance croît, qu'une résistance est en voie d'être surmontée. » Et cette force, Nietzsche affirme qu'elle repose sur deux principes étroitement liés : l'oubli et la joie.

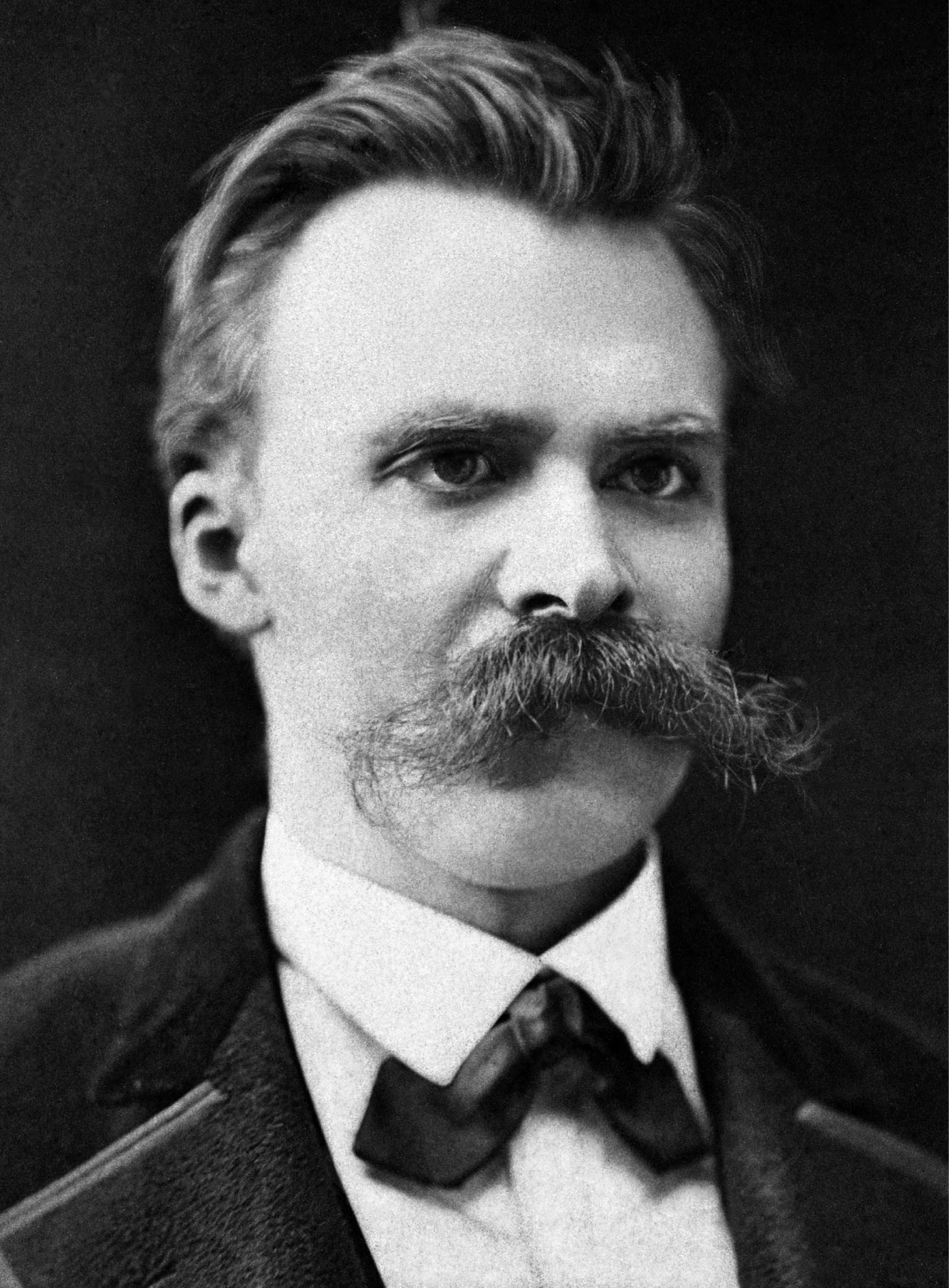
Friedrich Nietzsche.

Il différencie l'oubli de l'amnésie au prétexte que la première est un acte volontaire. Et contre la théorie de la réminiscence de Platon, il estime que « l’oubli n’est pas une vis inertiae, comme le croient les esprits superficiels mais un pouvoir actif ». En d'autres termes, l'oubli repose sur un accueil inconditionnel du moment présent : 

« Pour le plus petit comme pour le plus grand bonheur, il y a toujours une chose qui le crée : le pouvoir d'oublier, ou — pour m'exprimer en savant — la faculté de sentir, aussi longtemps que dure le bonheur, en dehors de toute perspective historique. Celui qui ne sait pas se reposer sur le seuil du moment pour oublier tous les événements du passé, celui qui ne peut pas se dresser debout, sans vertige et sans crainte, comme un génie de victoire, ne saura jamais ce que c'est qu'est le bonheur, et, ce qui est pire encore, il ne fera jamais rien qui puisse rendre heureux les autres »

La deuxième condition pour accéder au bonheur, selon Nietzsche, c'est la joie. Mais, de la même façon que l'oubli (volontaire) doit être différencié de l'amnésie (involontaire), la joie n'a rien à voir avec une quelconque « paix de l’âme » : le bonheur, au contraire, est réconciliation avec le malheur : « la philosophie du bonheur chez Nietzsche est embrassement complet du malheur pour ce qu’il est : un élément de la vie. Aimer la vie, être heureux, c’est l’aimer avec le malheur qu’elle contient et le traverser pleinement. Pour être heureux, il faut donc dire « oui » à la vie, « oui » à son destin (ce qu’on appelle dans la philosophie de Nietzsche l’amor fati). Il ne s’agit pas ici d’un « oui » passif ou résigné, c’est un « oui » franc, joyeux, actif qui marche vers son destin la tête haute. »

#### Utlilitarisme

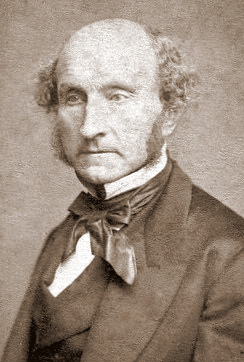
John Stuart Mill.

Dans son Introduction aux principes de morale et de législation, en 1789, Jeremy Bentham partait du principe que tout plaisir vise la satisfaction d'un intérêt personnel (lire la section « Maximisation » du bonheur). Dans le sillage de sa pensée, John Stuart Mill rédige son traité sur l'utilitarisme entre 1854 et 1860. Il affirme que, même axée sur le principe d'utilité, une morale ne saurait se construire exclusivement sur la rationalité et se passer d'éléments intérieurs : d'une part on trouve d'autant mieux son bonheur personnel qu'on le recherche moins; d'autre part on le trouve en œuvrant au bonheur des autres, à l'amélioration du sort de l'humanité :

« le bonheur est la seule fin de l’action humaine et la promotion du bonheur est la pierre de touche qui permet de juger la conduite humaine ; de là s’ensuit nécessairement que le bonheur doit être le critère de la moralité. »

« Que le bonheur constitue ou non la fin ultime de la moralité, il est essentiel, en tout cas, pour l’idée même de philosophie morale, que la moralité se réfère à quelque fin, qu’elle ne soit pas laissée sous la domination de sentiments vagues ou d’une conviction intérieure inexplicable — qu’elle soit soumise à la raison et au calcul et non au seul sentiment. Cela seul peut permettre que des arguments soient formulés et qu’une discussion soit possible dans ce domaine. Que la moralité de nos actions dépende des conséquences qu’elles produisent est la doctrine commune aux personnes raisonnables de toutes les écoles. Que le bien ou le mal attaché à ces conséquences se mesure exclusivement à travers la peine ou le plaisir qu’elles procurent est le seul point de doctrine qui appartienne en propre à l’école utilitariste. »

### XXesiècle

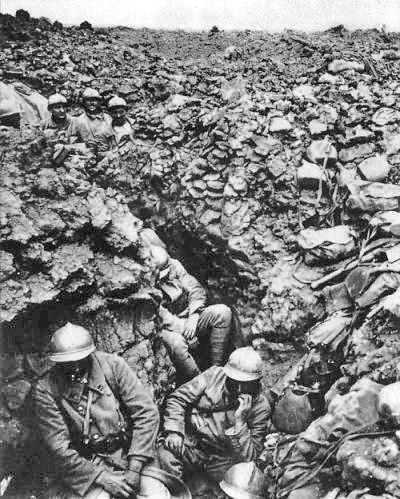
Totalisant environ 18 millions de morts, la Première Guerre mondiale a fortement contribué à discréditer la notion de bonheur dans les populations.

Au XXe siècle, il y eut environ 18 millions de morts durant la Première Guerre mondiale, et 60 millions durant la Seconde (soit 2,5 % de la population mondiale) dont un nombre incalculable de civils assassinés dans des camps d'extermination, ou lors de génocides, ou à Hiroshima et Nagasaki ; et des millions de personnes survivantes mais soumises aux régimes totalitaires… ainsi peut-on résumer brièvement la « leçon de bonheur » dispensée par l'« homme moderne » durant la première moitié du siècle.
Dans un tel contexte, il est de plus en plus difficile de faire l'éloge du progrès et plus encore du bonheur. En France, seul le philosophe Alain s'y risque. Selon lui, « le bonheur ne dépend pas de ce que l'on a mais de ce que l'on fait, de notre capacité à agir, il est une façon de faire ». En ce sens, « il apparaît comme un précurseur involontaire et paradoxal de la psychologie positive ».
En revanche, les intellectuels, comme les politiques veulent croire encore en l'humanisme : sous l'impulsion des États-Unis, les gouvernements de la planète fondent l'Organisation des Nations unies puis publient la Déclaration universelle des droits de l'homme. Sauf exceptions, on ne parle plus de « bonheur » mais de « paix ».
Mais une fois de plus, les réalités contredisent les bons sentiments car, en fait de paix, le monde évolue sur fond de Guerre froide puis, à la fin du siècle, affronte le terrorisme islamiste. Plus imperceptiblement sévit la « guerre économique » : le libéralisme impose ses lois : celles de la concurrence puis celles du primat de la finance sur l'« économie réelle », provoquant le chômage de masse puis le précariat. Le processus de l'industrialisation s'emballe du fait que le processus économique, dans les esprits, tend à se substituer à toutes les valeurs, au point que nul ne peut empêcher les ravages environnementaux.

#### Caractère ambivalent du bonheur

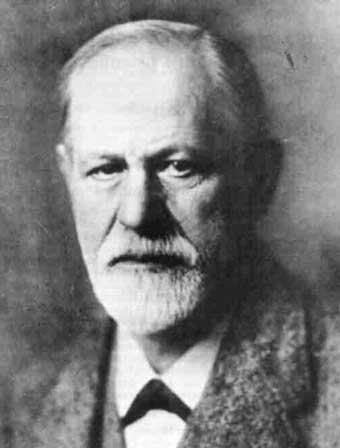
Sigmund Freud.

Au tout début du siècle, Sigmund Freud institue la psychanalyse comme nouvelle approche du psychisme. Il révèle notamment que la majorité des actes et des pensées trouvent leur origine dans l'inconscient : le moi n'est pas maître en sa maison, dit-il.
Ses investigations l'amènent à penser que ce qu'on entend généralement par « bonheur » provient d'une volonté inconsciente et quasi compulsive de concrétiser et pérenniser l'ensemble des désirs, au point que les humains finissent par considérer ceux-ci pour des besoins. En 1930, il écrit :

« (Il s'agit) de savoir ce que les hommes eux-mêmes permettent, par leur comportement, de reconnaître comme finalité et dessein de leur vie, ce qu’ils exigent de la vie, ce qu’ils veulent atteindre en elle. Il n’est guère possible de se tromper sur la réponse : ils aspirent au bonheur, ils veulent devenir heureux et le rester. Cette aspiration a deux faces, un but positif et un but négatif, elle veut d’une part que soient absents la douleur et le déplaisir, d’autre part que soient vécus de forts sentiments de plaisir. […] Conformément à cette bipartition des buts, l’activité des hommes se déploie dans deux directions, selon qu’elle cherche à réaliser l’un ou l’autre de ces buts, de façon prépondérante ou même exclusive. »

#### Consommer ou/et contester
Indépendamment de ce que les intellectuels disent du bonheur, les nouveaux modes de vie révèlent que celui-ci, au fil du siècle, prend deux formes différentes, en apparence opposées.
- Au lendemain de la Seconde Guerre mondiale, sous l'impulsion des Américains (plan Marshall), l'Europe s'est mobilisée pour « la reconstruction » et, ce faisant, l'American Way of Life a pris peu à peu valeur de modèle. Ainsi est née la « société de consommation » : l'idée de bonheur prend la forme d'une quête incessante et généralisée de confort matériel, au point de « constituer la norme des normes, auprès de laquelle les autres valeurs tirent leur légitimité »[164]. Edgar Morin estime que « le bonheur est la religion de l’individu moderne »[165], une religion selon certains particulièrement lucrative : « le bonheur, tel qu’on nous le renvoie depuis les Trente Glorieuses et l’avènement de la société de consommation, est celui de la possession et de la marchandisation »[166].
- Pour d'autres, soucieux de l'avenir du monde, le bonheur adopte au contraire la forme de l'engagement politique[167]. Le marxisme marque durablement son empreinte, même passée la dislocation de l'URSS, propageant l'idée que le capitalisme constitue l'origine de tous les maux et que les hommes n'accèderont au bonheur qu'une fois il y sera mis fin. Est également répandue l'idée que le pacifisme et la défense des droits de l'homme peuvent garantir non seulement la paix mais le bonheur des peuples.

Dans les années 1980, le socio-économiste allemand Albert Hirschman démontre que ces deux pôles - le conformisme à la société de consommation et l'engagement politique - bien qu'en apparence diamétralement opposés, forment un ensemble cohérent, les individus oscillant le plus souvent de l'un à l'autre, voire les associant simultanément.
Analysons plus en détail ces deux postures puis voyons comment — à partir du mouvement de la contre-culture — elles en viennent à fusionner.

##### Consommation de masse

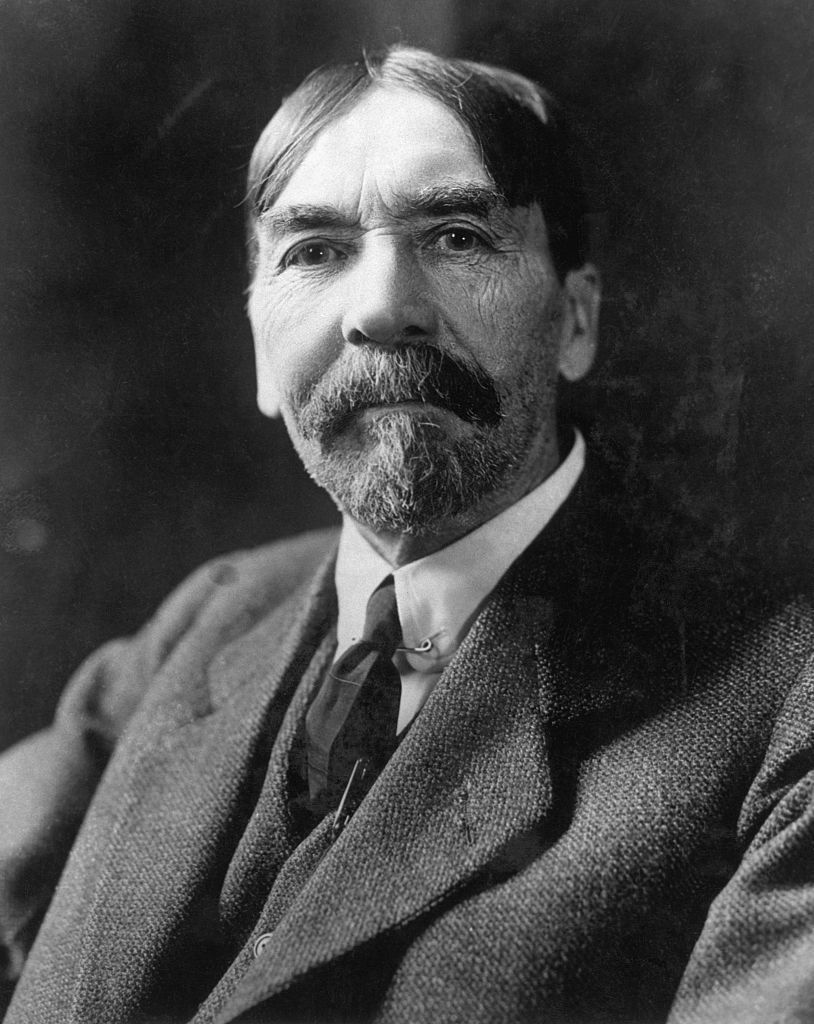
Thorstein Veblen.

Avant même le début du siècle, la quête du bonheur prend la forme d'une course au bien-être, au confort et aux loisirs. Le sociologue américain Thorstein Veblen est l'un des premiers analystes du phénomène. Selon lui, l'acquisition de toutes sortes de biens matériels devient une priorité non seulement parce qu'elle se fonde sur un certain hédonisme, le primat du plaisir, mais aussi parce que, étant ostentatoire, la consommation permet d'afficher son appartenance à la classe sociale dominante, la bourgeoisie. En 1915, le psychiatre allemand Emil Kraepelin observe une série de troubles se caractérisant par une relation pathologique à l’argent et aux achats, qu’il regroupe sous le terme oniomanie. C'est aux États-Unis que cette quête de confort apparait avec le plus de force. Stimulée en effet par les techniques du taylorisme, la production de ces biens ne cesse de s'accentuer. Afin de l'écouler au mieux, et au fur et à mesure que la société se massifie, se multiplient les discours valorisant le travail, afin que les individus se donnent la capacité d'acquérir les produits.

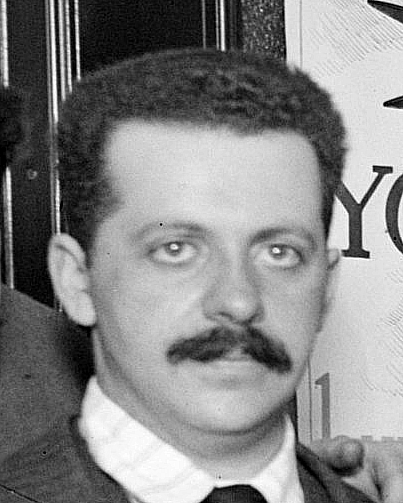
Edward Bernays.

Des techniques de communication sont alors mises en place pour leur faire éprouver le désir de les acquérir, en premier lieu les techniques publicitaires. L'un des premiers à analyser ce processus, le journaliste Walter Lippmann, en 1921, forge le concept de « fabrique du consentement ». Il assimile la publicité à une nouvelle forme de propagande, basée sur les recherches en psychologie sociale. En 1923, Edward Bernays reprend le concept d'opinion publique. Instruit non seulement par les théories de Freud (son oncle) et celles de Lippmann, il imagine une « industrie » de l'opinion publique. De fait, cinq ans plus tard, il pose les fondements des techniques de manipulation mentale, véritables « machines à bonheur »,, estimant qu'une propagande est efficace, influente si elle s'adresse aux motivations inconscientes. Bernays devient ainsi l'un des pionniers du marketing, technique aujourd'hui considérée par certains comme « usine du bonheur ».
Après la Seconde guerre mondiale, les appareils électroménagers, l'automobile, les récepteurs radio puis télévision investissent les foyers. Les sociologues américains font valoir le fait que si la production et la consommation étaient jusque-là destinées à satisfaire des besoins élémentaires, elles répondent désormais à un désir, lequel est sans cesse attisé artificiellement (par le marketing et la publicité). Certains convoquent la thèse de Marx, selon laquelle le fétichisme de la marchandise conduit à une forme de dépossession de soi : l'aliénation. Selon David Riesman, « la recherche du bonheur individuel est au cœur de la nouvelle morale », mais cette mutation n'apporte pas que des bienfaits, tant s'en faut :

« Les possibilités de communication de masse et de communication interpersonnelle croissent dans des proportions gigantesques. (...) Les valeurs et les normes établies par la famille ont diminué d'importance. Une plus grande liberté liée à une plus grande incertitude gouverne la conduite de chacun. L'angoisse devient pour beaucoup un sentiment permanent. »

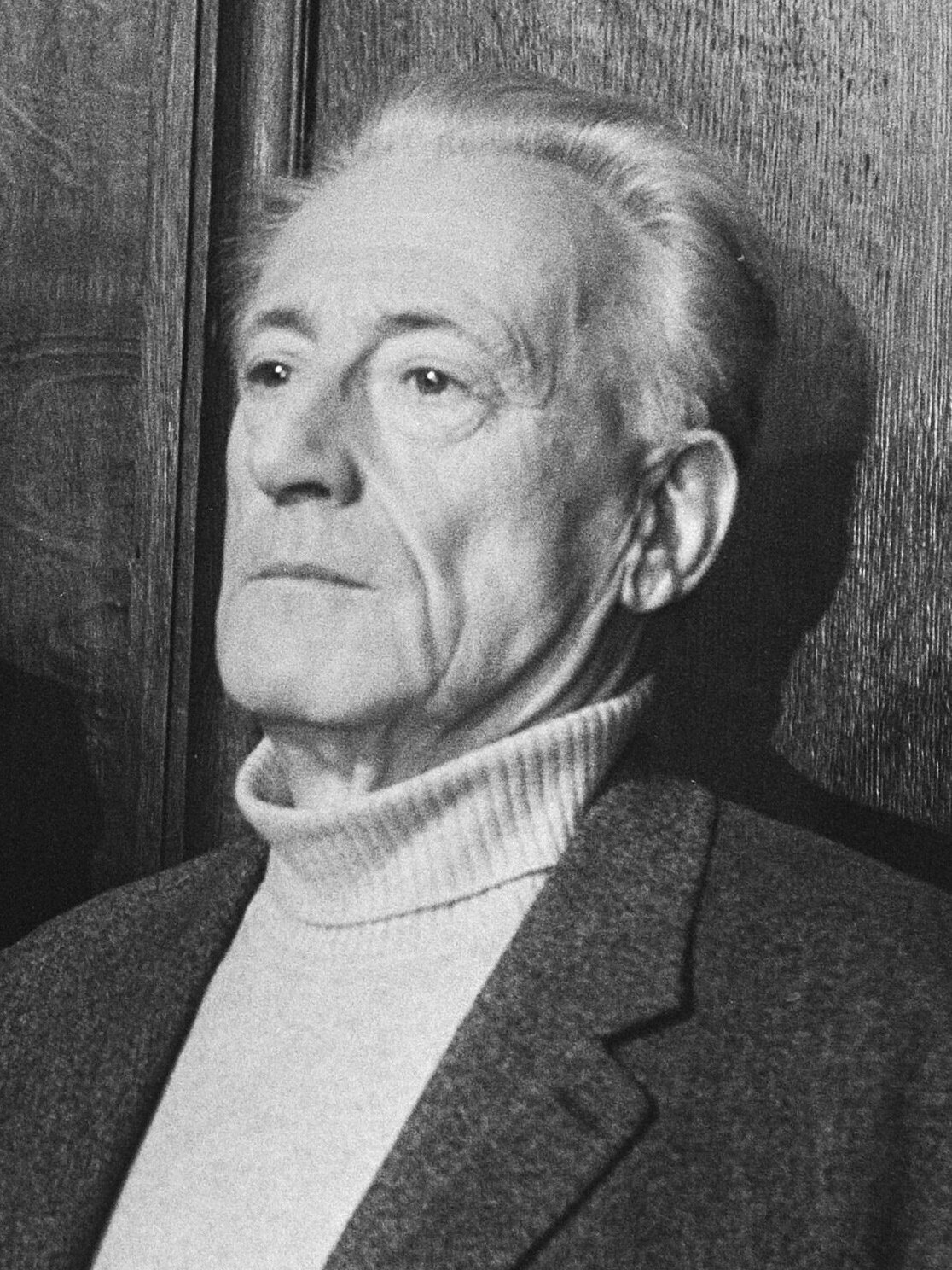
Henri Lefebvre.

En Europe, émerge la « critique de la vie quotidienne », pour reprendre un titre du philosophe français Henri Lefebvre, décrivant ce qu'il appelle la « société bureaucratique de consommation dirigée ». En 1952, Jacques Ellul, autre lecteur attentif de Karl Marx et pionnier de la pensée technocritique, estime que si les humains, de façon générale, ne parviennent pas à changer le système capitaliste, c'est qu'ils n'ont pas réalisé d'une part que ce système est entièrement façonné, déterminé, par « le progrès technique », d'autre part que celui-ci est devenu un phénomène autonome : toute nouvelle technique provoque la naissance d'une grande quantité d'autres techniques. Il en est ainsi, précise t-il, car les humains, inconsciemment, ne peuvent s'empêcher de sacraliser la technique et, ne la contrôlant plus, elle finit par les aliéner.
En 1966, dans ses Sept études sur l'homme et la technique, Georges Friedmann affirme que les techniques se sont tellement multipliées, perfectionnées et ramifiées qu'elles constituent désormais un véritable milieu environnant (« la » technique), en lieu et place du milieu naturel, sans que les humains ne s'en émeuvent, a fortiori sans qu'ils soient à même de le critiquer. Dans le sillage de cette thèse, mais reprenant également Marx, Guy Debord affirme l'année suivante que ce ne sont plus seulement les marchandises qui sont fétichisées mais l'ensemble du réel, dès lors qu'il est lui-même entièrement façonné par la marchandise. Et en 1970, Jean Baudrillard généralise l'expression « société de consommation ».
Celle-ci renvoie à l'idée d'un système fondé sur la création et la stimulation systématique d'un désir de profiter de biens de consommation et de services dans des proportions toujours plus importantes. Le marketing et la publicité sont des techniques utilisées par les cadres d'entreprise pour pousser les clientèles à acheter au-delà de leurs besoins tandis que les biens sont conçus pour avoir une courte durée de vie, de sorte à renouveler régulièrement la production (par exemple, mise en place d'obsolescence programmée pour les biens électroménagers).

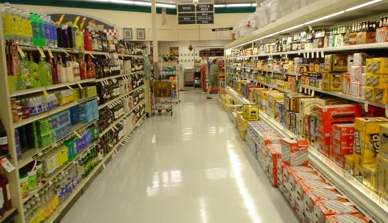
Un supermarché, symbole de la consommation de masse.

Toutes les mesures étant prises pour que le désir de consommer l'emporte sur toute considération éthique, le concept de « société de consommation » est ordinairement associé à une conception du monde étroitement matérialiste, individualiste et marchande, privilégiant les intérêts à court terme et les plaisirs éphémères au détriment de l'écologie et des relations sociales et économiques.
Récemment, différents économistes affirment que la publicité a des effets extrêmement néfastes sur les individus car elle génère d'autant plus de frustrations qu'elle promet du bien-être,. Ils préconisent en revanche une véritable « économie du bonheur », non plus focalisée sur la jouissance des biens matériels mais axée sur un panel d'indicateurs de bonheur privilégiant des formes de spiritualité (lire la section Rapport à l'argent).

##### Contestation politique
Depuis la fin du XVIIIe siècle — notamment la Déclaration d'indépendance des États-Unis en 1776 et la Déclaration des droits de l'homme et du citoyen de 1793 — la quête du bonheur constitue le premier objectif « déclaré » de la politique, l'État étant considéré comme le moyen privilégié de garantir celui-ci et la philosophie politique un moyen de le théoriser. On a vu de même que, depuis le XIXe siècle, sous l'impulsion puis l'influence de Marx, le militantisme politique et la révolution apparaissent comme les moyens de renverser les structures économiques et politiques dès lors qu'il apparait que celles-ci ne servent les intérêts que de quelques-uns au détriment de beaucoup d'autres.

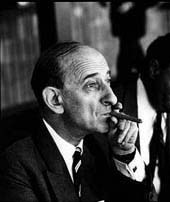
Raymond Aron.

Au début du XXe siècle, Max Weber apporte une grille d'analyse très différente de celle de Marx : il considère que le capitalisme repose sur des motifs éthiques tirés du christianisme, notamment une valorisation non seulement du travail mais également du profit, interprété comme un signe de gratification divine pour le travail accompli. Son œuvre ne fait guère autorité en comparaison de celle de Marx (elle ne sera traduite en France que tardivement) et c'est finalement la lecture marxiste qui façonne l'esprit du temps. Le thème du bonheur devient alors un facteur de division : il oppose ceux qui privilégient le bonheur individuel et voient dans le capitalisme un moyen d'y accéder, à ceux qui, au contraire, privilégient le bonheur collectif et le recherchent dans le socialisme. Que ce soit au sein des partisans du capitalisme comme au sein de ses opposants, donc, l'engagement politique est étroitement associé à la question du bonheur.
Or depuis les Accords de Yalta signés en 1945, le monde occidental est partagé en deux grandes idéologies : le capitalisme, symbolisé par les États-Unis, et la déclinaison la plus radicale du socialisme, le communisme, symbolisé par l'Union soviétique. La politique passionne les foules au point que le politologue français Raymond Aron, très influencé par Weber, la qualifie de « religion séculière ». Le bonheur constitue le moteur de l'engagement politique, tant chez les élus que chez les militants (dans les partis politiques ou dans le cadre associatif). En 2006, l'économiste américain Richard Layard dira que « le but de la politique, c'est augmenter le bonheur total »,.

##### Contre-culture
Durant les années 1960, le courant de la contre-culture va contribuer aux États-Unis à ce que ces deux postures en apparence opposées, que sont le consumérisme et la contestation politique, fusionnent au point de constituer la conception du bonheur aujourd'hui dominante, dont les paradigmes sont la communauté hippie et le réseau social sur internet.

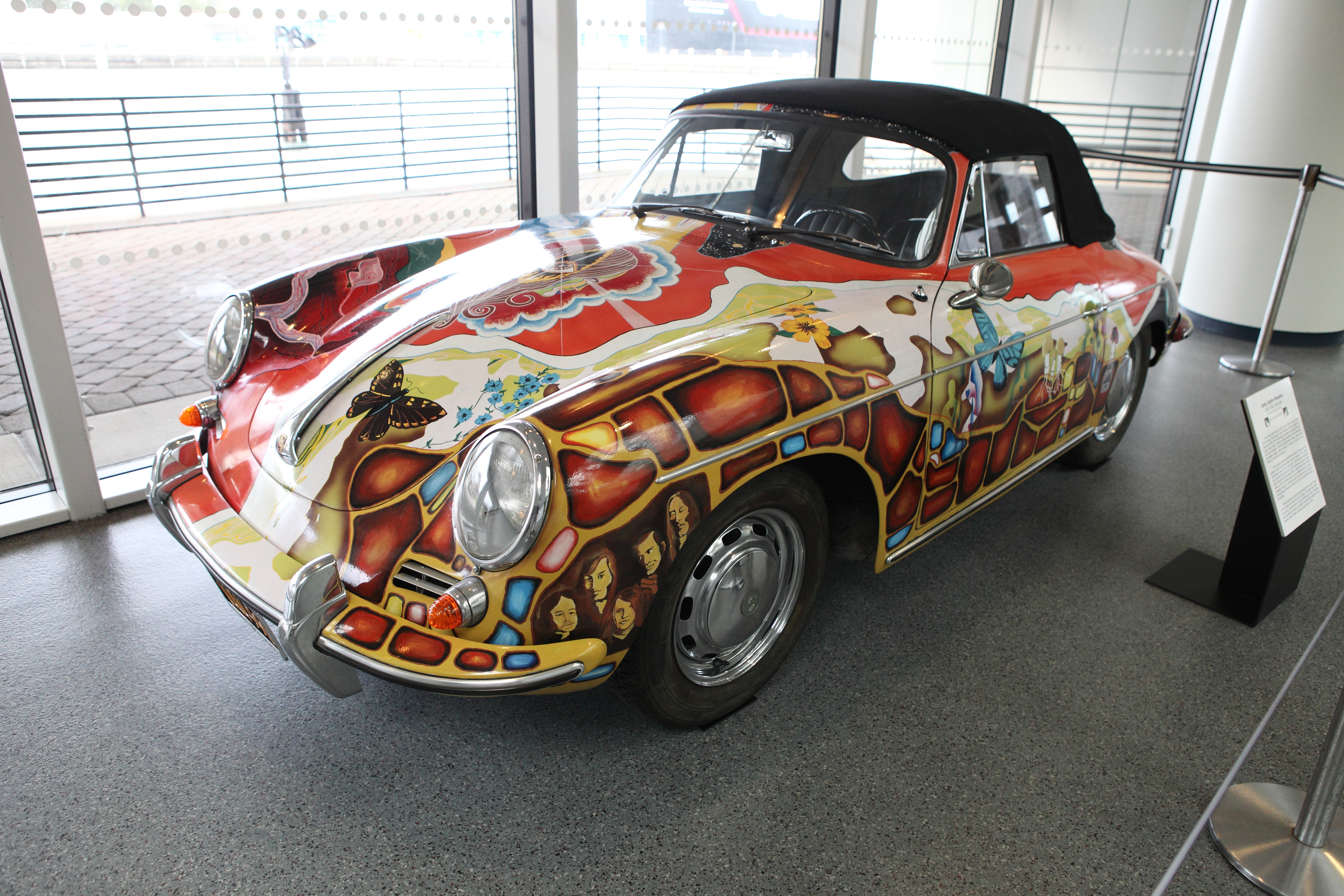
La Porsche 356 de Janis Joplin, icône du mouvement hippie, exposée aujourd'hui au musée.

Alors que les États-Unis sont traversés par le mouvement afro-américain des droits civiques et la Guerre du Viet-Nam, le mouvement hippie, regroupant surtout les jeunes générations et dont l'un des slogans est « Peace and Love », formule une véritable apologie du bonheur. Celle-ci s'exprime essentiellement par la mode (vêtements colorés, bijoux artisanaux...), les cheveux longs (référence à l'état de nature) et les chansons contestataires : « le bonheur est un fusil tout chaud » chante John Lennon, tandis que Georges Moustaki « déclare l’état de bonheur permanent et le droit de chacun à tous les privilèges ». Déclinant les thèmes de l'anticonformisme, de l'antiautoritarisme, du pacifisme, de l'émancipation sexuelle et du rejet des discriminations, cette mouvance prône « la révolution » et prétend contester la société de consommation mais se caractérise pourtant par une consommation immodérée de drogue, porte d'accès aux paradis artificiels (psychédélisme). Partie de San Francisco durant l'été 1967, elle se répand rapidement jusqu'en Europe. Au printemps 1968, on observe les principales retombées en France, avec les « événements de Mai », mais le mouvement disparaît aussi rapidement qu'il est apparu, bientôt classé au rang des utopies. En 1970-1971, Jimi Hendrix, Janis Joplin et Jim Morrison, trois chanteurs qui en étaient les icônes, décèdent — tous les trois à 27 ans — broyés comme beaucoup d'autres par les substances qui leur auront apportées un éphémère bonheur.
En revanche, selon certains sociologues, cette mouvance laissera des traces profondes et durables, bien que peu apparentes, dans le milieu de la politique institutionnelle, de l'économie et dans l'ensemble de la société occidentale. Paraphrasant Max Weber, Luc Boltanski et Ève Chiapello estiment en 1999 que « le nouvel esprit du capitalisme » repose sur le fait que le patronat a « récupéré » les valeurs hédonistes portées par la contre-culture. De fait, se fondant sur ces valeurs, de jeunes entrepreneurs deviendront bientôt les concepteurs et les promoteurs des « nouvelles technologies », construisant de colossales fortunes dans la Silicon Valley, précisément là d'où était parti le mouvement hippie,. Et par la suite, le développement exponentiel de ces technologies, qualifié de « révolution numérique », servira lui-même de tremplin à une nouvelle conception du bonheur.
Ce virement a en effet des retombées sur l'ensemble de l'engagement politique. Ainsi s'opère une certaine conversion du militantisme en conformisme et en bien-pensance. Analysant le phénomène montant de la gentrification tout à la fin du siècle, le journaliste américain David Brooks écrit : « le bobo vit au paradis car son engagement politique lui permet de profiter de ses hauts revenus sans souffrir de la moindre mauvaise conscience. (…) Les accusations qu’il porte contre la société, qui ne sera jamais selon lui assez égalitaire, ne laissent jamais à ses interlocuteurs le temps de lui poser des questions embarrassantes sur sa situation personnelle ».
Différents commentateurs ironisent sur cette transition du baba cool au bobo.

#### Théories auto-rassurantes

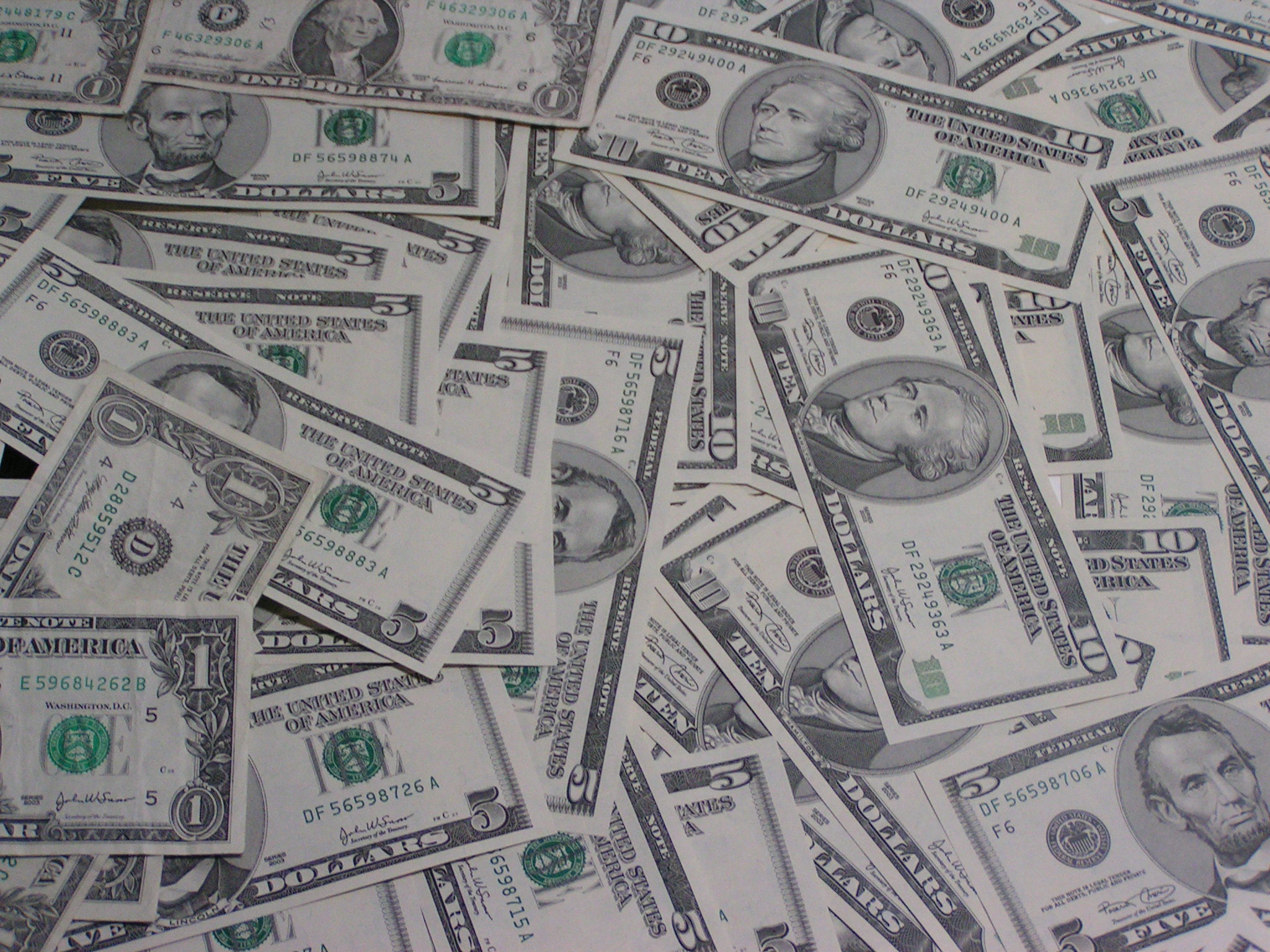
La perspective de prospérité par l'enrichissement personnel fonde le rêve américain et, au delà, une conception du bonheur entièrement axée sur le confort.

Loin des atrocités des deux guerres mondiales, qui déciment les populations européennes, se développe en Amérique, dans le champ de la philosophie et des sciences sociales, tout un courant de pensée visant à convaincre les individus qu'ils peuvent trouver en eux-mêmes les ressources nécessaires pour vivre heureux, ceci en s’efforçant de voir systématiquement « le bon côté des choses ». À la différence des pays européens, en effet, les États-Unis d'une part ne sont pas exposés aux tragédies que sont les totalitarismes (fascisme, communisme, nazisme…), d'autre part — depuis au moins l'époque du New Deal — multiplient les discours volontaristes afin de dynamiser leur croissance et asseoir leur domination économique et culturelle sur l'ensemble du monde. Ainsi finissent-ils par développer une conception du bonheur matérialiste, axée sur la prospérité : l'American way of life. Or celle-ci est essentiellement fondée sur les principes de la méritocratie et du self made man.
À l'opposé de la psychanalyse, qui se développe en Europe et qui met l'accent sur les effets incontrôlés de l'inconscient et des instincts sur la conscience, la psychologie aux États-Unis valorise le moi, la volonté, la réussite (l'argent en constituant un gage) et, plus globalement, l'individualisme. Mais compte tenu de la prégnance de la religiosité dans le pays, elle valorise également les liens entre le moi et — de façon générale — la communauté : le couple, la famille, l'entreprise, le quartier, la nation,…
Dans ce contexte, dès les lendemains de la Première Guerre mondiale, émerge le courant de la « pensée positive », porté entre autres par une théorie importée d'Europe et qui connait là-bas un vif succès : la méthode Coué. Mais c'est surtout pendant la Seconde guerre que ce courant prend son essor. Carl Rogers et Abraham Maslow impulsent la psychologie humaniste, qui développe une vision extrêmement positive de l’être humain, axée sur la volonté (ou « motivation »), le sens des responsabilités et l'auto-détermination,. Selon Maslow, l'erreur de la psychologie a été de ne s'intéresser jusqu'ici qu'au versant pathologique du psychisme et d'avoir au contraire négligé la dynamique de l'épanouissement. Il estime qu'on atteint une forme de bonheur dès lors que l'on parvient à satisfaire toute une série de besoins, en commençant par les plus matériels pour finir par les plus détachés des contingences.

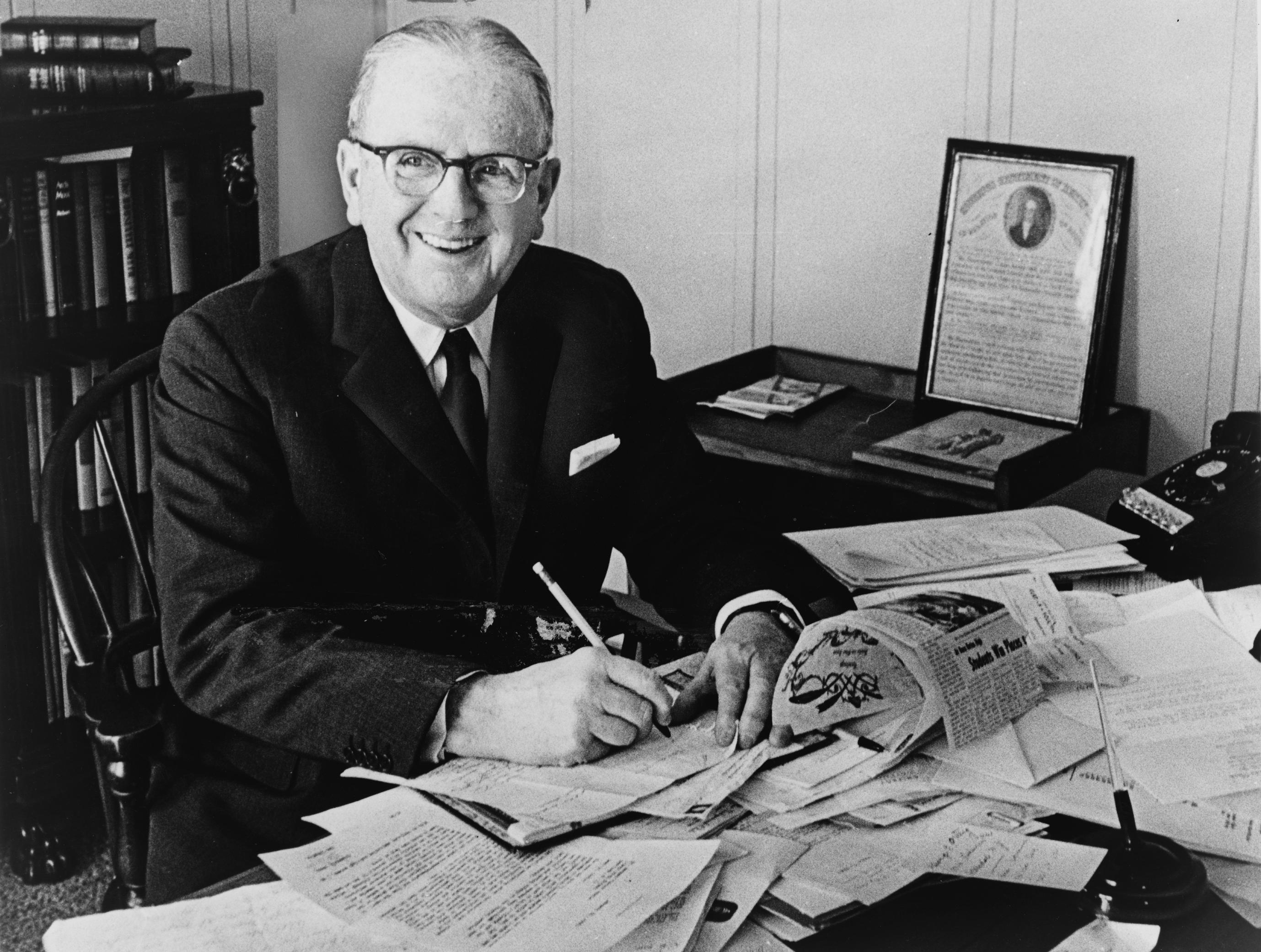
L'Américain Norman Vincent Peale, à l'origine en 1952 du courant de la pensée positive.

De nature pseudo-scientifique, le courant de la pensée positive prend de l’ampleur en 1952, avec la publication du livre du pasteur Norman Vincent Peale (The Power of positive Thinking), qui postule qu’en s’appuyant sur l’auto-suggestion, on peut devenir optimiste en toutes circonstances. Il se manifeste également par le « mouvement du potentiel humain », initié par le psychologue Gardner Murphy, qui publie en 1958 son livre Human Potentialities. Selon lui, les hommes peuvent atteindre le bonheur s'ils utilisent l'ensemble de leur potentiel, lequel comprend trois dimensions : l'épanouissement corporel, le bagage culturel et la créativité. Cette vision servira de base au concept de développement personnel. Parfois teintée de mysticisme, cette approche se développe dans les années 1960, entre autres par Aldous Huxley et le prédicateur Joseph Murphy, pour qui « le bonheur est un état mental, spirituel ».
Ces différentes prises de position prennent une tournure scientifique à la fin du siècle, en 1998, avec le discours de Martin Seligman devant l’American Psychological Association (APA), suivi deux ans plus tard du numéro spécial de l’American Psychologist, événements considérés comme les actes de naissance de la psychologie positive. Inspiré entre autres par les travaux de Maslow et Rogers, Seligman part du principe que tout individu possède un véritable désir de s'accomplir et que celui-ci doit être le point de départ de toute thérapie.
La psychologie positive prendra son essor au XXIe siècle, portée par les concepts de « développement personnel » et de « capital humain » (lire la section Développement personnel).

#### Économie du bonheur
Durant les années 1970, des études avancent que la rationalité des économistes est une chimère et qu’il est possible, voire probable, que les individus ne prennent pas les décisions qui maximisent leur bien-être.

### XXIesiècle

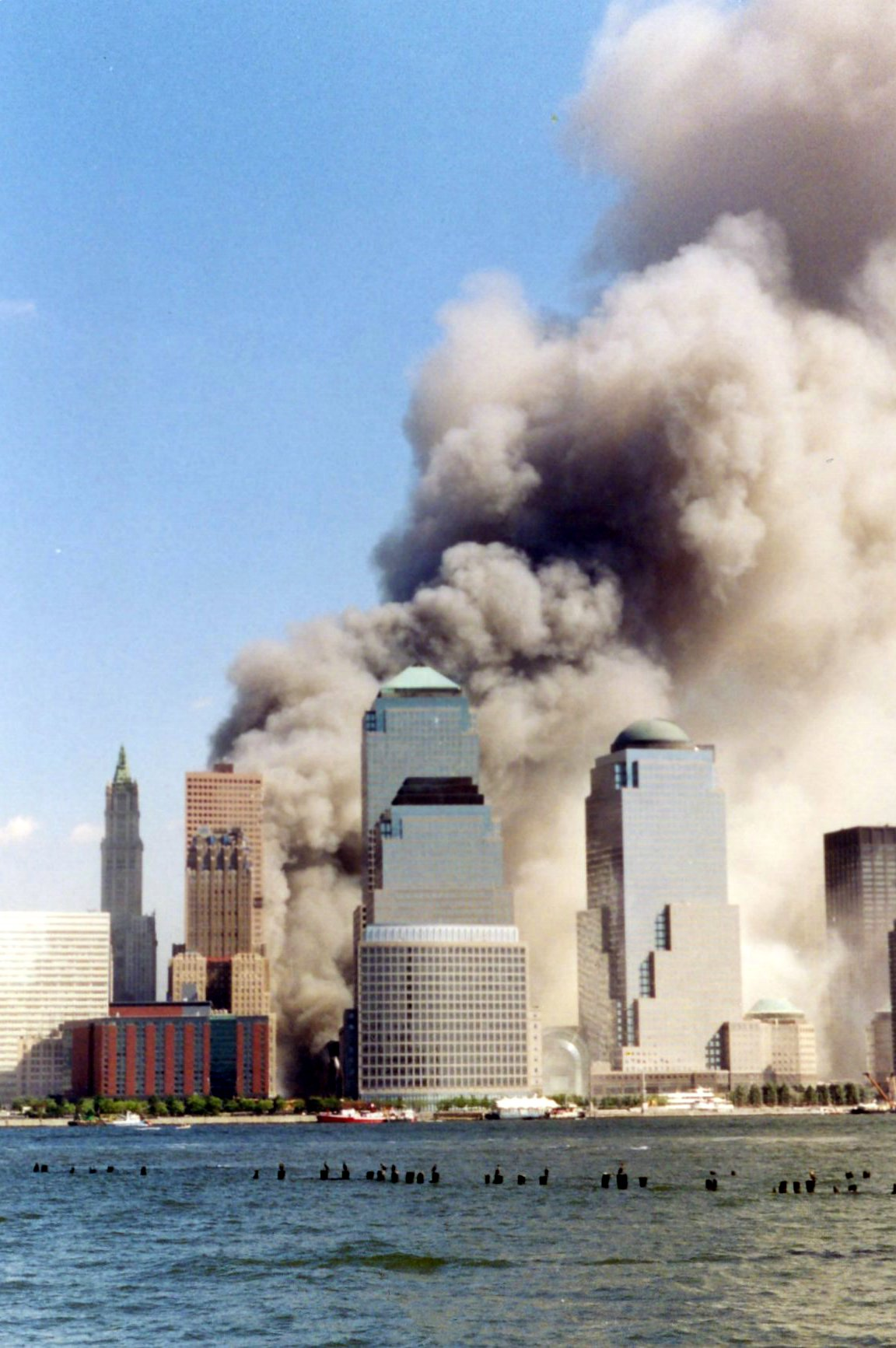
En 2001, les attentats du Onze septembre contribuent à ébranler la conception matérialiste du bonheur.

Le début du siècle est marqué par des événements de diverses natures mais qui concourent à générer une inquiétude à l'échelle planétaire :
- la financiarisation de l'économie (la tendance des entreprises à maximiser les profits pour les actionnaires au détriment des salariés, des clients et de la société en général) ;
- le chômage de masse, la précarité et les souffrances au travail ;
- l'aggravation de la crise environnementale ;
- le terrorisme, lié à la prolifération des armes et au fondamentalisme islamique ;
- les doutes relatifs au contrôle des technologies (montée en puissance de l'intelligence artificielle, cyberterrorisme, addiction aux écrans…) ;
- la montée en puissance de la politique spectacle et du populisme ;
- l'essor des manipulations malveillantes de l'information (fake news, piratage informatique…) ;
- le développement de la théorie du complot et de la « post-vérité » ;
- l'essor de la pornographie sur internet, les scandales sur la pédophilie et la violence contre les femmes ;
- le recours à l'alcool, aux drogues et à la violence pour surmonter les épreuves existentielles ;
- l'écroulement des conventions liées au sexe (légalisation de l'homosexualité et de la transidentité…).

Dans tous les domaines de l'existence, les codes s'écroulent et les valeurs traditionnelles remises en cause. Rien, en apparence, ne prédispose à la valorisation de l'idée de bonheur. Pourtant, à la différence de ce que l'on observait au début du siècle précédent, marqué par les deux Guerres mondiales, le thème du bonheur s'impose en force : le nombre de livres sur le sujet explose, les Nations unies proclament la « Journée mondiale du bonheur », et un ingénieur de Google instaure une nouvelle fonction dans l'entreprise : « responsable du bonheur »…

#### Philosophie individualiste

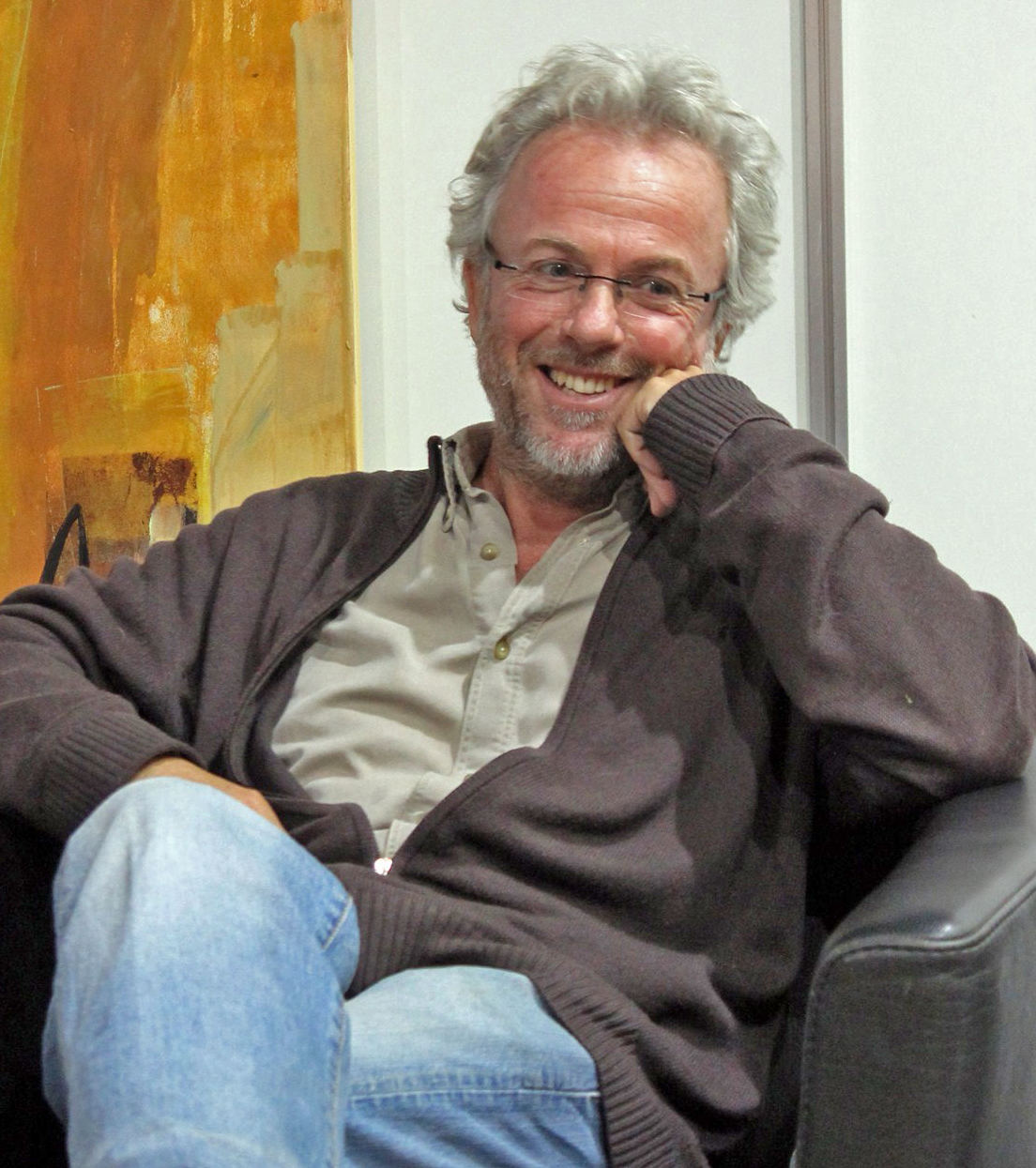
Frédéric Lenoir.

Le bonheur reste, en France, très étudié par les philosophes,tels que Robert Misrahi, Clément Rosset, Michel Onfray, André Comte Sponville, Vincent Cespedes, Frédéric Lenoir, Bruno Giuliani ou Fabrice Midal. De tous ces auteurs, Misrahi est celui qui approfondit le plus la question du bonheur, lui consacrant plusieurs ouvrages. Il délaisse le courant « pessimiste » des philosophies du renoncement, du bonheur différé et celles du plaisir-péché ou plaisir-vice (Platon, Kant, Heidegger, Schopenhauer, Nietzsche, Sartre…) sans les rejeter totalement, il leur préfère, sans totalement les encenser non plus, le courant positif : Aristote affiné par l'épicurisme, Spinoza, Thomas More.
Définie comme une « approbation inconditionnelle de l'existence » (Rosset), un « gai désespoir » (Comte Sponville) ou encore « une joie totale de vivre » (Giuliani), la notion de bonheur recouvre un sentiment de « satisfaction globale ». Cette approche philosophique stricto sensu s'enrichit des approches spirituelles comme Matthieu Ricard ou psychologiques comme Csikszentmihalyi, Christophe André ou Tal Ben-Shahar.
Ces auteurs ont en commun l'idée que le bonheur est une affaire de quête individuelle, ce qui suscite un regain d'intérêt du grand public mais également la désapprobation de différents commentateurs, dont Roger-Pol Droit, qui « s’offusque qu’on puisse considérer que la philosophie soit réduite à la simple et anachronique réactivation de la pensée des sages antiques, c’est-à-dire à un exercice spirituel permettant « la libération de la joie enfouie dans le cœur de chacun », pour reprendre l’expression de Frédéric Lenoir, l’un des « prêtres » les plus actifs de cette nouvelle évangélisation des masses malheureuses ». Certains ironisent sur ces « nouveaux professeurs de bonheur ».
Alain Badiou se démarque de cette mouvance avec son essai Métaphysique du bonheur réel. Il indique que « la triplicité logique (les logiques classique, intuitionniste, et paraconsistante) et l'infinité des infinis seront la clef d'un théorie générale du bonheur, laquelle est le but de toute philosophie ».

#### Bonheur comme objet d'enquête

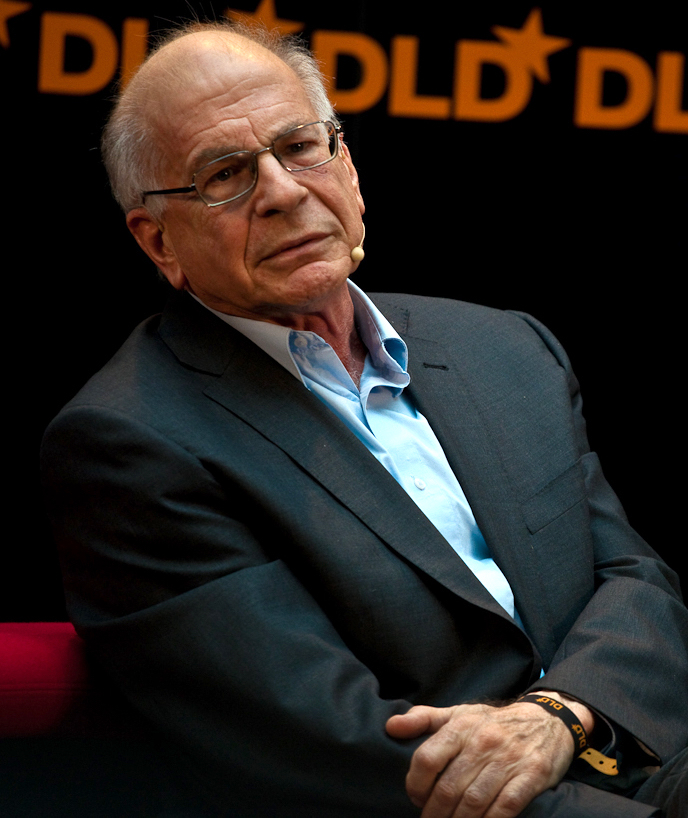
Daniel Kahneman.

En psychologie et en sociologie, « bonheur » et « bien-être » sont deux termes synonymes, pratiquement équivalents. Et partout dans les pays industrialisés, des chercheurs en psychologie sociale utilisent des procédures pour le sonder au moyen d'enquêtes statistiques. Ainsi par exemple, une équipe de l'université de Rotterdam a dressé un classement mondial pour la période 1995-2005 à partir de 953 indicateurs. En 2007, le psychologue britannique Adrian White, de l'université de Leicester, a établi une carte mondiale du bonheur basée sur cinq critères : santé, richesse, éducation, identité nationale, beauté des paysages.
Parmi les facteurs attribués au bonheur, les chercheurs s'accordent à penser qu'une hausse des revenus n'augmente pas nécessairement le bonheur. Une équipe dirigée par l'Américain Daniel Kahneman, après enquête auprès de plus de 1 100 personnes, révèle qu'une hausse de salaire n'entraîne pas d'augmentation significative du bonheur.

#### Paradis artificiels
Depuis des siècles, les drogues et l'alcool constituent une source artificielle de bien-être mais, depuis le mouvement hippie, né dans les années 1960 sur la côte ouest-américaine, leur commerce explose. Et, en ce qui concerne différentes substances, comme leur usage est tel que certains gouvernements sont contraints de les légaliser, notamment avec la légalisation du cannabis.

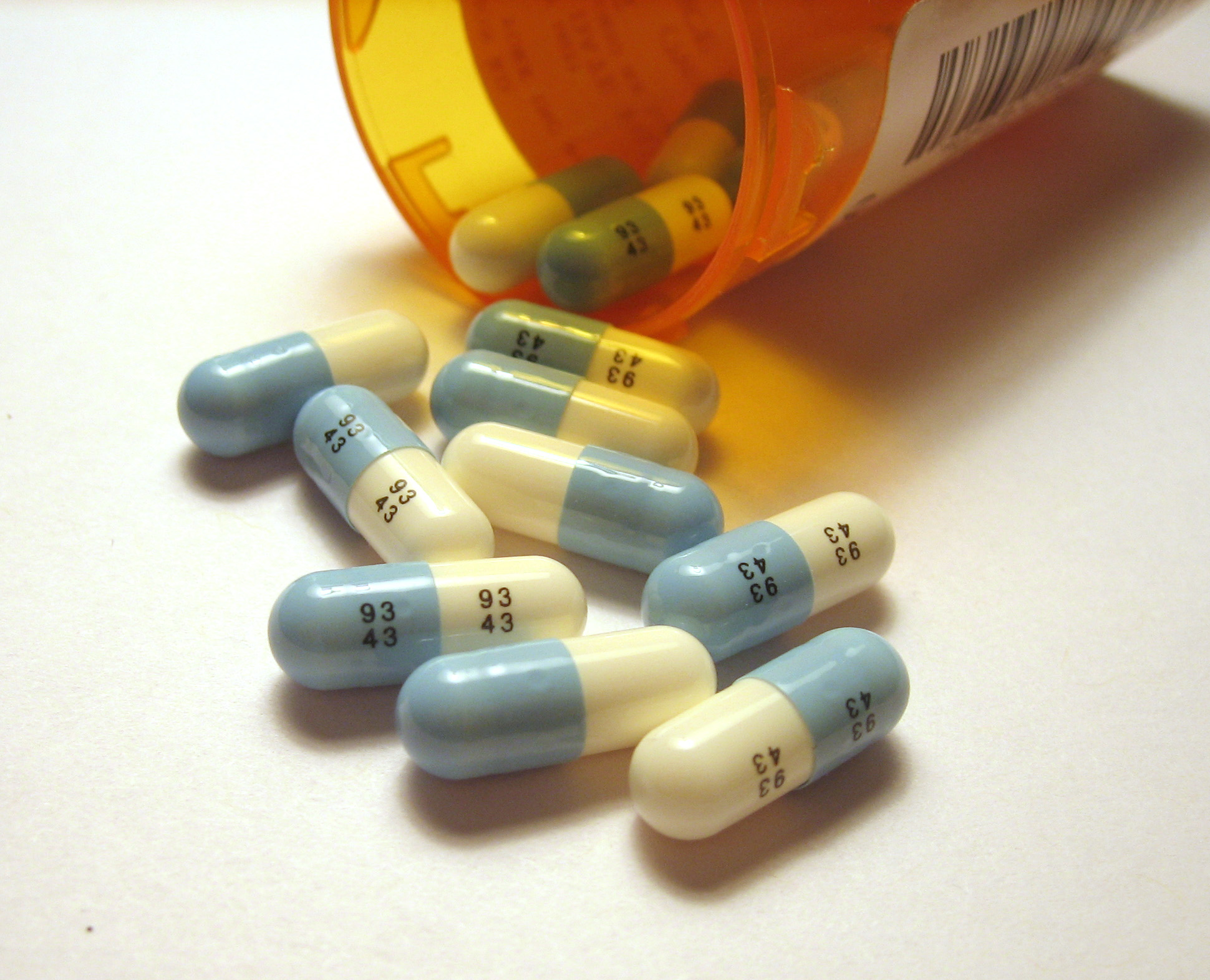
Gélules de fluoxétine.

Avec le développement de la chimie de synthèse, de nouveaux produits apparaissent : les amphétamines, qui comportent des substances psychotropes, agissant principalement sur le système nerveux central et se traduisant par des modifications de la perception, des sensations, de l'humeur, de la conscience (états modifiés de conscience), donc de l'ensemble du comportement. Au-delà de certaines doses, elles induisent des phénomènes de dépendance et surtout se révèlent toxiques au point d'entraîner la mort de ceux qui les consomment.
Or la consommation des « pilules du bonheur » est en nette augmentation. La MDMA, en particulier, plus connue sous le nom d'ecstasy, est répandue dans le milieu festif, fréquemment associée au mouvement techno, aux rave parties et à la musique électronique.
Avec les avancées en neurobiologie, certaines molécules sont prescrites par les médecins, telles la sérotonine et la dopamine, surnommées « hormones du bonheur ».

#### Coachinget «bonheur au travail»

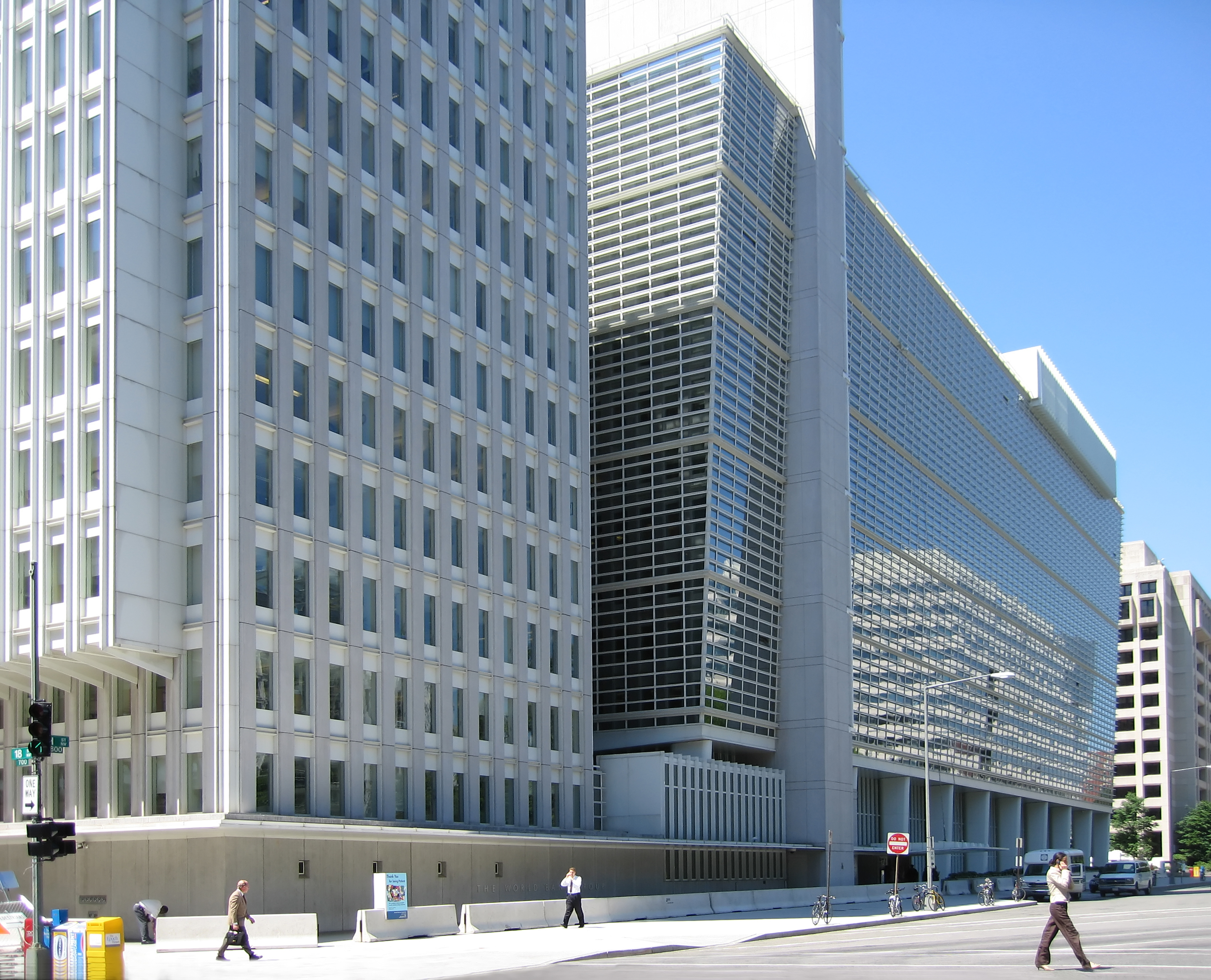
Créée aux États-Unis en 1945 au terme des accords de Bretton Woods, la Banque mondiale fait partie des organisations internationales qui font pression auprès des gouvernements de tous les pays afin d'assouplir le droit du travail et ainsi faciliter la concurrence entre les entreprises.

Pour saisir l'importance que revêt le thème du bonheur dans le monde du travail, un bref historique est nécessaire.
Le travail a été érigé en valeur au XVIIIe siècle. Puis, au siècle suivant, avec la Révolution industrielle, il a pris une place croissante dans la vie des humains et, bien souvent, les conditions de travail se sont révélées extrêmement pénibles ; situation qui a été dénoncée par différents intellectuels (à commencer par Marx). Des mouvements de grève se sont multipliés, parfois brutalement réprimés par la force publique, puis les syndicats sont apparus comme instances de négociation avec le pouvoir, substituant aux rêves de révolution un esprit réformiste, pragmatique et relativement accommodant avec le capitalisme. Au XXe siècle, la croissance économique est devenue l'objectif no 1 en politique, au point que certains avancent qu'elle a la valeur d'un dogme,.
Même si les syndicats font aujourd'hui pression sur le patronat pour que soient maintenues de bonnes conditions de travail, la situation est devenue toujours plus critique au fil des décennies en raison de plusieurs événements politiques, concourant à l'essor du néolibéralisme dans tous les pays industrialisés : d'abord à partir des années 1980, sous l'impulsion des politiques de Ronald Reagan, président des États-Unis, et de Margaret Thatcher, Première ministre britannique ; puis à partir des années 1990, après la dislocation de l'URSS et la disparition du communisme en tant que principale instance alternative au capitalisme et quand la Chine a adopté officiellement l'économie de marché. Le néolibéralisme se traduit depuis par une politique de dérèglementation visant à faire jouer au maximum la concurrence : en premier lieu un assouplissement du droit du travail, une augmentation de la flexibilité du travail et la généralisation du précariat ainsi qu'une pression exercée sur les personnels en vue d'optimiser la productivité.
De fait, le monde du travail est le théâtre d'une véritable souffrance, se traduisant notamment par la crainte du chômage et de la pauvreté, une généralisation du harcèlement moral et toutes sortes de discriminations. Les risques psychosociaux se multiplient, pouvant conduire les personnels à des situations dramatiques : anxiété, stress, troubles du sommeil, perte de motivation, maladies cardiovasculaires, burn out, dépression, suicides… avec toutes sortes de conséquences également présentes pour les familles et l'entourage des victimes.

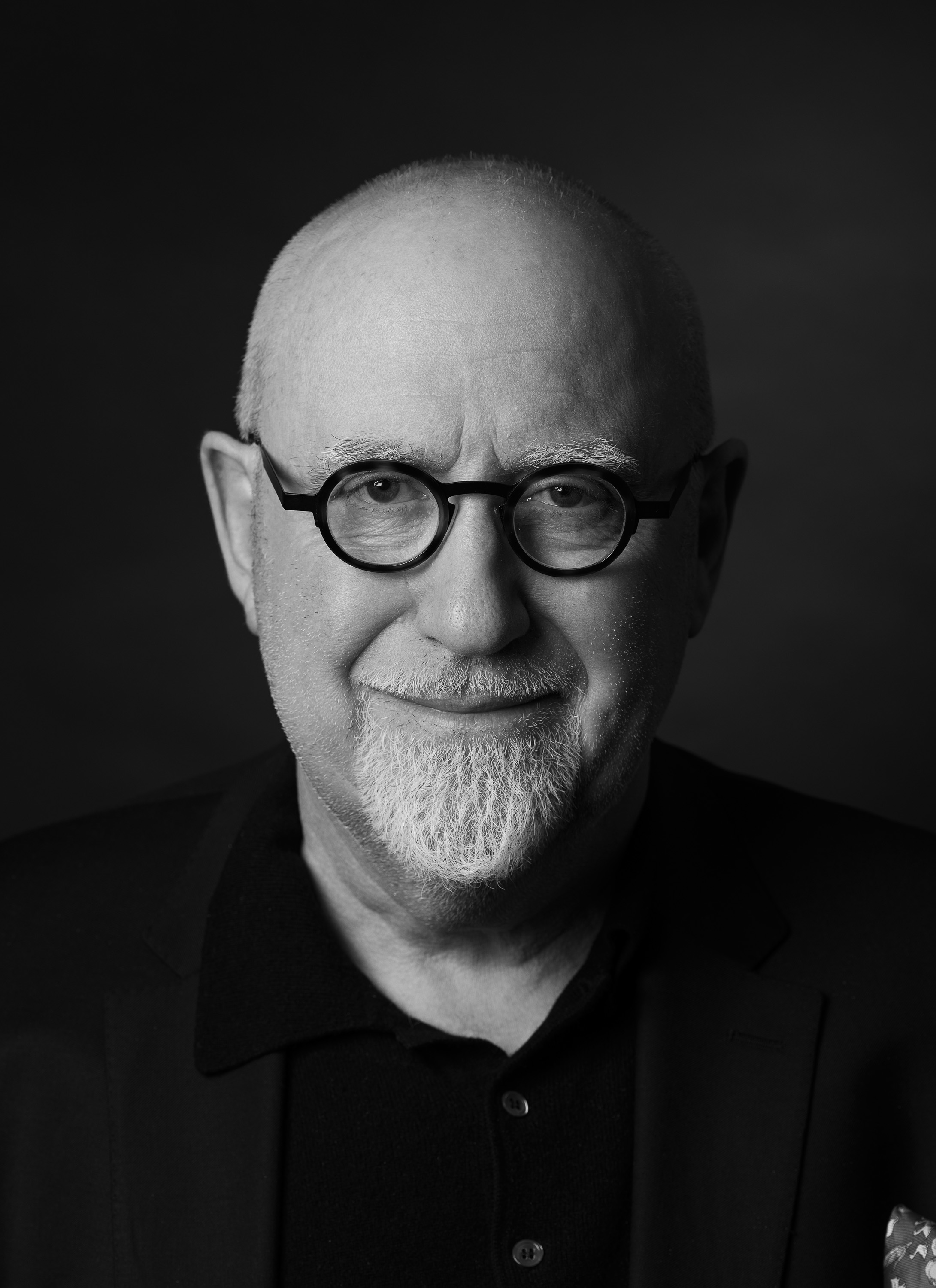
Jean-Paul Guedj, conseil en entreprise est l'auteur en 2008 de Connaître le bonheur au travail.

C'est pourquoi au sein des entreprises, les services de management et les directions des ressources humaines (DRH) s'assignent la tâche d'encourager les personnels à maintenir et même accroître leur moral par tous les moyens, de sorte qu'ils restent toujours efficaces à leurs postes. Tant et si bien que, depuis le début du siècle, en dehors des entreprises, il existe une littérature abondante basée sur le thème du « bonheur au travail ». Se développent alors des tentatives pour promouvoir une « économie du bonheur ». L'historienne des sciences Ilana Löwy souligne qu'en Grande-Bretagne, « des études sur le bonheur ont été directement rattachées à la politique de New Labour, avec toute son ambivalence : d’une part, une aspiration sincère à une société plus juste et la défense d’intervention étatique qui vise à promouvoir une telle société ; d’autre part, l’incapacité de mettre en question l’économie de marché telle qu’elle existe aujourd’hui ».
L'idée du bonheur au travail est solidement ancrée dans les mentalités : ainsi, des études prouvent qu'une majorité d'individus mettent la notion de bonheur en relation avec les conditions de travail. En janvier 2020, un sondage révèle par exemple que « 82 % des salariés français estiment que l'entreprise est responsable de leur bonheur ».
Mais il existe également des voix qui dénoncent toute la littérature sur le « bonheur au travail » comme un pur artifice de communication managériale, voire une imposture, y compris chez les cadres,,.
C'est pourquoi, pour éviter toute confusion, il convient de s'appuyer sur des concepts scientifiques pour évoquer le travail. Marie-Pierre Demon Feuvrier, docteur en sciences de l'éducation (PhD), auteur d'une thèse scientifique sur le bonheur, a ainsi écrit deux ouvrages intitulés "concilier bonheur et performance au travail, tome 1, " et tome 2. Concilier est un mot important : ayant mis en évidence dans sa thèse que le bonheur est un processus qui s'apprend, une partie du bonheur provient de soi (la partie que l'on peut apprendre, qui régit nos représentations et notre rapport à soi, aux autres, à notre travail, au monde), et une partie qui vient des conditions extérieures. Un manageur ne peut pas faire le bonheur de ses collaborateurs, seulement y contribuer, mais s'il n'est pas heureux lui-même celui devient un non sens ou une injonction supplémentaire.

#### Développement personnel
Le mouvement qui se met en place dans le monde du travail avec le coaching se prolonge dans l'ensemble de la société, largement propagé par la culture de masse. Ainsi, la littérature de gare traite abondamment du bonheur, du bien-être et de la psychologie positive, déployant une vaste panoplie de recettes, la plupart axées sur une articulation du corps et de l'esprit (relaxation, jogging, réflexologie, yoga, bouddhisme...). Et dans le sillage de la télé-réalité, certains pseudo-reportages scénarisent des individus afin de promouvoir la « science du bonheur ».

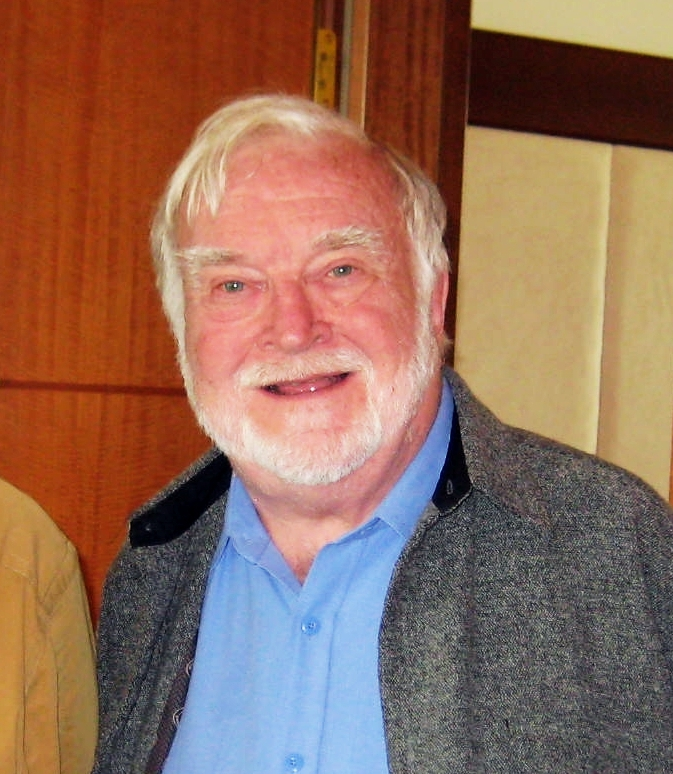
Mihaly Csikszentmihalyi.

On a l'habitude d'appeler « psychologie positive » l'ensemble de ce courant, apparu — comme vu précédemment — aux États-Unis tout à la fin du XXe siècle. Si bien que bon nombre de chercheurs considèrent la psychologie positive comme une pseudo-science. Ce que contestent certains de ses défenseurs : « la psychologie positive se centre sur ce qui permet de construire des qualités positives, ce qui n’a rien à voir avec une méthode Coué qui consisterait à se dire que tout va bien et entraînerait comme par magie du bien-être. On dit parfois que la psychologie positive, c’est la psychologie du bonheur. C’est très réducteur. Elle cherche aussi à prendre en charge la souffrance. Il n’est pas question de dire qu’il faut vivre dans un monde édulcoré, sans malheur, sans souffrance, sans émotions négatives, lesquelles sont également nécessaires à l’adaptation de chacun à son environnement. Surtout, la psychologie positive s’inscrit dans une démarche de recherche scientifique. L’objectif, c’est l’épanouissement optimal, pas seulement du point de vue de l’individu, de ses émotions mais aussi des groupes et des institutions ».
Considéré cependant comme l'un des fondateurs de la psychologie positive, le psychologue Mihaly Csikszentmihalyi, ne prétend pas moins, en 2002, « apporter une réponse à la question du bonheur ». Selon sa théorie du flow (flux, courant), élaborée quelques années plus tôt, « les personnes qui vivent des expériences optimales dans leurs activités quotidiennes sont plus heureuses ».

#### Bonheur par le «numérique».
On entend par « révolution numérique » le fait que les avancées de l'industrie numérique entraînent d'importantes et multiples répercussions. Or certaines d'entre elles présentent des aspects négatifs ou porteurs d'inquiétudes, et non des moindres :
- sur le plan écologique, tout d'abord, le numérique contribue à la catastrophe environnementale[244], ce qui ébranle l'ensemble de l'idéologie du bonheur[245] ;
- sur le plan économique et politique, les pouvoirs publics se disent dépassés par sa puissance, accusant les « géants du web » de ne pas contribuer suffisamment aux budgets nationaux sous forme d'impôt sur les sociétés, alors qu'une partie importante de leur activité est réalisée sur leurs territoires ;
- sur le plan psychologique et social, enfin et surtout, l'intelligence artificielle inquiète plus qu'elle ne fascine. De nombreuses inquiétudes vis-à-vis du futur peuvent se poser : le remplacement des humains par des robots sur le marché de l'emploi[246] et dans les relations amicales et sociales ; l'accentuation de la cybercriminalité ; la dépendance au smartphone, aux jeux vidéos ou à Internet ; et la propagation des deepfakes permettant de brouiller toutes les représentations visuelles de la réalité (vidéo, cinéma…) de façon indiscernable[247].

Dans ce contexte d'autant plus préoccupant qu'il est extrêmement mouvant, certains questionnent le bonheur dans son acception moderne ou se demandent quelle est sa place au sein de nos sociétés,.

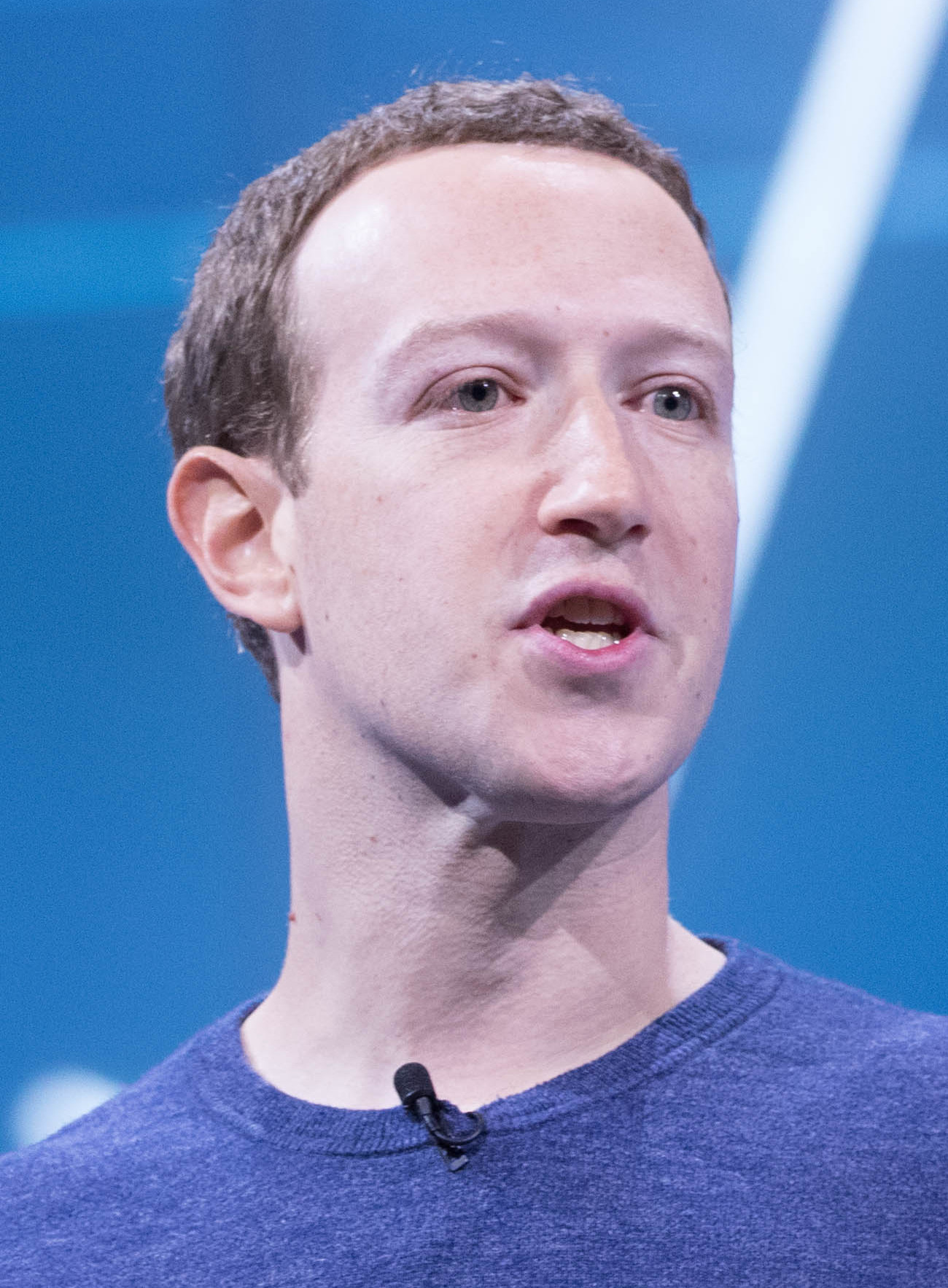
Mark Zuckerberg.

Le smiley, émoticône servant à résumer symboliquement sur internet un sentiment de satisfaction, de bien-être ou de bonheur.

En hauts lieux, l'idée se répand que les concepteurs et utilisateurs des technologies peuvent et doivent faire preuve d'éthique : se préoccuper de leur impact écologique et social et œuvrer ainsi pour l'intérêt général. L'utopie technologique prend la forme de toute une série de déclarations, dont celle, en 2017, de Mark Zuckerberg, fondateur de Facebook, qui prétend vouloir « développer l’infrastructure qui permettra de créer une communauté globale » :

« Quand vous regardez les grands défis qui se posent à notre génération – mettre fin à la pauvreté, guérir la maladie, arrêter le changement climatique –, aucune personne ou aucun groupe de personnes ne peut les résoudre seul. »

Comment Zuckerberg compte t-il y parvenir ? demande Henri Verdier, directeur interministériel du numérique : 

« ... grâce aux paramétrages des subtils algorithmes qui décident quels amis nous seront présentés, quels sont ceux de leurs messages qui nous seront affichés, quelles publicités, quels services et quelles ressources nous seront proposés. Des algorithmes éduqués avec des méthodes simples et robustes, de grandes quantités de données et, prochainement, un peu d’intelligence artificielle pour mieux reconnaître les images, détecter les émotions dans les conversations, etc. »

En 2019, le dossier de presse du salon Viva Technology indique : « le progrès technologique peut servir le bien commun : GreenTech pour sauver notre planète et lutter contre le changement climatique, EdTech pour améliorer l'accès à l'éducation, les technologies de blockchain pour réduire la pauvreté et aider à l'émancipation des populations les plus vulnérables, intelligence artificielle pour optimiser l'impact social et l'inclusion numérique. » Se répand alors la tendance « tech for good ». Le Président de la République française lui-même invite plusieurs dirigeants de la Silicon Valley à une réunion baptisée ainsi, mais non sans susciter un certain scepticisme :

« les géants du Web ont sans doute un rôle à jouer dans le développement d’une technologie au service du bien commun et dans la protection des données. Oui, il est absolument nécessaire de les entendre sur ces sujets. Mais ne nous méprenons pas: ces plateformes portent une vision de l’innovation qui n’a rien à voir avec l’intérêt général, mais davantage avec la génération d’intérêts pour leurs investisseurs. Et quel est le pouvoir d’inflexion d’Emmanuel Macron, chef d’un Etat de 67 millions de concitoyens, face à un Mark Zuckerberg, qui détient et marchande les données de plusieurs milliards de personnes ? »

Les risques écologiques, politiques et sociaux liés au numérique se développent d'autant plus que, pour de nombreux individus, les technologies numériques constituent une source de bonheur ; tout comme — au siècle précédent — un grand nombre de techniques (l'automobile, le cinéma, les disques, la vidéo...) ont contribué à l'émergence de la société des loisirs. En 2015, un opérateur de télécommunications français lance une vaste campagne publicitaire sur le thème « We love technology ».

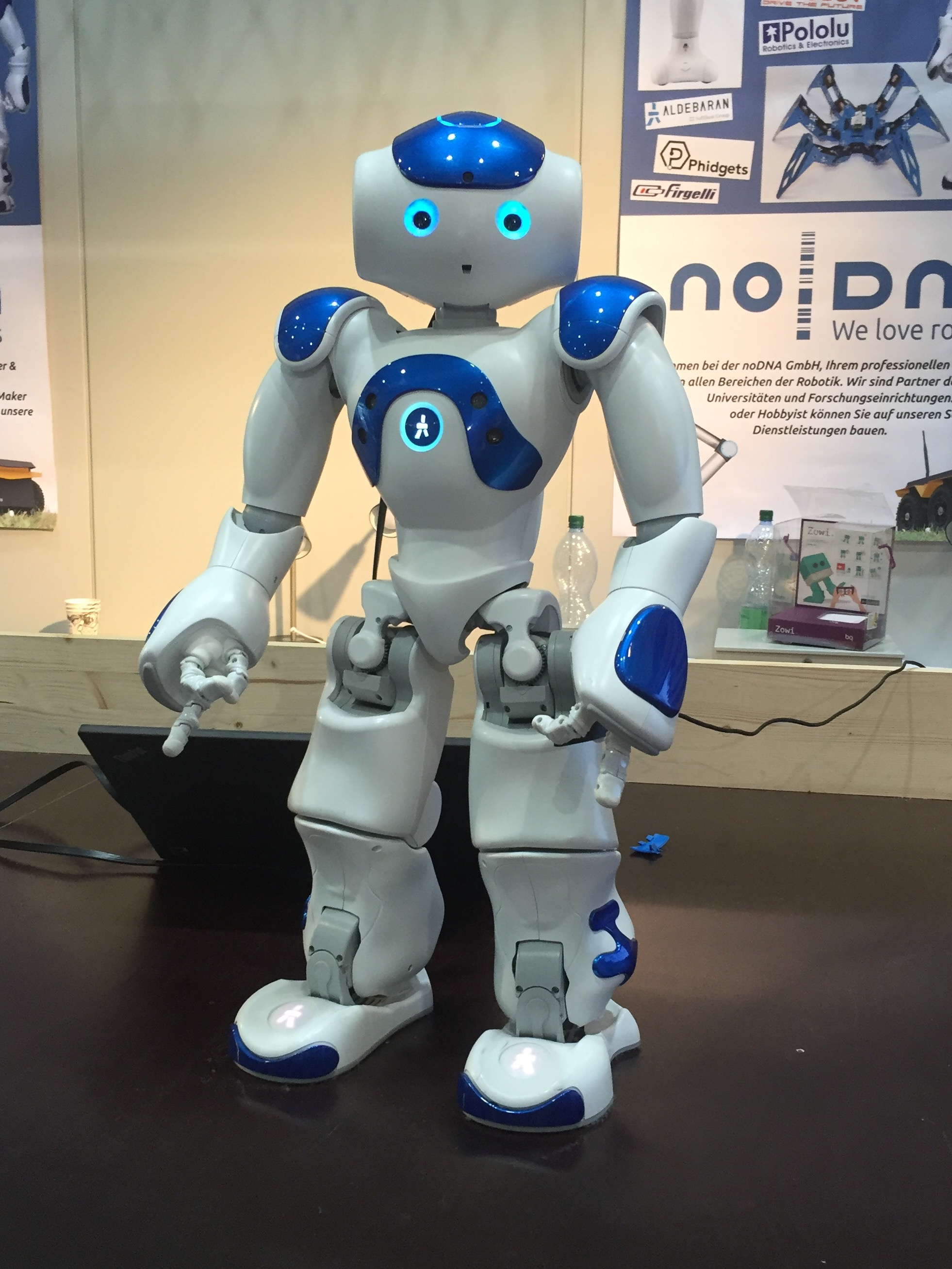
Le robot humanoïde français Nao (2007).

Au début du siècle apparaissent les premiers « robots de compagnie », conçus pour divertir les jeunes enfants ainsi que les personnes âgées, seules ou dépendantes. Le psychanalyste Serge Tisseron estime que le robots humanoïdes sont des objets transitionnels au même titre que les doudous des bébés ou les animaux de compagnie : les humains projettent sur eux des émotions. Et le temps de l'« empathie artificielle » lui semble proche, où les robots déchiffreront leurs émotions et leur retourneront des messages vocaux pré-conçus par les algorithmes, dans le but de les rassurer et leur procurer du « bonheur artificiel ». Et l'informaticien britannique Noel Sharkey, qui œuvre pour un développement responsable et régulé des robots, s'inquiète quant à lui de l'explosion du marché des robots sexuels.

Parti des États-Unis dans les années 1980, le mouvement transhumaniste promet un « accès illimité » au bonheur au moyen des technologies. Cofondateur de la World Transhumanist Association, l'Anglais David Pearce est ainsi l'auteur d'un manifeste publié en ligne intitulé The Hedonistic Imperative (L'impératif hédoniste) où il entend démontrer que l'ingénierie génétique, les nanotechnologies, la pharmacologie et la neurochirurgie peuvent converger afin d'éradiquer toute forme d'insatisfaction chez les humains. Le philosophe Guillaume Von Der Weid voit dans le transhumanisme une confusion lourde de conséquences entre « force » et « bonheur ». Et la journaliste Céline Deluzarche prévoit dans la percée de l'intelligence artificielle un risque majeur, celui de généraliser l'ennui et la torpeur dans l'ensemble de l'humanité : 

« l'intelligence artificielle s’occupe de tout : réserver nos vacances idéales, écrire le scénario du film que nous allons adorer, trouver le partenaire parfaitement raccord avec nos goûts, définir ce que nous allons manger pour rester en bonne santé… Un monde certes plus sûr et plus efficace, mais tellement insipide »

Les ingénieurs ne sont pas les plus rassurants : dans un rapport publié en 2018, 26 experts mondiaux estiment que « l’intelligence artificielle ouvre des portes béantes aux escrocs, aux hackeurs et aux terroristes ».

#### Rapport à l'argent

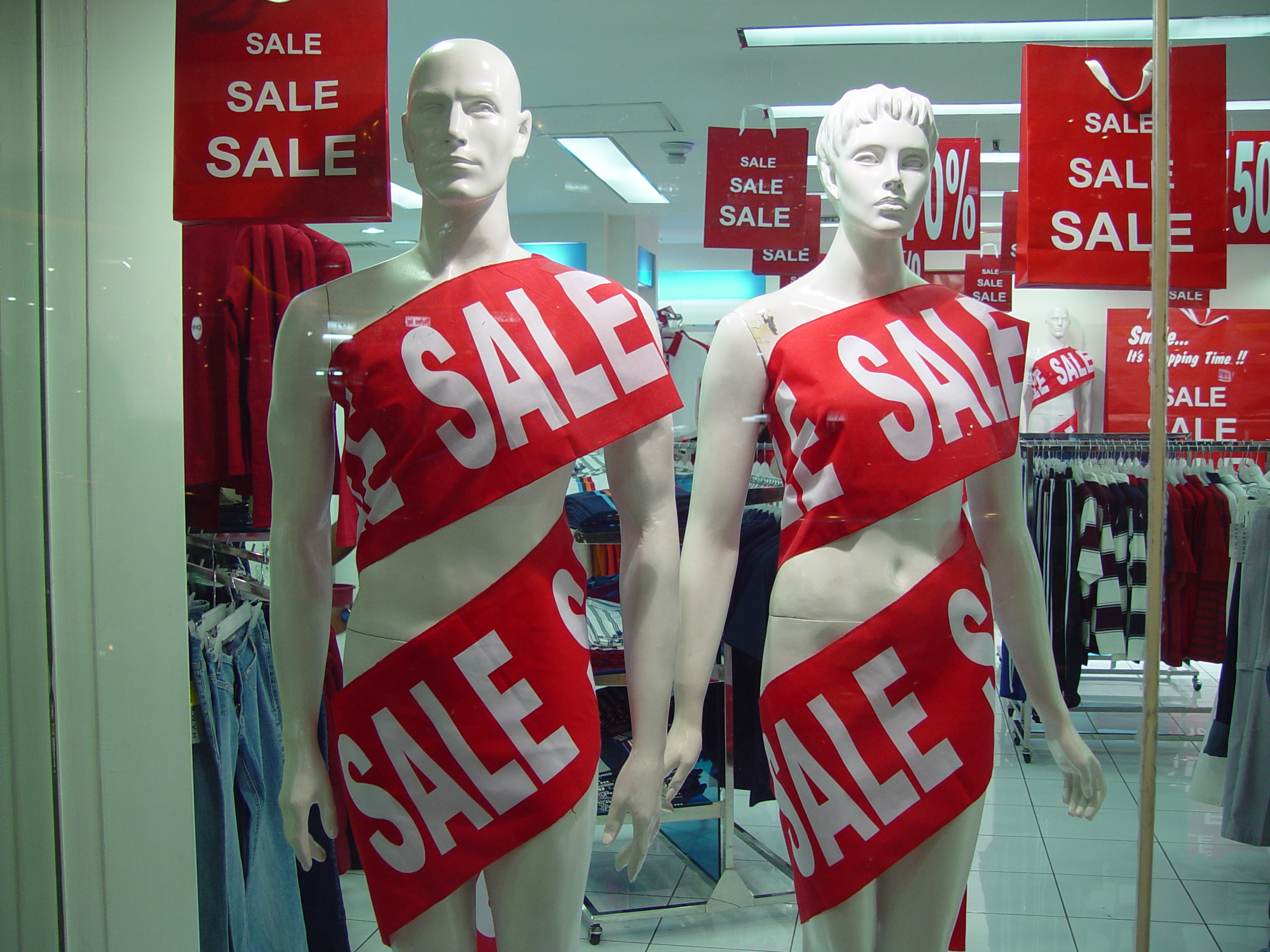
La société de consommation réduit l'idée de bonheur à l'obtention d'un bien ou d'un service moyennant rétribution.

Contredisant le vieil adage « l'argent ne fait pas le bonheur », il est une idée persistante selon laquelle il n'est de bonheur concevable que construit sur une saine gestion des finances et des biens matériels, que ce soit dans le cadre de la vie privée comme à l'échelle des entreprises.

#### Sobriété heureuse et la «nature»
Dans le contexte de la crise environnementale et de la course au productivisme, quelques intellectuels — minoritaires, mais parvenant à se faire reconnaître dans le champ médiatique, tels le Français Pierre Rabhi — promeuvent le concept de « sobriété heureuse »,.

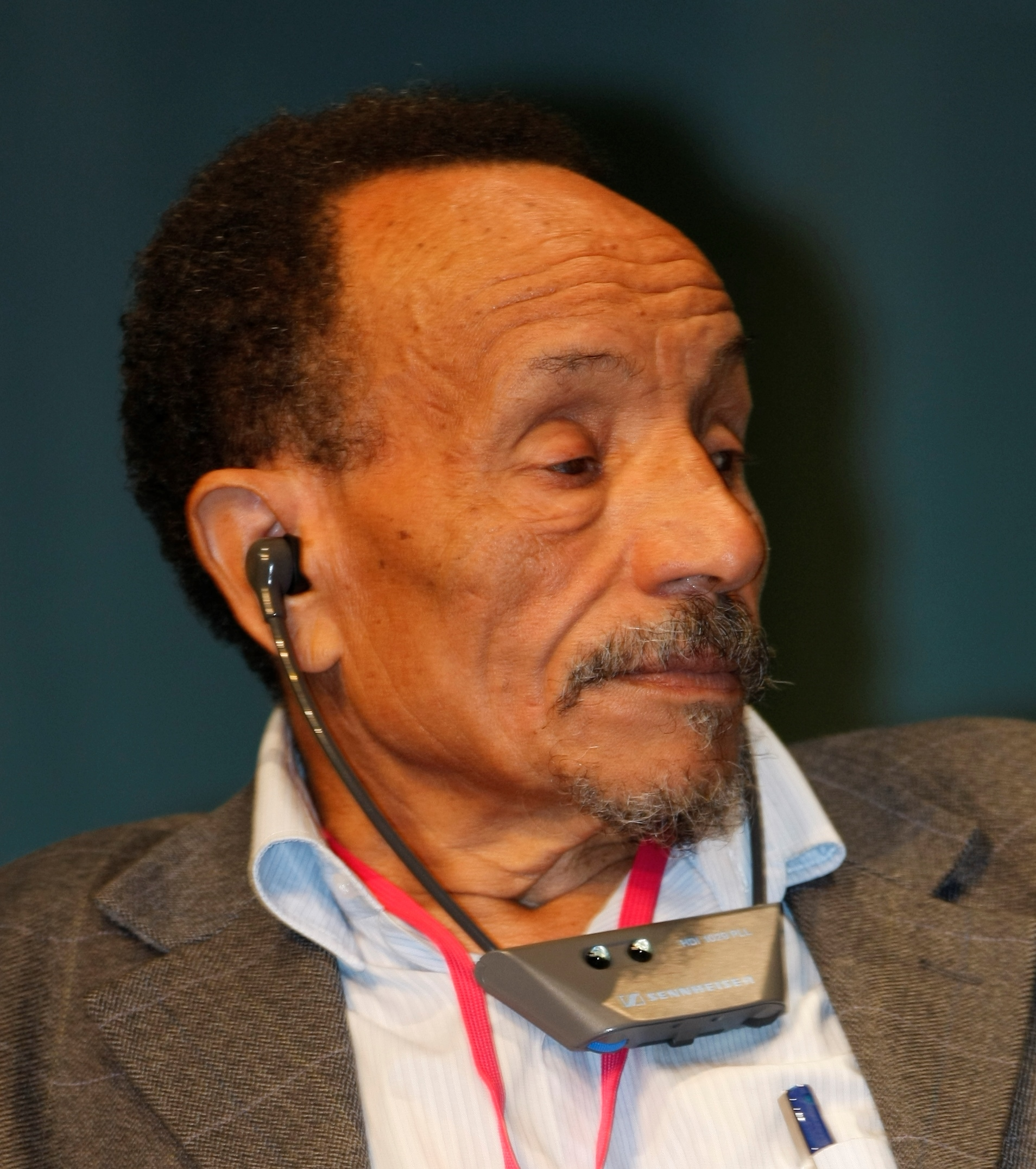
Pierre Rabhi.

Ce concept s'inscrit dans celui, plus large, de la « simplicité volontaire », lequel ne se limite pas à une approche théorique mais s'ouvre à tout un champ d'expérimentations (par exemple dans les zones à défendre), présentées par ses protagonistes comme porteuses d'un projet politique : la décroissance. Le principe repose sur une prise de conscience par les individus des conséquences du consumérisme non seulement sur l'environnement de la planète mais sur leurs rapports sociaux et leur équilibre psychique (liens de dépendance, voire d'addiction aux objets de consommation). Et le projet vise la réduction drastique (décroissance) de la production, justifiée par un recentrement sur les valeurs, héritées pour la plupart du stoïcisme : dès lors que de simples désirs cessent d'être vécus comme des besoins, la plupart des biens sont considérés comme superflus et la réduction de la consommation n'est plus alors identifiée à une privation mais au contraire à une augmentation de son bien-être : le bonheur.
Des critiques sont adressées à Rabhi, parfois au sein même du mouvement de la décroissance, selon lesquelles le concept de « sobriété heureuse » témoigne d'une approche insuffisamment politique : non seulement trop focalisée sur le registre de l'agriculture mais trop spiritualiste (Rabhi est un adepte de l'anthroposophie) et par conséquent individualiste, « appelant une prise de conscience des personnes mais se gardant de mettre en cause le système économique ».

## Entre l'au-delà et l'ici-bas
Durant tous les siècles du Moyen Âge, la conception du bonheur correspondait à celle des béatitudes (« toute la félicité vient de Dieu ») puis, progressivement, avec le processus de sécularisation, notamment au XVIIIe siècle, une vision politique du bonheur s'est imposée.
Les deux camps coexistent aujourd'hui, même si le premier est largement minoritaire.
Certains chrétiens se disent aujourd'hui « rassasiés de bonheur » et, selon Laurence Devillairs, la béatitude, au sens chrétien du terme, « n'est pas tant désir d’être heureux que désir de Dieu ». Bernard Ibal estime que le bonheur, pour un chrétien, repose en définitive sur deux pratiques de vie préconisées par le Christ et indissociablement liées : recevoir le don de Dieu et donner de soi aux autres.
À l'inverse, il existe toute une approche athée du bonheur, que l'essayiste Yann Kerninon exprime à sa manière. Selon lui, « les premières pages de la Genèse (suscitent) auprès (des jeunes) de toutes origines, de toutes confessions, de tous milieux sociaux, une réaction quasi unanime de rejet. Si l'étude approfondie d'un texte mène généralement à une meilleure compréhension, celle du texte fondateur du judaïsme, du christianisme et de l'islam, déclenche le plus souvent l'hilarité, l'indignation, la révolte et la consternation. » Et il appelle alors de ses vœux « une religion du bonheur ».

## Critiques du concept
Au début du XXIe siècle, les publications sur le thème du bonheur pullulent : on en parle autant si ce n'est plus qu'au XVIIIe siècle et surtout de manière chaotique. Alors qu'en 2014, la journaliste Marie-Claude Elie-Morin se demande comment « être plus heureux au travail », à peine l'année suivante, elle dénonce ni plus ni moins une « dictature du bonheur » :

« L'industrie des coachs de vie, du développement personnel et du self-help est plus florissante que jamais. Au travail, sur les réseaux sociaux comme dans la vie intime, le bonheur est devenu un impératif. Santé physique, équilibre mental, vie de couple, finances… on met constamment en avant la nécessité d'avoir toujours une attitude volontaire et « positive », parfois au mépris de la réalité. »

En réalité, dès la seconde moitié du XXe siècle, différents critiques ont pointé dans la quantité des prises de position sur le bonheur une véritable idéologie.

### Jacques Ellul (1967)
En 1967, dans son livre Métamorphose du bourgeois, Jacques Ellul affirme que les sociétés modernes vivent sous l'emprise de l'« idéologie du bonheur » et il l'explique ainsi : en accédant au pouvoir politique à la fin du XVIIIe siècle, la classe bourgeoise a érigé le bonheur en construction idéologique ; c’est en son nom qu’à la fois elle promeut la démocratie et réinterprète la religion, la réduisant à une morale qui exalte le travail, la famille, la patrie, etc. Les idéaux de la bourgeoisie du XVIIIe siècle ont gagné l’ensemble de la société du XXe siècle : l’homme de la masse est plus individualiste que ne l’était le bourgeois d'autrefois.

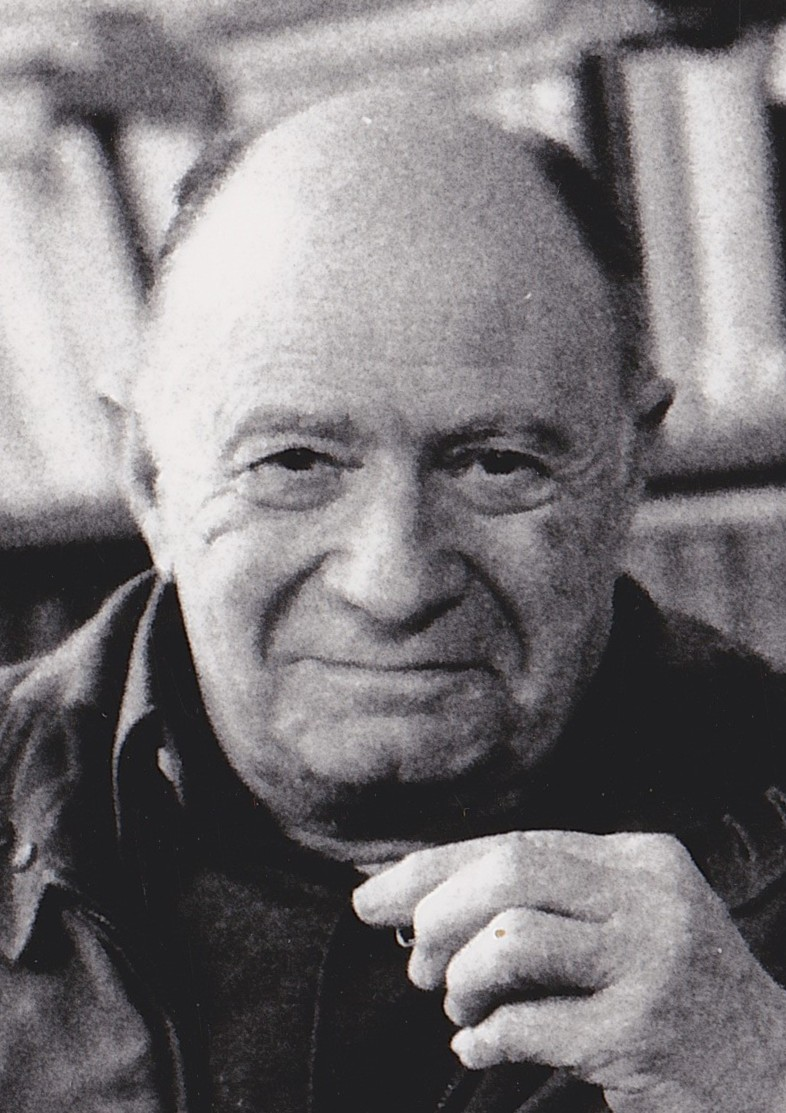
Jacques Ellul.

Ellul précise que l'idéologie du bonheur et l'idéologie du travail constituent les deux faces d'une même conception du monde : le bourgeois a érigé le travail en valeur universelle et il y est d'autant mieux parvenu qu'à la différence de l'aristocrate qui le précédait dans l'Ancien Régime, il se consacre lui-même activement au travail. Ce processus a pu s'opérer car, dans l'imaginaire collectif, le bonheur est devenu l'équivalent du salut chrétien : de même que, jadis, il fallait œuvrer convenablement pour obtenir le salut de son âme, aujourd'hui, il faut s'user au travail pour accéder au confort matériel : « l’idéologie du bonheur apparaît comme la compensation indispensable de l’immensité du travail engagé pour accéder au bien-être. »
« Le bonheur a changé de rôle et de signification car le bourgeois a partiellement réalisé son objectif par la création du bien-être, au moyen d’une prolifération d’utilités. Mais cette multiplication d’objets à consommer produit un effet singulier : elle exige de la part de l’homme au travail un sacrifice de plus en plus accentué. » Ainsi, « à l’homme harassé par le boulot comme à celui qui est angoissé par le chômage, l’idéologie du bonheur fournit un plaisir à la fois aussi efficace et éphémère qu’une drogue dure, donc un poison auquel il finit par s’accoutumer et qui finit par s’avérer mortel, au moins au plan psychique. » Une vingtaine d'années plus tard, Ellul revient sur le sujet. Il estime que le développement exponentiel des techniques alimente sans cesse l'idéologie du bonheur : 

« Autrefois, il n'y avait pas de moyens pour rendre les gens heureux, et la quête du bonheur était alors beaucoup plus une affaire personnelle, de culture, de spiritualité, d'ascèse, de choix d'un genre de vie. Depuis presque deux cents ans nous avons les moyens techniques de mettre le bonheur à la portée de la main de tous. Bien entendu, ce n'est pas tout à fait la même chose. Le bonheur consistera à combler les besoins, à assurer du bien-être, à atteindre l'opulence et aussi la culture, la connaissance. Le bonheur n'est plus un état intérieur, mais une activité de consommation. »

### Gilles Lipovetsky (2009)
Gilles Lipovetsky qualifie le bonheur de « paradoxal » car un très grand nombre d'individus se déclarent plutôt heureux alors qu'il s'avère qu'il n'y a jamais eu autant de dépressions, de mal de vivre, d'inquiétudes, d'anxiétés. La société d'hyperconsommation multiplie les jouissances privées mais se montre incapable de faire progresser la joie de vivre.
Il en est ainsi du fait que les humains évoluent dans « un système centré sur l’individualisme hédoniste. »

### Illouz et Cabanas (2019)

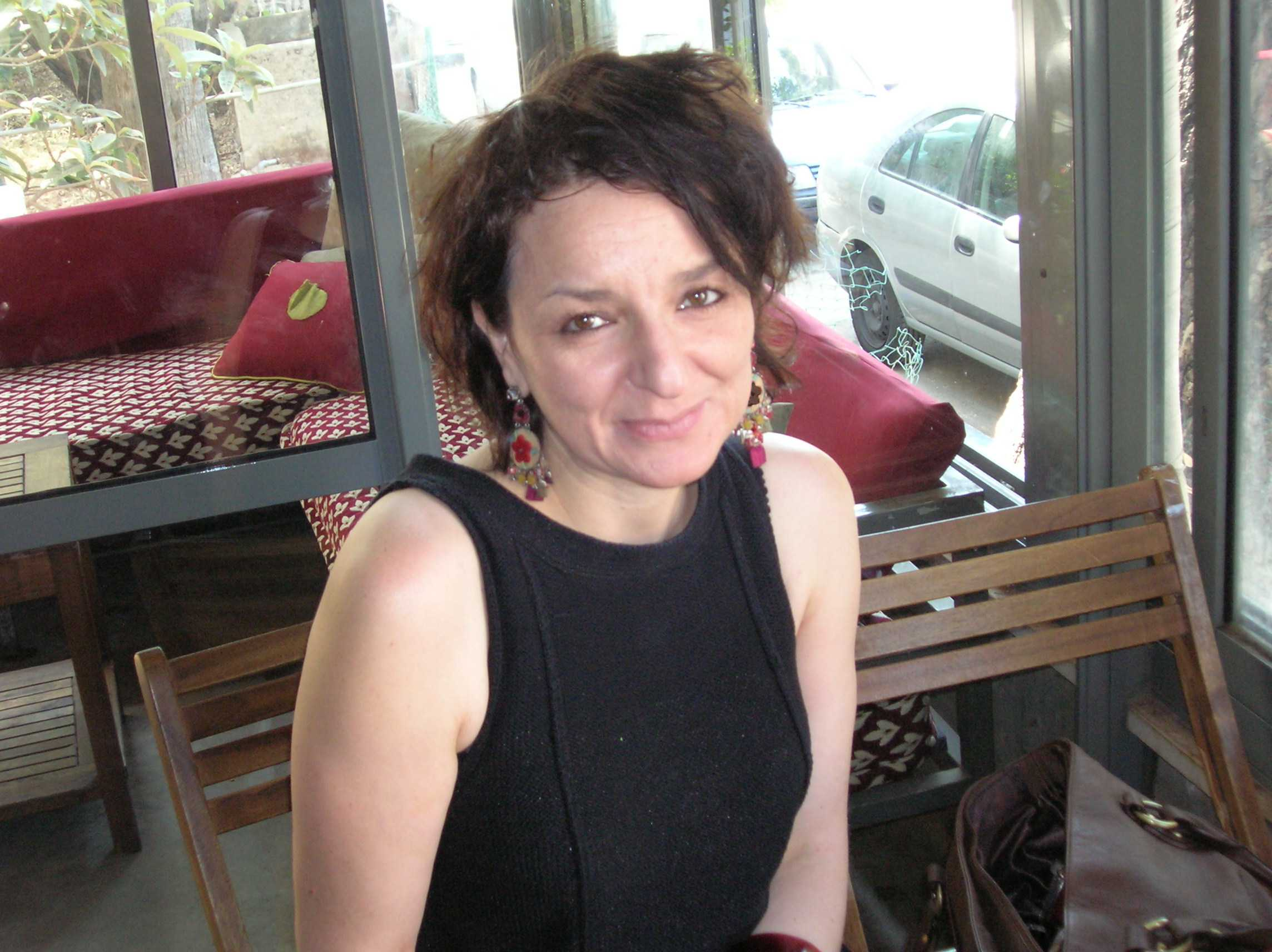
Eva Illouz.

Constatant la prolifération des publications sur le thème du bonheur, au début du XXIe siècle, Eva Illouz et Edgar Cabanas s'en inquiètent car ils y voient l'émergence d'une véritable « industrie » : « le bonheur n’est plus, comme pour Aristote, le couronnement d’une vie vertueuse ou altruiste. Réduit à ses émotions positives les plus simples, chacun peut – et doit – se le donner. La méthode pour y arriver s’enseigne et s’achète : livres, films, coaching, magazines, applis pour smartphones… L’industrie du bonheur pèse des milliards de dollars. ». Illouz et Cabanas estiment que « l’injonction au bonheur est une trouvaille formidable pour le pouvoir » car « les sciences du bonheur sont au service de l’idéologie néolibérale : non seulement elles invitent à renoncer à tout changement politique, mais elles culpabilisent les « psytoyens » qui ne parviennent pas à se plier à leurs injonctions. » Cependant, l'essai d'Eva Illouz et d'Edgar Cabanas n'est pas exempt d'idéologie et « l’excipit de l’ouvrage (« ce sont la justice et le savoir, non le bonheur, qui demeurent l’objectif moral révolutionnaire de nos vies ») révèle une option quasiment religieuse, qui a sans doute informé toute l’entreprise des auteurs ». De plus, reléguer le bonheur à la seule fonction d'écran de fumée masquant les rapports de domination peut conduire à une dichotomisation du bonheur et de la pensée et conduire à une alternative, un bonheur sans penser ou une pensée sans bonheur.

### Daniel Kahneman (2011)
Selon Daniel Kahneman, dans son livre Système 1 / Système 2, il n'y aurait pas qu'une seule valeur du bonheur. Chaque personne aurait en elle deux facettes, deux types de bonheur bien distincts, l'un pouvant être élevé tandis que l'autre est faible. Le premier "bonheur" qu'il identifie est ce qu'il appelle le "bonheur vécu", une expérience que l'on fait à un certain moment et qui nous donne un ressenti sur le moment même. Le second "bonheur" est un bonheur qui passe par la mémoire. Ce second type de bonheur, bien distinct du premier est le souvenir que l'on a d'une expérience, et qui nous procure un sentiment de satisfaction ou d'insatisfaction général lors de la remémoration de ce souvenir.
Daniel Kahneman utilise un exemple pour faire comprendre la distinction qu'il a opéré entre ces deux types de bonheurs : c'est une personne qui écoute une musique durant vingt minutes et qui, au moment de l'écoute, obtient beaucoup de plaisir à l'entendre. Mais durant les dernières secondes de cette musique, les notes sont remplacées par un bruit strident, particulièrement désagréable pour l'auditeur. Celui-ci déclare alors que le bruit strident à la fin de cette musique a complètement gâché son expérience d'écoute de ce morceau de musique. Mais selon Daniel Kahneman, cette musique a déplu à l'auditeur selon un seul type de bonheur : le second bonheur, celui associé à la mémoire. Le « bonheur vécu » en revanche n'a pas véritablement été affecté par ce bruit strident puisque l'écoute a duré sur le moment une vingtaine de minutes, et que c'était une source de plaisir pour l'auditeur. Ce n'est que le souvenir de l'écoute de la musique qui est perçu négativement

### Télévision / cinéma

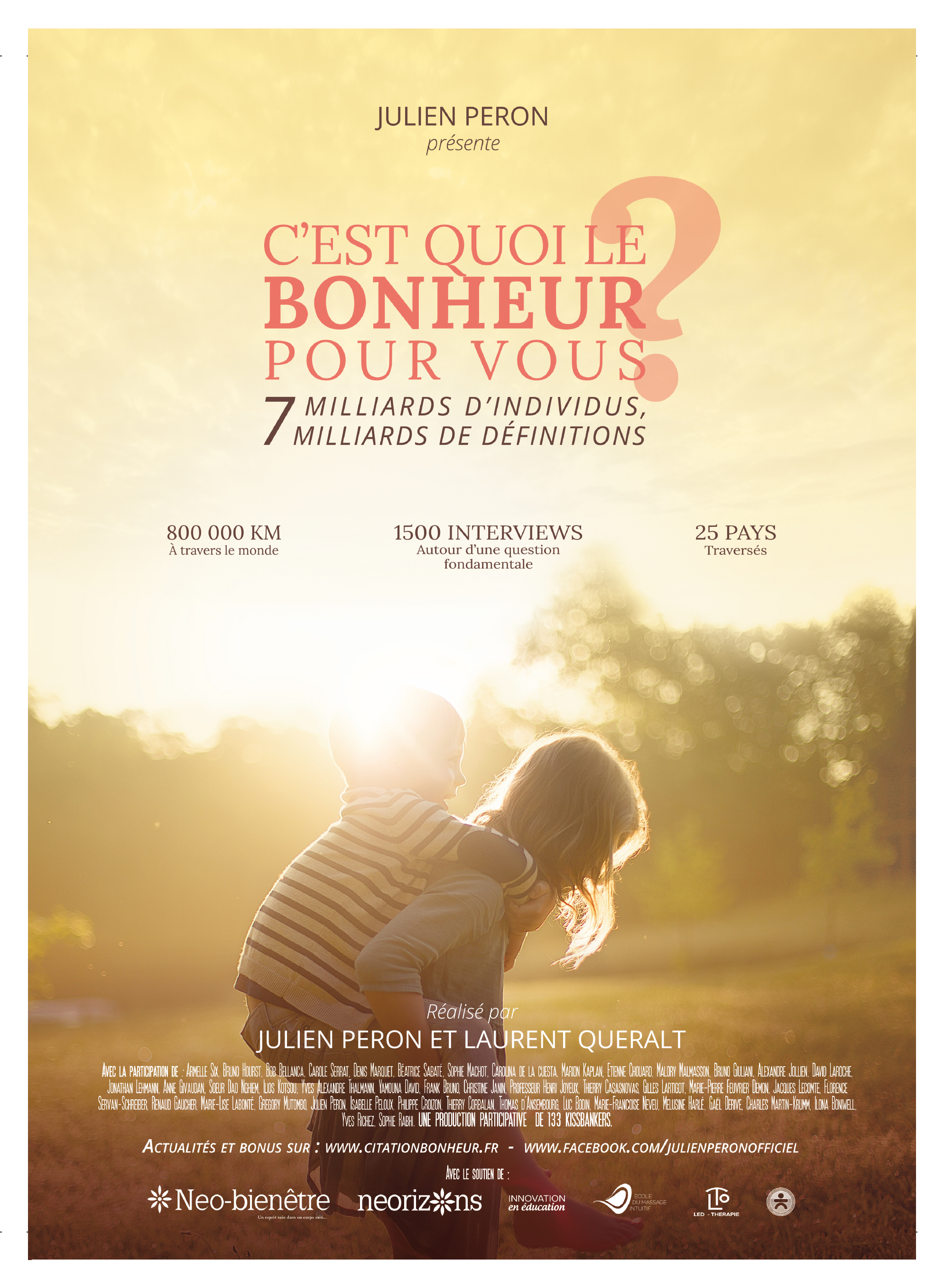
Affiche du film C'est quoi le bonheur pour vous ?.

- La face cachée du bonheur, reportage de Bettina Hofman et Jérôme Porte, Radio Télévision suisse, 2012
- Le bonheur au travail de Martin Meissonnier, Arte, 2015
- C'est quoi le bonheur pour vous ?, documentaire français de Laurent Queralt et Julien Peron, 2017
- Au pays du bonheur, série télévisée documentaire, TV5 Québec Canada, 2021

### Séminaires / conférences
- Recherche bonheur désespérément, colloque Gypsy IX, Faculté de Médecine, Paris, 4-5 décembre 2009
- Faut-il être heureux ?, Université de Strasbourg, 3-31 mars 2016.
- Doctrines et réalité(s) du bonheur, Angers, 8-9 décembre 2016
- Bon droit penser & construire le bonheur, Université d'Angers, 22-23 juin 2018
- Politiques du bonheur, Université de Cergy-Pontoise, 20-21 juin 2019
- Les lieux du bonheur, Université d'Angers, 24-25 octobre 2019
- Bonheur et bien-être dans le droit des États, Université d'Angers, 29-29 novembre 2019